# ديناصور
الديناصورات أو الدَناصِير ومفردها ديناصور أو دَيْنُصُور أو دينوسور (كلمة معربة للفظ لاتيني مركب، معناه عظاءة مرعبة جدًا) هي مجموعة متنوعة من الحيوانات البائدة كانت لطيلة 160 مليون سنة  الفقاريات المهيمنة على سطح الكرة الأرضية، تحديداً منذ أواخر العصر الثلاثي (منذ حوالي 230 مليون سنة) حتى نهاية العصر الطباشيري (منذ حوالي 65.5 مليون سنة). اندثرت معظم أنواع وفصائل الديناصورات خلال حدث انقراض العصر الطباشيري-الباليوجيني، وقد اعتقد العلماء لفترة طويلة أنها لم تخلف ورائها أي فصائل، إلا أن ذلك الافتراض ثبت خطؤه، إذ اكتشف الباحثون في وقت لاحق أن الطيور هي أقرب فصيلة للديناصورات الباقية في العصر الحالي، وذلك من خلال ما ظهر من مستحثات تربط بين الأصنوفين، إذ تبيّن أن جميع الطيور اليوم تنحدر من سلف مشترك تطور من الديناصورات الثيروبودية خلال العصر الجوراسي. كذلك فإن معظم التصنيفات الحديثة تضع الطيور كمجموعة باقية من رتبة الديناصورات.
تُعتبر الديناصورات إحدى أكثر مجموعات مملكة الحيوان أشكالاً؛ فسليلتها من الطيور أكثر الفقاريات تنوعًا على وجه البسيطة، إذ يوجد منها ما يفوق 9,000 نوع. استطاع علماء الأحياء القديمة التعرف على ما يزيد عن 500 جنس و1,000 نوع مختلف من الديناصورات غير الطيرية، واليوم يمكن العثور على أشكال مختلفة من الديناصورات في جميع قارات العالم، سواء أكانت حية ممثلة بالطيور، أم نافقة تُعرّف بواسطة مستحثاتها. كان عدد من الديناصورات عاشبًا وكان بعضها الآخر لاحمًا، وكذلك سارت أنواع منها على قائمتيها الخلفيتين، فيما سارت أنواع أخرى على أربع قوائم، واستطاع بعضها أن يتنقل باستخدام الطريقتين. طوّرت العديد من الديناصورات غير الطيرية امتدادات خارجية لهيكلها العظمي شكلت لها درعًا جسديًا أو طوقًا عظميًا أو قرونًا، وقد حققت بعض الفصائل شهرة عالمية لغرابة شكلها الخارجي كما يتصوره العلماء. سيطرت الديناصورات الطيرية على أجواء الكرة الأرضية منذ انقراض الزواحف المجنحة التي كانت تعدّ منافستها الأساسية والسبب الرئيسي الذي يكبح تطورها. تشتهر الديناصورات بفعل حجم بعض الأنواع الضخمة، الأمر الذي يولد فكرة لدى العامّة مفادها أن جميع هذه الحيوانات كانت عملاقة، إلا أنه في واقع الأمر فإن معظم الديناصورات كانت بحجم الإنسان أو أصغر حتى. يُعرف أن معظم فصائل الديناصورات كانت تبني أعشاشًا لتضع فيها بيضها وتحضنه حتى الفقس.
أصبحت الهياكل العظمية للديناصورات المعروضة في المتاحف حول العالم تشكل معالم جذب سياحية مهمة، منذ أن اكتُشف أول أحفور لديناصور في أوائل القرن التاسع عشر، وتحوّلت هذه الحيوانات إلى رمز من رموز الثقافة العالمية والمحلية لبعض البلدان. صُوّرت الديناصورات في الكثير من الروايات والأفلام السينمائية التي حققت نجاحًا كبيرًا ونسبة مبيعات هائلة، مثل سلسلة «الحديقة الجوراسية» (بالإنجليزية: Jurassic Park)، كذلك فإن أي اكتشاف جديد على درجة كبيرة من الأهمية تغطيه وسائل الإعلام المختلفة وتقدمه للجمهور المهتم بهذه الأمور.

## تأثيل

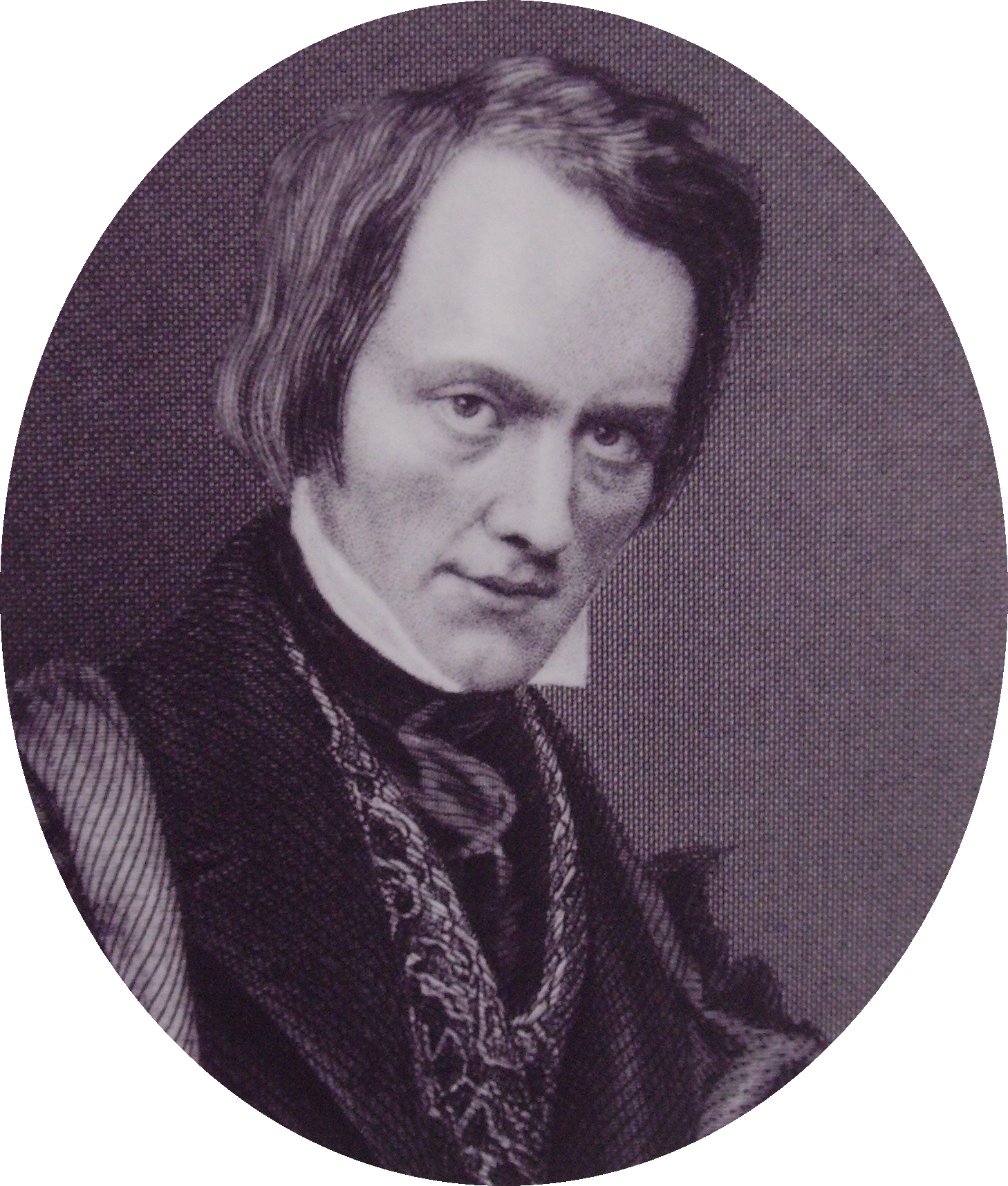
السير ريتشارد أوين، مُبتكر تسمية «ديناصور».

صِيغَ مُصطلح ديناصوريا (باللاتينية: Dinosauria) رسميًا في سنة 1842 بواسطة عالم الإحاثة الإنجليزي، السير ريتشارد أوين الذي استخدمه للإشارة إلى «القبيلة أو الطبقة المميزة للزواحف السحلية» التي قد مُيزت في إنجلترا وحول العالم. اشتُق المصطلح من الكلمات الإغريقية: «داينوس» (باليونانية: δεινός) بمعنى «عظيم»، «قوي»، أو «مذهل»، و«سوروس» (باليونانية: σαύρα) بمعنى «عظاءة» أو «زاحف». ومع أن الاسم العلمي يُفسر غالبًا بأنه إشارة إلى أسنان الديناصورات ومخالبها وبقية خصائصها المخيفة، فقد قصد أوين أن يُشير به إلى حجم الديناصورات ومهابتها.
تُستخدم كلمة «ديناصور» في الإنجليزية العامية أحيانًا للإشارة إلى شيء غير ناجح أو شخصٍ فاشل، مع أن الديناصورات قد سادت في الأرض مائة وستين مليون سنة، وانتشرت سلالات أحفادها الطيور وتنوعت. تُستخدم تسمية «ديناصور» في اللغة العربية إجمالاً للإشارة إلى هذه الحيوانات، وهي لفظ محرّف لكلمة "Dinosaur" الإنجليزية، والبعض يكتبها «دينوصور» كما في اللفظ الفرنسي "Dinosaure".

## الانتشار والموطن

### الانتشار الجغرافي

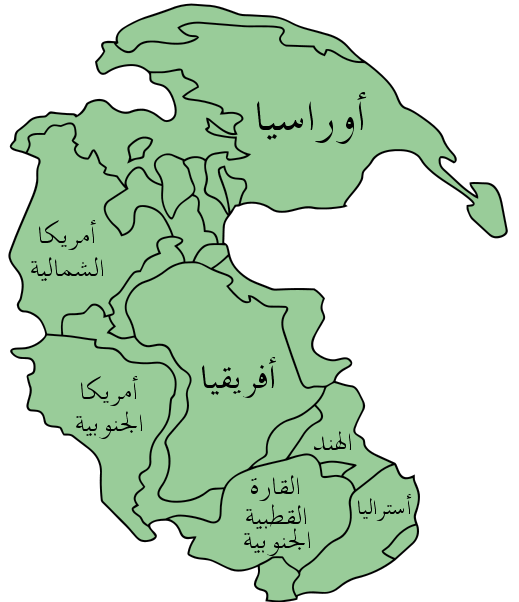
خريطة لقارة بانجيا العظيمة التي ضمت معظم يابسة الأرض عند ظهور الديناصورات، وهي توضح مواقع قارات العالم اليوم بما في ذلك أمريكا الجنوبية التي ظهرت فيها أولى الديناصورات الحقيقية المعروفة.

شهد العالم خلال فترة الحقبة الوسطى التي عاشت أثناءها الديناصورات لمُدة 165 مليون عام الكثير من التغيرات على الكوكب، من أبرزها انجراف مواقع القارات وتغير المناخ الذين أثّرا إلى حد كبير على حياة الديناصورات وبيئاتها. لكن هذه الزواحف قطنت عموماً خلال فترة وُجودها على الأرض القارات السبع جمعاءً بما في ذلك أنتاركتيكا وأستراليا وجميع القارات الأخرى.
مع مطلع العصر الثلاثي كانت لا تغطي الأرض سوى قارة واحدة عملاقة اسمها بانجيا، وكان مناخ العالم آنذاك أكثر حرارة بقليل مما هو اليوم، وقد كان لربط القارات هذا أهمية بالغة في إتاحة تنقل الديناصورات وانتشارها بين القارات. كانت أولى الديناصورات الحقيقية المَعروفة هي الإيورابتور والهيريراصور الذين عثرَ على بقاياهما في الأرجنتين في طبقات العصر الثلاثي، ولذلك تعدّ دراسات علمي العلاقات التطورية والجغرافيا الحيوية قارة أمريكا الجنوبية مهد الديناصورات وموطن نشوئها الأول. ونظراً إلى أن كل يابسة الأرض كانت مُتحدة آنذاك في بانجيا، فقد اتسعت مناطق انتشار هذه الزواحف بُسرعة لكي تشمل قارات أمريكا الشمالية وأفريقيا وأوروبا فضلاً عن أمريكا الجنوبية نفسها، وبالرغم من هذا فقد كانت أنواع الديناصورات لا تزال قليلة في ذلك الوقت، ولذا فكان كل نوع منها يَشغل مساحة جغرافية واسعة نسبياً. ويَجعل انتشار الديناصورات الثلاثية الواسع هذا من دراستها وتتبع تنوعها وانتشارها أمراً صعباً.

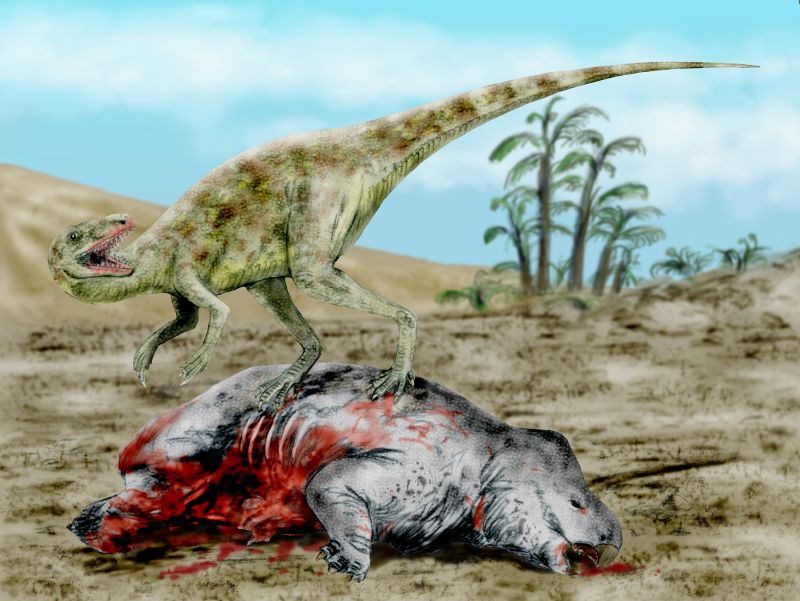
ديناصوران يَتعاركان في بيئة العصر الثلاثي.

مع مجيء العصر الجوراسي المبكر (200 - 170 مليون سنة خلت) كانت لا تزال قارة بانجيا مُترابطة إلى حد ما، وظلت روابط اليابسة قائمة بين كافة القارات السبع، ولذلك احتفظت الديناصورات والفقاريات الأرضية الأخرى بمُعدل توطنها الفريد الذي كان مُنخفضاً بشكل غير اعتيادي مع اتصال العالم ببعضه. وخلال هذه الفترة (العصر الجوراسي) بدأت الديناصورات تهيمن وتفرض سيطرتها الحقيقية على أشكال الحياة الأرضية، وكذلك زادت أكثر من انتشارها الجغرافي عبر العالم. وخلال هذا العصر قبل 180 مليون سنة تقريباً بدأت قارة بانجيا بالتفكك، مما سبب الكثير من التغيرات الجغرافية والمناخية على الكوكب. فخلال تلك الفترة بدأ جليد القطبين بالذوبان وأخذ مستوى البحر بالارتفاع وبغمر مساحات ضخمة من أراضي الكوكب، وقد زاد هذا بدوره من مُستوى الرطوبة ومن ثم الأمطار، فأصبح المُناخ أكثر اعتدالاً بينما نمت غابات غنية بأشكال الحياة المُتنوعة، وساعدت هذه الظروف البيئية الديناصورات على زيادة أعدادها وهيمنتها. كما أخذت القارات بالتفكك والانعزال عن بعضها سريعاً في هذا الوقت، ففي العصر الجوراسي المتأخر انجرفت أمريكا الشمالية شمالاً مُنفصلة بذلك عن أمريكا الجنوبية، وبذلك شكلت أمريكا الشمالية جنباً إلى جنب مع أوروبا جزءاً من قارة لوراسيا، بينما ظلت الجنوبية مُتحدة مع أنتاركتيكا وشبه القارة الهندية وأستراليا مُشكلين غوندوانا قبل أن تنجرف أستراليا بعيداً مُبتدئة بذلك انعزالها الطويل المُستمر إلى يومنا هذا. ومع هذا التفكك السريع وانعزال أجزاء العالم عن بعضها البعض بدأت الديناصورات تخسر قدرتها على التنقل بين القارات، وبدأت معدلات التوطن عند أنواعها بالارتفاع، بينما أخذت ديناصورات كل قارة تتطور وحدها مُنعزلة عن ديناصورات القارات الأخرى.
لا يُوجد أي دليل صريح حتى الآن على حدوث ارتفاع شديد في الحرارة أو تغير ذو قيمة في المناخ خلال العصر الطباشيري، وهو آخر عصور الحقبة الوسطى التي عاشت خلالها الديناصورات. أما بالنسبة للقارات فقد ابتعدت عن بعضها البعض كما لم تبتعد قبلاً سوى مرات قليلة في تاريخ الأرض كله، فقد كانت أنحاء العالم مَعزولة عن بعضها كثيراً وأخذ مُعدل التوطن عند الديناصورات بالارتفاع طوال العصر الطباشيري المتأخر. وخلال هذا العصر قسمت العالم العديد من البحار الضحلة هنا وهناك، ففصل بين غرب أمريكا وشرقها بحر ضحل، وقد كان يَتصل غربها قبل ذلك مع آسيا عبر جسر يابسة قبل أن يَفصل بين نصفي القارة هذا البحر فيُصبح غربها جزيرة معزولة بينما يتحد شرقها مع أوروبا وغرينلاند، أما بقية أراضي العالم الجنوبية فقد تابعت الانجراف مُبتعدة عن بعضها. وكنتيجة لهذا فقد اختلفت أنواع الديناصورات بين القارات، فسادت بشكل عام خلال هذه الفترة في نصف الأرض الجنوبي مجموعات الديناصورات القديمة التي لطالما قطنته، مثل الصوروبودات والأورنيثوبودات والأنكيلوصوريات، بينما ظهرت في النصف الشمالي أنواع جديدة تماماً مثل السيراتوبسيات والهادروصوريات. وقد ازداد تنوع الديناصورات إلى حد كبير وملحوظ خلال هذا العصر، بينما تقلصت نسبياً المساحة الجغرافية التي يَتوزع عليها كل نوع مع ازدياد هذا التنوع. واستمرت الديناصورات على هذه الوتيرة خلال العصر الطباشيري وتنوعها يَزداد مع ازدياد توطنها قبل أن تنقرض تماماً في نهاية ذلك العصر ضمن انقراض العصر الطباشيري-الباليوجيني.

### البيئات الطبيعية

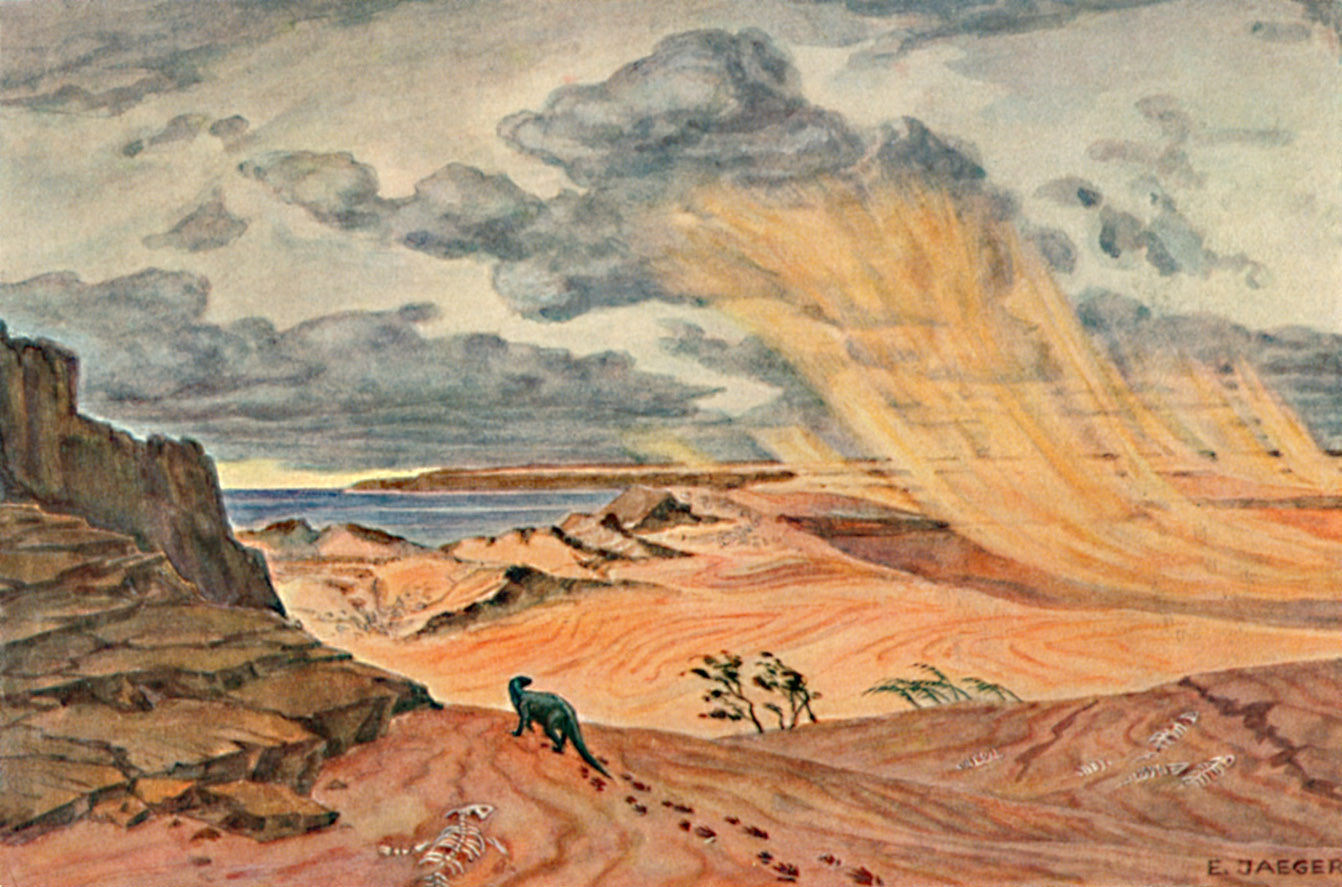
صحراء ثلاثية قديمة يُجاورها بحر ضحل في خلفية الصورة.

بالنسبة للبيئات التي قطنتها الديناصورات خلال فترة وُجودها على الأرض بعيداً عن انتشارها الجغرافي فتحديدها أصعب قليلاً. فبشكل عام، من الصعب جداً تخمين طبيعة البيئات التي كانت مَوجودة الماضي باستخدام معلومات الأحافير والصخور التي تكون مُتوافرة عادة. والسبب وراء هذا أنه لا يُعثر سوى على القليل من أحافير الحيوانات أو النباتات التي عاصرت وُجود ديناصور ما (في حال عثرَ عليها أساساً)، علماً بأن دراسة النباتات القديمة بالإضافة إلى دراسة النظائر الجيوكيميائية التي يُمكن من خلالها تحديد الحرارة في تلك العُصور هما الوسيلتان الأساسيتان لمعرفة طبيعة البيئات القديمة (بينما لا تخدم عظام الديناصور سوى في معرفة موقع موته)، وحتى في الحالات التي يُعثر فيها على بقايا تلك النباتات فإن تحديد ما بدت عليه البيئة التي قطنها الديناصور وما كانت معالمها وتضاريسها هو أمر بالغ الصعوبة، مما يَدفع مُعظم الإحاثيين إلى عدم التطرق لهذا الأمر وترك دراسته. من المَشاكل الأخرى أيضاً التي تمنع معرفة طبيعة البيئات القديمة بشكل دقيق اختلاف مدى إمكانية حفظ بيئة ما عن أخرى، فبعضها يُمكنها أن تحفظ بشكل جيد بينما تختفي أخرى تماماً بحيث تتعذر معرفتها، وعموماً مُعظم آثار الغابات وأراضي الأنهار المُرتفعة والسهول من المواد العضوية تتحلل وتتآكل ثم تختفي سريعاً، ولذا فإن بقاياها نادراً ما تحفظ بحيث تتيح التعرف عليها. بينما لا يُمكن للعلماء غالباً التعرف إلا على الأراضي النهرية المُنخفضة والسهول الفيضية والدلتا وأراضي البحيرات وما إلى ذلك من البيئات المائية. لكن لا زالت - بالرغم من كل ذلك - توجد بعض الدراسات التي يُمكنها أن تعطي فكرة ما عن طبيعة بيئات هذه الزواحف وأن تلقي الضوء عليها. وعموماً، ربما تكون الديناصورات قد قطنت مجموعة مُتنوعة جداً من البيئات تتراوح من الغابات الرطبة إلى الصحارى القاحلة. وفيما يلي سرد لم يُتوقع أن يَكون البيئات التي عاشت فيها الديناصورات.

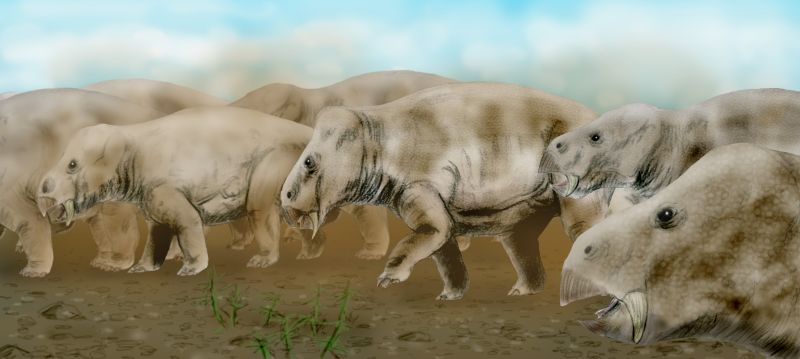
قطيع من ديناصورات البلاسيرياس يَجوب صحراء العصر الثلاثي.

نظراً إلى أن كافة أراضي العالم كانت مُتحدة في قارة بانجيا العظيمة بالغة الضخامة خلال العصر الثلاثي، فقد كان من الطبيعي وُجود امتدادات داخلية ضخمة للقارة بعيدة جداً عن أي بحر أو مُحيط، وكنتيجة لهذا فقد ظلت مُعظم المساحات الداخلية للقارة جافة وبعيدة عن الماء وامتدت عبرها صحارى هائلة، بينما لم تكن الرطوبة كافية لنمو النباتات سوى على حواف القارة قرب المسطحات المائية المُحيطية. وقد كانت الحياة مُختلفة جداً في ذلك العصر مع الجفاف السائد، فلم تكن توجد أي نباتات مزهرة أو عشب على الأرض بينما انتشر الصنوبر والسراخس عبر القارة. ومن أسباب الجفاف وقلة التنوع الأحيائي الذين سادا هذا العصر أنه أتى مُباشرة بعد أضخم انقراض في تاريخ الأرض، ولهذا السبب فحتى عندما جاء العصر الثلاثي المتأخر كانت لا تزال الأرض تتعافى من آثار الانقراض. ولذا فقد عاشت الديناصورات خلال هذه الفترة في بيئة جافة ولم يَكن تنوعها كبيراً بعد، وقد تركز وُجودها على ضفاف الأنهار التي كستها السراخس، ومن الأنواع التي قطنت هذه الأراضي ديناصور الهيريراصور المُبكر. أما في المناطق الأبعد من ذلك عن البحار فقد امتدت أراضٍ شبه صحراوية استطاعت أن تنمو فيها بعض أنواع النباتات القصيرة والصغيرة المتكيفة مع المناخ القاحل (وربما بدت تلك المناطق شبيهة بأراضي جنوب أفريقيا اليوم)، ومن الأنواع التي قطنت هذه الأراضي ديناصور البلاتيوصور العاشب جنباً إلى جنب مع الإيورابتور والسينتاصوس.

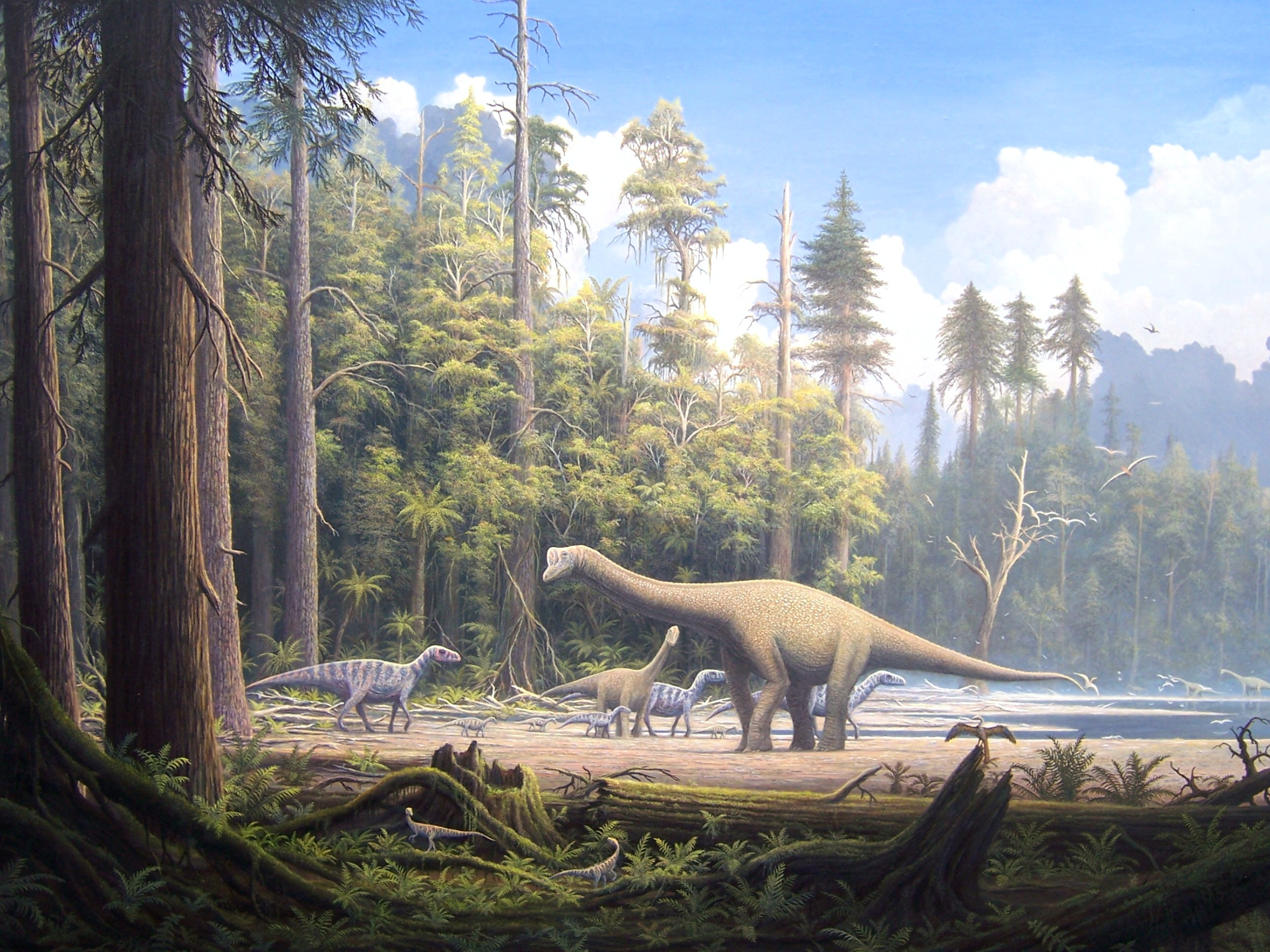
بيئة العصر الجوراسي التي انتشرت فيها الأشجار العملاقة والديناصورات طويلة العنق.

بحلول العصر الجوراسي بدأت طبيعة الأرض الجغرافية بالتغير مما كان له أثر كبير على بيئات الديناصورات الطبيعية. فقد أخذت قارة بانجيا العظيمة بالتفكك والانقسام مُبتعدة بعضها عن بعض، ومع تكون الصدوع بين القارات بدأت المياه تملأ هذه الأودية والأراضي المُنخفضة المختلفة مُحولة إياها إلى مُحيطات جديدة تفصل بين القارات بعد أن كانت كل المياه تحيط بقارة واحدة فقط (فتكون بذلك المحيط الأطلسي إلى جانب عدة مُحيطات أخرى)، وقد ساعد هذا كثيراً على وُصول المياه إلى قلب بانجيا لكي تسقي صحاريها. فبعد أن دخلت المياه عُمق القارة بدأت الرياح المُصطدمة بالبحار الداخلية بحمل الرطوبة معها إلى الصحارى الجافة، فأخذت النباتات تنمو وتزدهر في أنحاء القارات ماحية بذلك الصحارى الثلاثية القديمة ومُكونة مصدراً هاماً جداً لتغذية الديناصورات التي وصلت إلى قمة ازدهارها في هذا العصر، فبعد أن ظلت صغيرة الحجم طوال العصر الثلاثي نمت فجأة لتصبح من أكبر حيوانات الكوكب وأكثرها نجاحاً. لكن كما كانت الحال في العصر الثلاثي فقد تركزت الخضرة والديناصورات المختلفة بجانب ضفاف الأنهار، ومع هطول الأمطار نمت غابات من السراخس والغينكجو، ومن الديناصورات التي قطنت هذه الغابات النهرية والسرخسية الستيغوصور. وقد تميز العصر الجوراسي أيضاً بالغابات الصنوبرية الكثيفة التي غطّت القارات خلاله وتألفت من أنواع بدائية من الصنوبر، وقد قطنت هذه الغابات أنواع من الصوربودات مثل المامينكيصور.

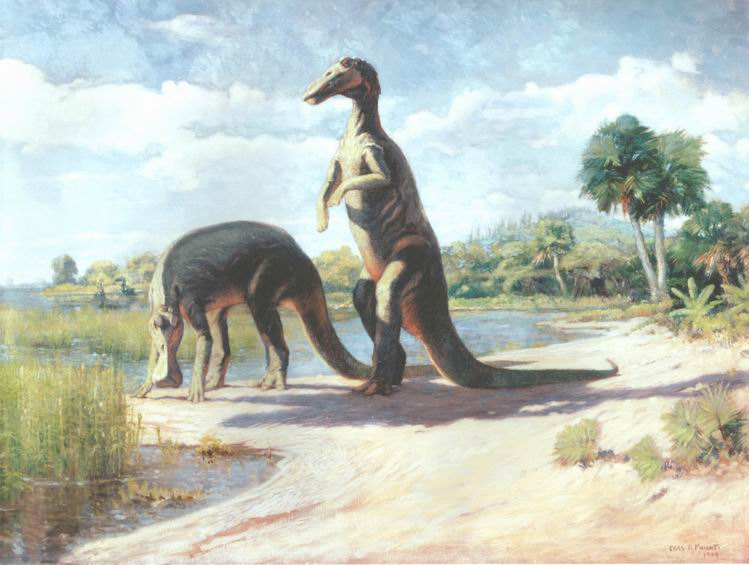
ديناصورا أناتوتايتان في مستنقع من العصر الطباشيري.

ابتعدت القارات عن بعضها كثيراً خلال العصر الطباشيري وبدأت خريطة العالم بأخذ شكل غير بعيد كثيراً عن شكلها الحالي، بالرغم من تغطية البحار الضحلة لجزء كبير منها، وقد كان لهذا أيضاً تأثير على بيئة الكوكب. فوجود أراض بعيدة جداً عن بعضها وفي أجزاء مُختلفة من الكوكب يَعني أيضاً وجود أنواع متعددة من المناخ ومن ثم البيئات الطبيعية. وأيضاً، توجد دلائل على أن الديناصورات قطنت خلال هذا العصر بعض البيئات القطبية اعتماداً على دلائل من موقعين في قارة أستراليا التي كانت لا تزال ضمن الدائرة القطبية الجنوبية في العصر الطباشيري، ويُمكن معرفة ذلك من دراسة أحافير النباتات وبنى الصخور التي كانت متجمدة في الأرض القطبية قبل ملايين السنين.
خلال العصر الطباشيري، انتشرت على أطراف القارات أراضي المستنقعات ودلتا الأنهار - وهي من نوع البيئات التي تحفظ جيداً -، وقد سادت في هذه المستنقعات الأشجار التي تحتاج إلى الماء بشدة مثل السرو. أما من ناحية الديناصورات، فقد كانت هذه البيئات مثالية للديناصورات صائدة السمك مثل السبينوصور. وإلى جانب هذه النوعية من البيئات شبه المائية، فقد كان النوع الآخر السائد من البيئات في العصر الطباشيري هو «الغابات المختلطة» والتي كانت نتيجة بدء ظهور النباتات المزهرة في العصر الطباشيري، وقد كانت هذه الغابات مأوى للعديد من الديناصورات العاشبة مثل الكوريثوصور، كما مثلت في المناطق القريبة من الأنهار موطناً لبعض اللواحم الشهيرة مثل التيرانوصور. من جهة أخرى كان للديناصورات وُجود في بعض البيئات الأكثر اختلافاً خلال هذا العصر، فقد قطنت بعض أنوعها على سبيل المثال في هذه الفترة المناطق القطبية المتجمدة في ألاسكا وأستراليا، ولو أنها لم تكن مختلفة كثيراً عن الديناصورات التي قطنت المناطق المجاورة الأكثر دفئاً. وبالرغم من أن الأحافير لا تقدم الكثير من المعلومات عن بيئات الجبال القديمة، إلا أنه يُعتقد أن بعض أنواعها كانت تقطن هذه المناطق مثل الإدمونتيا. كما أن عدداً كبيراً من الديناصورات الطباشيرية قطنت مناطق الحجر الرملي في الصحارى، ومن هذه الأنواع الغاليميموس والأوفيرابتور والفيلوسيرابتور والبروتوسيراتوبس.

## وصف

### التعريف المعاصر

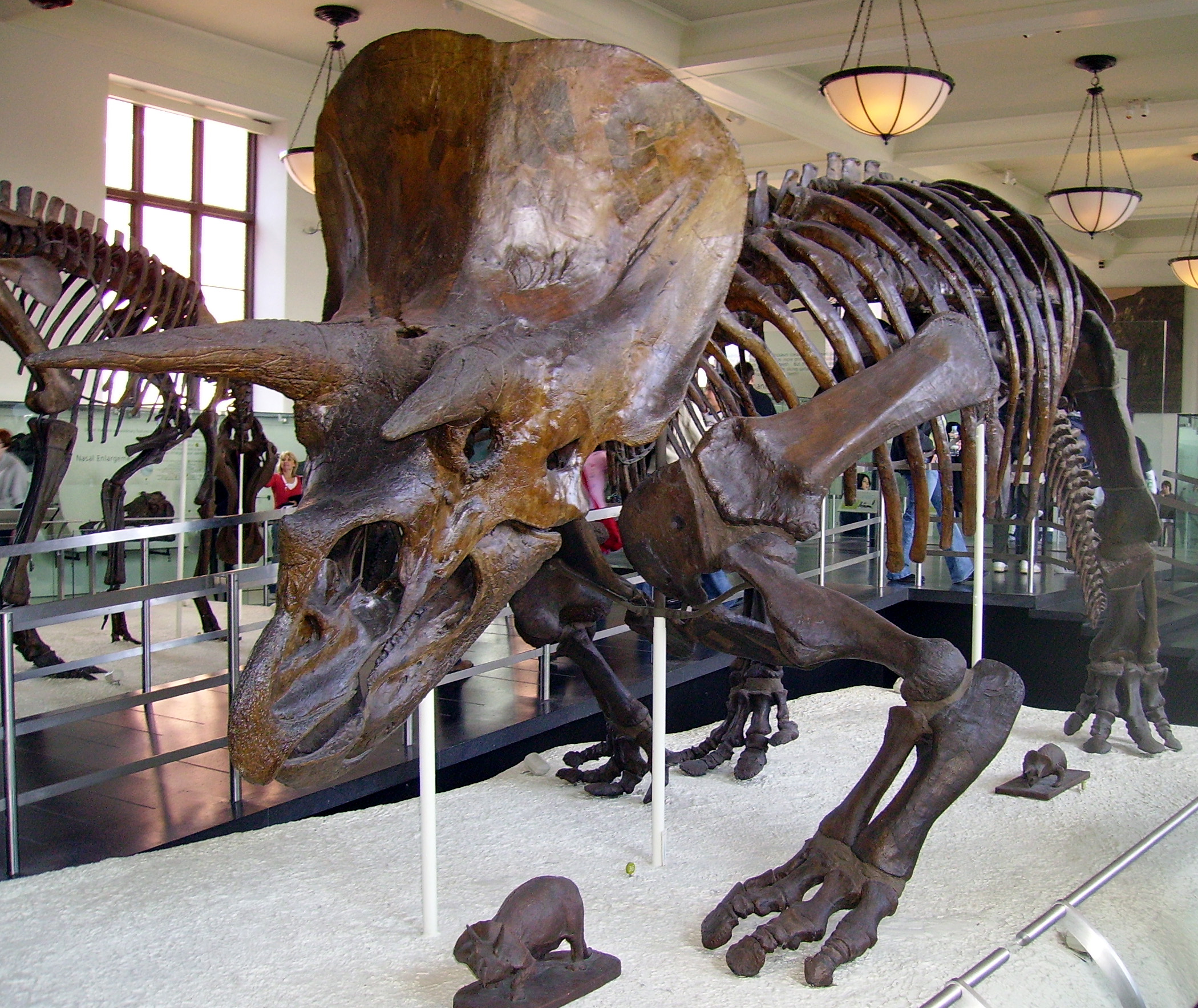
هيكل عظمي للديناصور ثلاثي القرون تريسراتوبس في المتحف الأمريكي للتاريخ الطبيعي في مدينة نيويورك بالولايات المتحدة الأمريكية.

وفقًا لتصنيف النشوء، فإن الديناصورات تُعرف عادة بأنها المجموعة التي تحتوي على «العظاءات ثلاثية القرون، الطيور المعاصرة، بالإضافة إلى أقرب أسلافها، وكل المتحدرين منها». اقترح البعض بأن الديناصورات ينبغي أن تُعرف وفق درجة قرابتها لأقرب سلفٍ مشترك للديناصور العظيم ميغالوصور والديناصور ذي سن الإغوانة إغواندون، بما أن هذين نوعان من ثلاثة نص عليها ريتشارد أوين عندما عرّف الديناصورات لأول مرة. ينتج عن التعريفين نفس مجموعة الحيوانات المعرفة بكونها ديناصورات، ومن ضمنها: الثيروبودات، أو اللواحم ذات القائمتين؛ شبيهات طويلات الأعناق أو الصوروبودات، وهي عواشب رباعية القوائم؛ العظاءات المنصهرة أو الأنكيلوصوريات، وهي آكلة للعواشب، مدرعة رباعية القوائم (تشبه التمساح)؛ العظاءات المغطاة أو الستيغوصوريات، وهي عواشب رباعية القوائم ذات صفائح عظمية على ظهرها؛ العظاءات القرناء أو السيراتوبسيات، وهي عواشب رباعية القوائم ذات قرون وأهداب، والعظاءات طيريّة الورك أو الأورنيثوبودات، وهي عواشب ثنائية أو رباعية القوائم من ضمنها «بطية المنقار». كُتبت هذه التعريفات لتستجيب للمفاهيم العلمية حول الديناصورات التي تسبق الاستخدام الحديث للتطور العرقي. ويُقصد باستمرارية المعنى منع أي التباس بشأن معنى المصطلح «ديناصور».
هناك شبه إجماع عالمي بين علماء الإحاثة على كون الطيور سليلة الديناصورات الثيرابودية في العصر الحاضر. وباستخدام تعريف علم الأفرع المحدد الذي يوجب تضمين كل سلالات سلفٍ واحد شائع في مجموعة واحدة لجعل هذه المجموعة طبيعية، فإن الطيور تعدّ ديناصورات، وبناءً على ذلك فإن «رتبة» الديناصورات غير منقرضة. تصنف الطيور بواسطة معظم علماء الإحاثة على أنها تنتمي إلى مجموعة «ذات الأيادي السالبة» الفرعية (باللاتينية: Maniraptora؛ نقحرة: مانيرابتورا)، التي تنتمي بدورها إلى مجموعة العظاءات الحلقية أو الكويلوروصوريات (باللاتينية: Coelurosauria)، التي تنتمي إلى مجموعة الثيرابودات، التي تنتمي إلى مجموعة العظاءات مفصلية الورك أو الصوريسكيات (باللاتينية: Saurischia)، التي تنتمي إلى أصنوفة الديناصورات.
من وجهة نظر علم الأفرع، فإن الطيور تعدّ ديناصورات، على الرغم من أن كلمة «ديناصور» في الخطاب الاعتيادي لا تتضمن الطيور بل يُقصد بها تلك الزواحف البائدة. كذلك، فإنه من الصحيح تقنيًا الإشارة إلى الديناصورات بوصفها مجموعة مميزة تحت نظام تصنيف لينيوس الأقدم، الذي يقبل التصنيف شبه العرقي الذي يستثني بعض السلالات المتحدرة من سلفٍ واحد مشترك.

### وصف عام

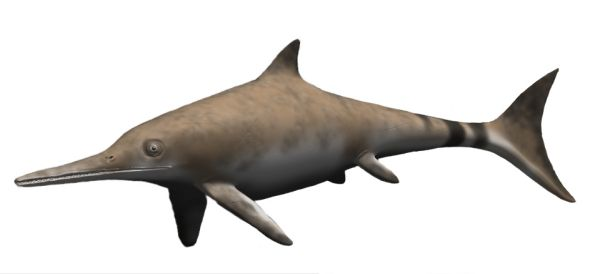
رسم رقمي للزاحف السمكي دلفيني الشكل إكثيوصور، أحد أبرز أجناس الكائنات البائدة المعاصرة للديناصورات، والتي يعتقد العامّة أنها تعدّ ديناصورات أيضًا.

بناءً على ما سلف، يُمكن وصف الديناصورات - دون الطيور - أنها زواحف أركوصورية أرضية ذات قوائم منتصبة وُجدت مُنذ العصر الثلاثي المتأخر، كما يدل عمر الطبقات الصخرية حيث عُثر على أحافيرها، حتى العصر الطباشيري المتأخر. تُعتبر كثيرٌ من الحيوانات القبتاريخية ديناصوراتٍ في التصورات الشعبية، ومن أبرز الأمثلة على ذلك الزواحف السمكية (باللاتينية: Ichthyosauria)، الزواحف الميزية أو الموزاصورات (باللاتينية: Mosasauridae)، البلصورات (باللاتينية: Plesiosauroidea)، الزواحف المجنحة أو البتروصورات (باللاتينية: Pterosauria)، والديناصور ثنائي الأسنان المنتظمة ديمترودون، إلا أنها لا تُصنف علميًا على أنها ديناصورات، فالزواحف المائية كالزواحف السمكية والميزية والبلصورات لم تكن مخلوقاتٍ أرضية أو أركوصورات، وكانت الزواحف المجنحة أركوصورات لكنها لم تكن أرضية، بينما كان الديمترودون حيوانًا برميًا أقرب إلى الثدييات من الزواحف. كانت الديناصورات الفقاريات المهيمنة على النظام الأرضي في الحقبة الوسطى، وقد وصلت ذروة تنوعها وازدهارها خلال العصرين الجوراسي والطباشيري. كانت مجموعات الحيوانات الأخرى خلال هذه الحقبة مقيدة من حيث الحجم والبيئة الملائمة، وعلى سبيل المثال، فنادرًا ما تجاوزت الثدييات حجم قطة، وكانت غالبًا لواحم بحجم القوارض تتغذى على فرائس صغيرة. يُستثنى من هذه الحالة الربنومام العملاق (Repenomamus giganticus)، وهو حيوان ثديي ينتمي لرتبة «ثلاثية الأسنان المخروطية» (باللاتينية: Triconodonta) تراوح وزنه ما بين 12 إلى 14 كيلوغرامًا، وعُرف بأكله الديناصورات الصغيرة مثل الديناصور الببغائي السيتاكوصور.

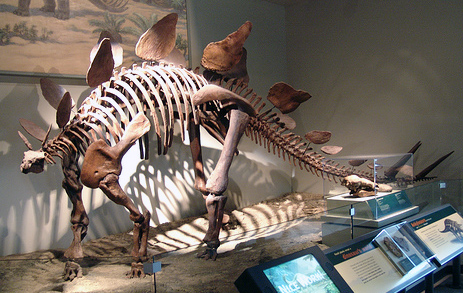
هيكل عظمي للديناصور المغطى ستيغوصور، في المتحف الميداني للتاريخ الطبيعي، شيكاغو، الولايات المتحدة الأمريكية.

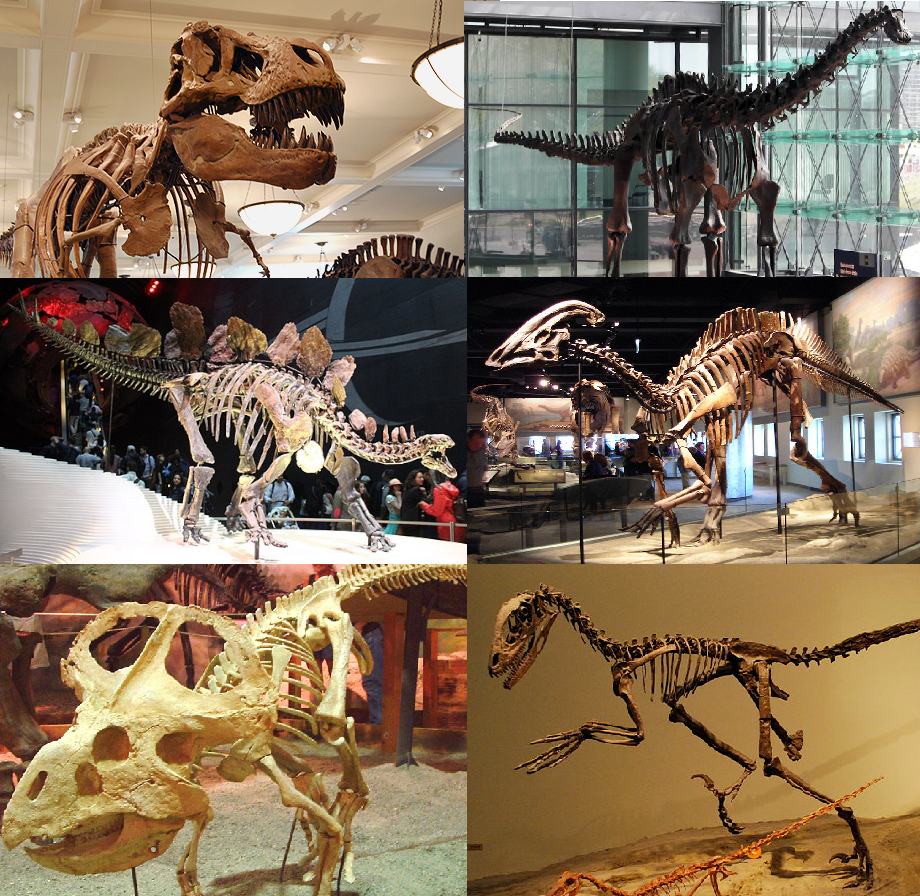
هياكل ديناصورات غير طيرية، طبقًا لحركة عقرب الساعة من اليسار: تيرانوصور، ديبلودوكس، باراصورولوفوس، داينونيكوس، بروتوسيراتوبس، وستيغوصور.

كانت الديناصورات مجموعة حيوانية شديدة التنوع، ووفقًا لدراسة أجريت في سنة 2006 فإن خمسمائة نوعٍ من الديناصورات قد تمّ تصنيفها حتى الآن ووُثق وجودها السابق، ويُقدر عدد الأنواع المحفوظات في السجلات الأحفورية بحوالي ألف وثمانمائة وخمسين نوعًا، ويُعتقد أن حوالي 75% منها لا تزال بانتظار أن تُكتشف. وتنبأت دراسة سابقة بوجود ثلاثة آلافٍ وأربعمائة نوعٍ من الديناصورات، بينها مجموعة كبيرة لم تُحفظ في سجلات أحفورية. واعتباراً من 17 سبتمبر 2008 سُمي ألف وأربعة وسبعون نوعًا من الديناصورات. كان بعض هذه الديناصورات عاشب وبعضها الآخر لاحم، كما أن بعضها كان يخطو على قائمتين، وبعضها على أربع قوائم، وبعضٌ ثالث كديناصور الرمال أموصور والديناصور ذي سن الإغوانة إغوانودون كان يمشي على قائمتين وعلى أربع قوائم . كان لبعض الديناصورات درع عظمي، أو نتؤات جمجمية كالقرون. وبالرغم من أنها تعرف بحجمها الهائل، فإن كثيرًا من الديناصورات كانت بحجم الإنسان أو أصغر. وُجدت بقايا الديناصورات في كُل القارات الأرضية، بما فيها القارة القطبية الجنوبية. لم يحصل أن اكتشفت ديناصورات عاشت في بيئة مائية أو كانت قادرة على الطيران حتى الآن، برغم أن الثيرابودات المريشة يُمكن أن تكون قد طوّرت مقدرة على الطيران.

### الخصائص التشريحية المميزة

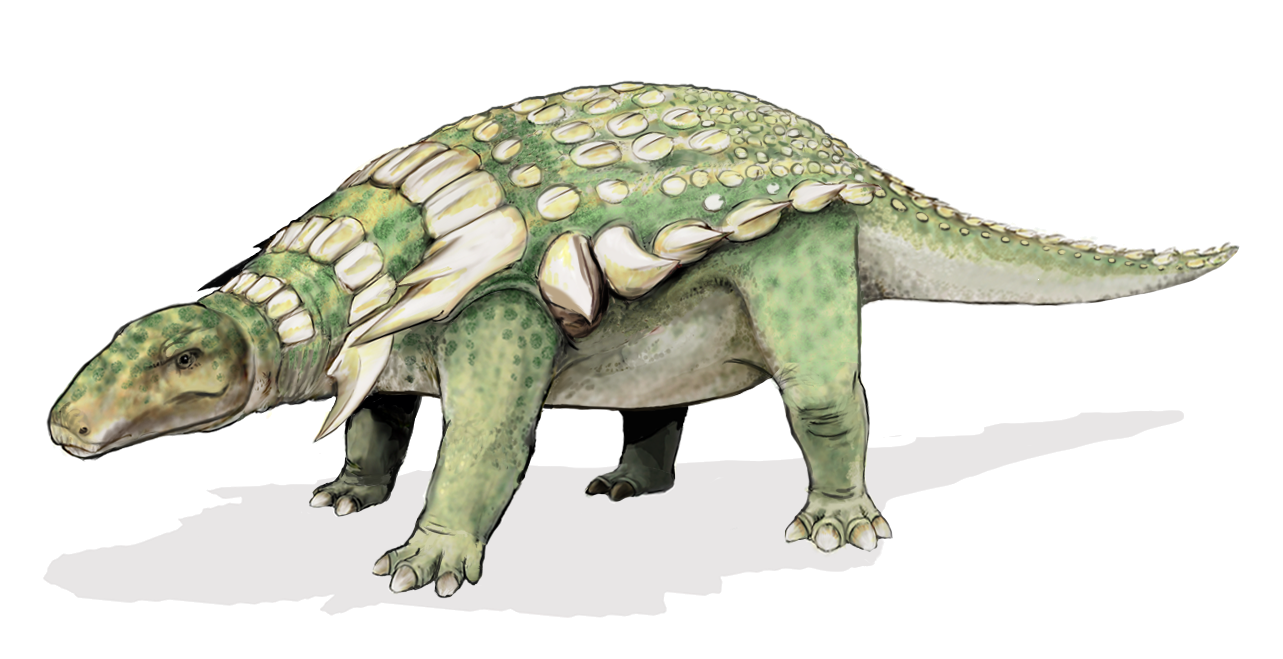
ديناصور إدمونتونيا، أحد أجناس العظاءات المنصهرة أو الأنكيلوصوريات، والذي كان له درعًا عظميًا خارجيًا، إحدى السمات المشتركة بين بضعة أنواع من الديناصورات التي عاشت في أواخر العصر الطباشيري.

أظهرت الاكتشافات الحديثة أنه من الصعب على العلماء وضع قائمة جامعة متفق عليها لخصائص الديناصورات التشريحية المميزة، إلا أنه من المتفق عليه أن لجميع الديناصورات اختلافات معينة في هياكلها العظمية عن هياكل أسلافها من الأركوصورات. وقد ظهر لدى بضعة فصائل من الديناصورات المتأخرة سمات متطورة جعلتها تختلف بعض الشيء عن تلك الفصائل السابقة من ناحية بنيتها العظمية، إلا أن هذه السمات لا تجعل منها فصائل فريدة في رتبة الديناصورات، إذ أنها كانت موجودة لدى الفصائل البدائية التي ظرت في أواخر العصر الثلاثي، وانتقلت عبر مورثاتها خلال الأجيال المتعاقبة إلى سليلتها، ويُطلق العلماء على السمات المشتركة بين مجموعتين تصنيفيتين تسمية «التواسم المشترك» (بالإنجليزية: Synapomorphies) ومثالها خاصية الدم الحار بين الثدييات والطيور.
تشمل السمات الجسدية والتشريحية المشتركة عند معظم الديناصورات: عرفًا طويلاً على عظم عضدها أو القسم العلوي من أذرعها مخصص لاستيعاب العضلات الترقوية الصدرية؛ بالإضافة إلى لوح في نهاية حرقفتها، أي عظم الحوض الرئيسي؛ ظنبوبًا ذو حافة سفلية عريضة وشفة ناتئة نحو الخلف؛ ورباطات على عظم الكاحل لتثبيته على الظنبوب.

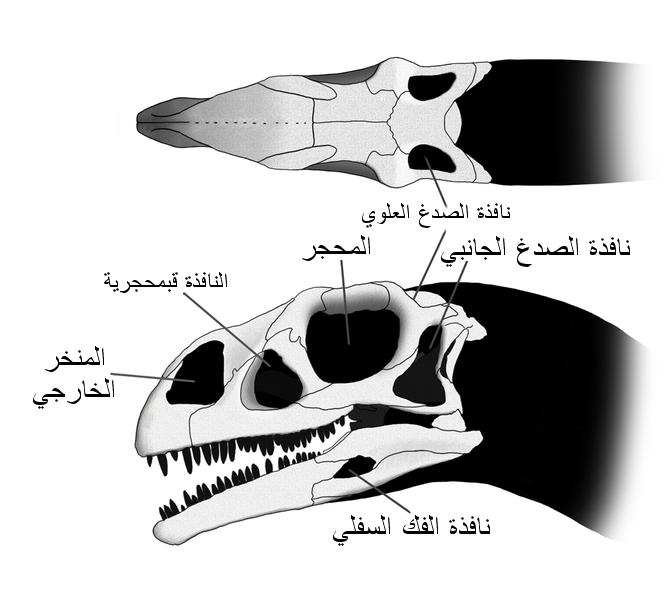
رسم لجمجمة الديناصور طويل الفقرات ماسوسبونديلوس تظهر فيها النافذات الحرارية، إحدى السمات التشريحية المشتركة بين بضعة مجموعات من الأركوصورات.

تشارك كثير من الديناصورات في عدّة سمات عظميّة أخرى، إلا أنه بسبب كون هذه السمات مشتركة بين مجموعات من الأركوصورات دون الأخرى أو لم تكن مشتركة بين جميع فصائل الديناصورات، فإن العلماء لا يعدّونها سماتًا مشتركة بين مجموعات بعيدة. فعلى سبيل المثال كان لأسلاف الديناصورات زوج من النافذات الحرارية في جمجمتها تقع خلف أعينها، مخصصة لتعديل حرارة جسدها كما للكثير من الزواحف المعاصرة، بصفتها ثنائية الثقوب (ذات فجوتين في جمجمتها إحداها تقع أعلى العين والثانية أسفلها)، كذلك كانت لها فجوات إضافية على الخطم والفك السفلي بوصفها أركوصورات. كذلك كان العلماء يعتقدون أن سماتًا أخرى تعدّ مشتركة بين الديناصورات وكائنات أخرى، لكن الأبحاث الحديثة أظهرت أن هذه السمات ظهرت قبل الديناصورات، أو لم تتطور عند تلك البدائية منها، ومن ثم تطورت عند المجموعات اللاحقة بشكل منفصل، ومن هذه السمات: عظم كتف طويل، وعجز يتألف من 3 فقرات أو أكثر؛ وتجويف في وركها. يواجه العلماء صعوبة أخرى في تحديد الخصائص التشريحية الخاصة بالديناصورات تتمثل في أن تلك البدائية منها تتشابه مع أركوصورات عديدة أخرى من عدّة نواح، أو أنه يُعرف بشأنها قليلٌ من المعلومات، لدرجة جعلت الكثيرين يخلطون بينها منذ زمن.

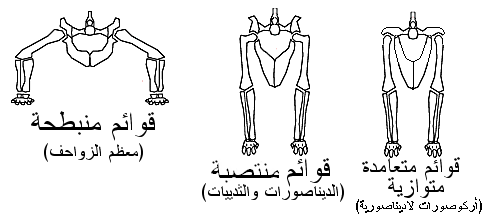
مقارنة بين قوائم الديناصورات والكائنات القريبة منها.

كانت الديناصورات ذات قوائم منتصبة كما معظم الثدييات المعاصرة، وبهذا فإنها تختلف عن أغلبية الزواحف الأخرى التي تمتلك قوائمًا منبطحة. ويقول العلماء أن الوضعيّة المنتصبة هذه إنما هي نتيجة امتلاكها تجويفًا أفقيًا في حوضها مواجهًا للأمام يقابله نتوء داخلي كبير على عظم الفخذ. سمحت هذه الوضعية للديناصورات أن تتنفس بسهولة أثناء ترحالها، الأمر الذي يُحتمل أنه سمح بازدياد قدرة تحملها ودرجة نشاطها بمقدار لا تستطيع الزواحف الأخرى «المنبطحة» الوصول إليه، بسبب بنيتها العظمية المختلفة. يُحتمل أيضًا أن تكون القوائم المنتصبة قد ساعدت على نشوء وتطوّر الديناصورات العملاقة، بما أنها تخفف من الضغط على الأضلع وتقوسها الذي يتسبب به الطول والوزن الزائد. كان لبعض الأركوصورات من غير الديناصورات قوائمًا منتصبة، لكنها اختلفت عن قوائم الديناصورات من ناحية أنها كانت متعامدة مع الأقدام ومتوازية مع بعضها البعض، وذلك بسبب تكوين مفصل وركها، حيث أن الحرقفة كانت تُشكل لوحًا بارزًا، بدلاً من أن تمتلك نتوءًا من عظم الفخذ يركب على محجر الورك، كما الديناصورات الحقيقية.

## التاريخ والنشوء

### الأصول والأسلاف

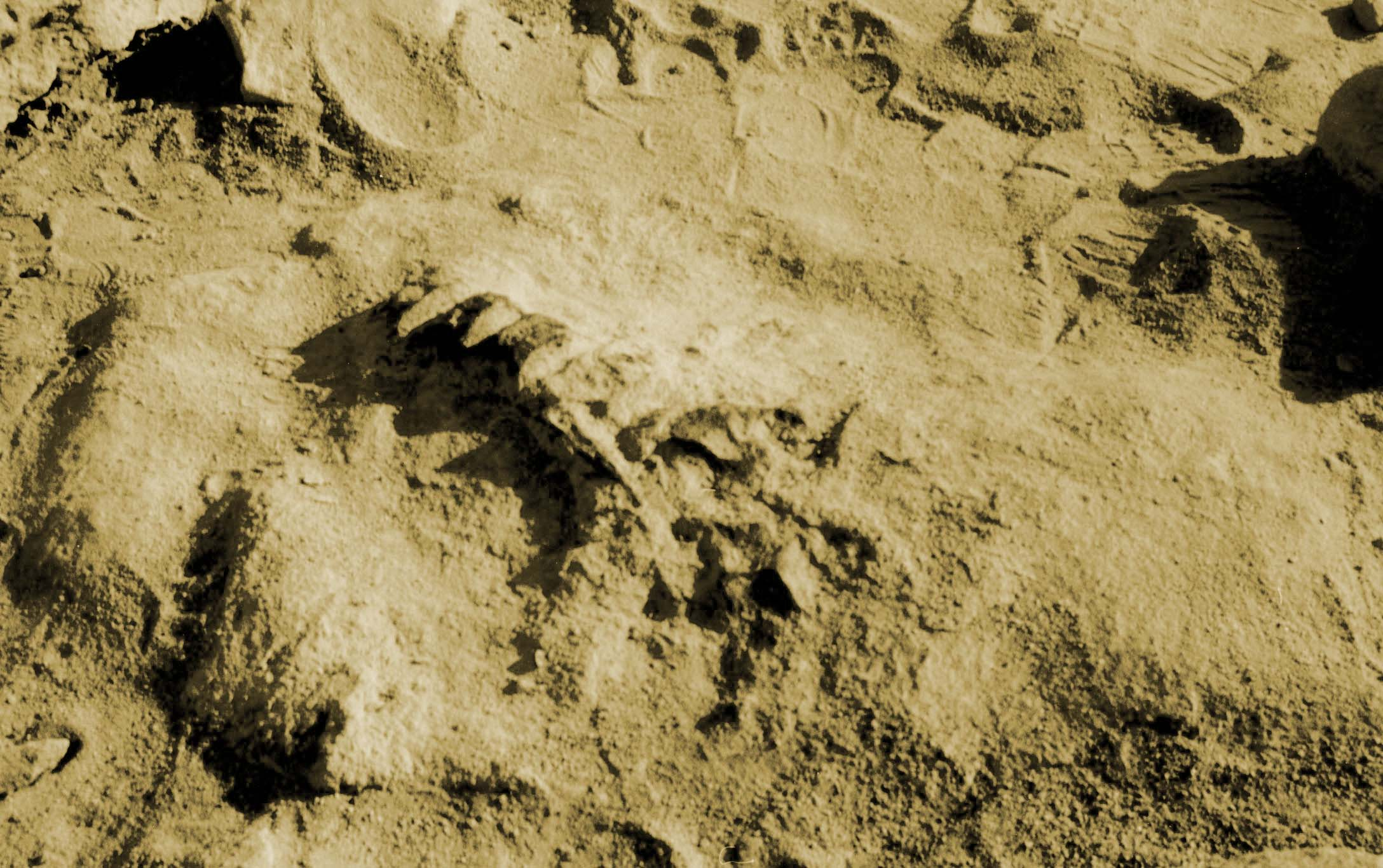
أحفور للديناصور الفجري أيورابتور، إحدى أقدم أجناس الديناصورات، في إحدى مواقع الحفريات بالأرجنتين.

اعتقد العلماء لفترة طويلة أن الديناصورات متعددة الأعراق، حيث كان منها العديد من المجموعات غير المرتبطة، التي تشابهت مع غيرها في بعض الأحيان كونها تعرّضت لظروف بيئية مشابهة دفعتها لتتطور في نمط متشابه. إلا أن الاكتشافات الحديثة أظهرت أن كل أنواع وفصائل الديناصورات تُشكل معًا مجموعة واحدة غير متفرعة.
انشقت الديناصورات عن أسلافها من الأركوصورات منذ حوالي 230 مليون سنة، أي منذ أواسط حتى أواخر العصر الثلاثي، وبهذا فإنها تكون قد ظهرت بعد 20 مليون سنة من حادثة انقراض العصر البرمي-الثلاثي، التي قضت على ما يقرب من 95% من أشكال الحياة على الأرض، وقد دعمت الدراسات الإشعاعية لتحديد عمر طبقات الصخور التي حوت المستحثات الخاصة بجنس الديناصور الفجري أيورابتور، وهو أحد أكثر أجناس الديناصورات بدائيةً، دعمت هذه النظرية سالفة الذكر. يقول علماء الأحياء القديمة أن الأيورابتور يشابه السلف المشترك لكل الديناصورات؛ وإن ثبتت صحة هذه النظرية فإن هذا يفيد بأن الديناصورات البدائية كانت مفترسات صغيرة الحجم ذات قائمتين. أظهرت بعض الاكتشافات لديناصورات طيرية العنق في طبقات العصر الثلاثي بالأرجنتين أن هذه الحيوانات كانت بالفعل مفترسات صغيرة ذات قائمتين، الأمر الذي يدعم النظرية سالفة الذكر.
كانت الموائل الأرضية مأهولة بأنواع عديدة من الأركوصورات الأولى والزواحف شبيهة الثدييات خلال الزمن الذي ظهرت فيه الديناصورات، ومن هذه الكائنات: السحالي العقابية أو الأيتوصورات (باللاتينية: Aetosauria)، وكلبيات الأسنان (باللاتينية: Cynodontia). انقرضت معظم هذه الحيوانات أثناء العصر الثلاثي في حدثيّ انقراض كبيرين، فمن المعروف أنه خلال القسمين الثاني والثالث من الدور الأول للعصر الثلاثي، أي منذ حوالي 215 مليون سنة، انقرض الكثير من تلك الكائنات البدائية، ومن ثم وقعت حادثة انقراض أخرى منذ حوالي 200 مليون سنة هي حادثة انقراض العصر الثلاثي-الجوراسي، وفيها اندثر ما تبقى من الأركوصورات البدائية، وخلت الأرض لشبيهات التماسيح والديناصورات والثدييات والزواحف المجنحة والسلحفيات.

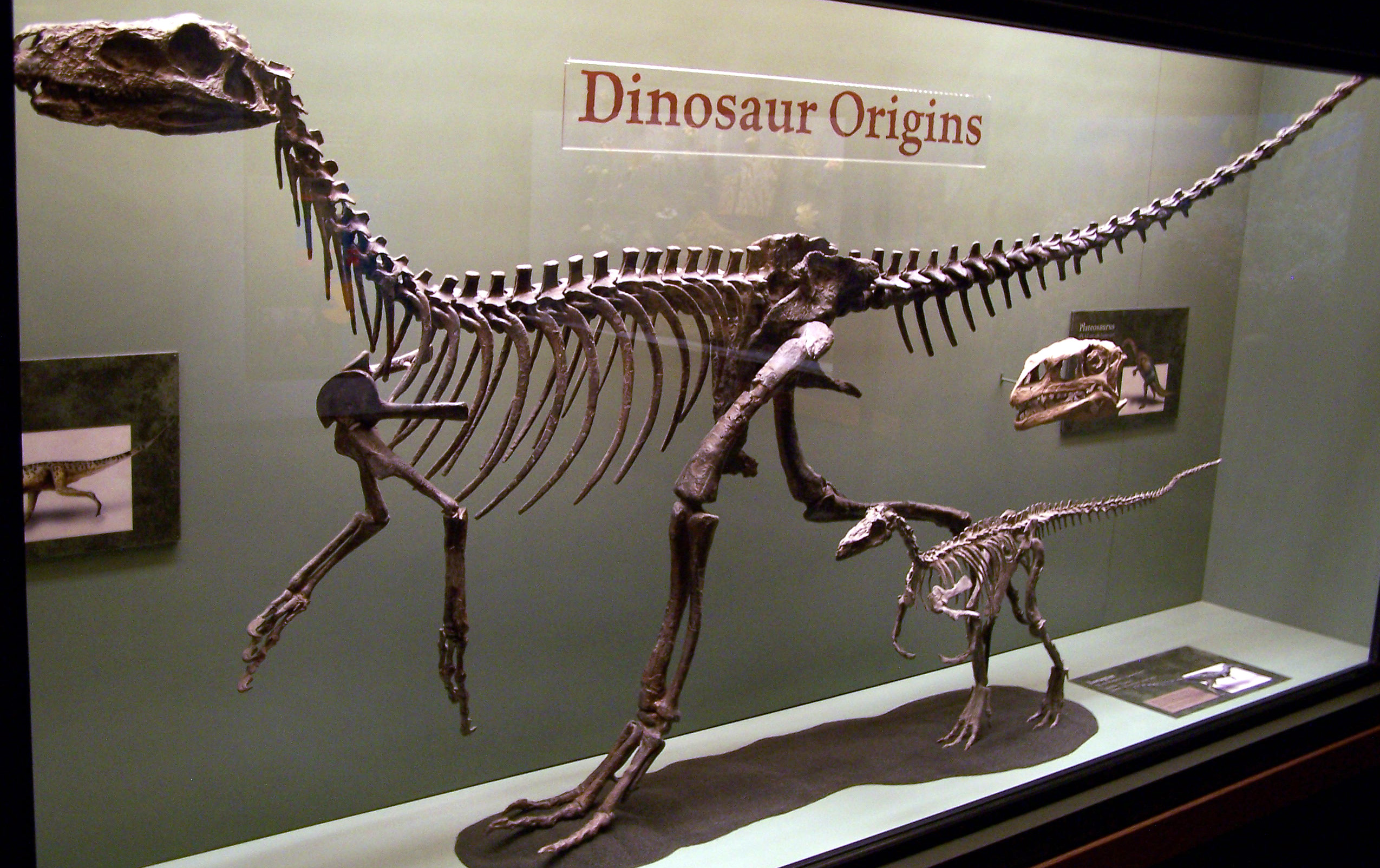
هيكلين عظميين لفصيلتين مختلفتين من الديناصورات البدائية: ديناصور هيريرا هيريراصور (الكبير)، الديناصور الفجري أيورابتور (الصغير)، بالإضافة إلى جمجمة للديناصور المفلطح بلاتيوصور.

أخذت الديناصورات تتنوع وتتفرع لفصائل مختلفة وأشكال وأحجام عديدة خلال المراحل الأخيرة من العصر الثلاثي، وذلك عن طريق سيطرتها على الموائل الطبيعية التي فرغت من قاطنتها، ولعبها لذات الدور البيئي التي لعبته الحيوانات السابقة لها. كان العلماء يعتقدون أن الديناصورات ساهمت في تسريع وتيرة انقراض الحيوانات البرية الأخرى التي عاصرتها خلال العصر الثلاثي بسبب أن الأخيرة لم تقو على منافستها، فتناقصت أعدادها كنتيجة لهذا، وحلت الديناصورات بدلاً منها، إلا أن هذه النظرية تبدو الآن أقل واقعيةً لأسباب مختلفة: فسجل المستحاثات لا يُظهر نموًا سريعًا وازدهارًا كبيرًا في أعداد وفصائل الديناصورات خلال تلك الفترة كما توقع العلماء؛ بل يظهر بأنها كانت لا تزال نادرة في بداية الدور الأول من أواخر العصر الثلاثي حيث تراوحت نسبتها بين 1% و 2% من إجمالي الحيوانات التي كانت موجودة آنذاك، أما في الدور الثاني من أواخر ذلك العصر، تفيد المستحاثات أن أعدادها قد ارتفعت وفصائلها قد ازدادت، حيث تراوحت نسبتها بين 50% و 90% من إجمالي الحيوانات. كذلك كان العلماء يقولون أن الوضعية المنتصبة للديناصورات البدائية كانت عاملاً مساعدًا جعلها تتفوق على معظم الكائنات الأخرى رباعية القوائم، إلا أنه يُعرف الآن أن هذه الخاصية كانت موجودة عند الكثير من الحيوانات التي عاصرت أوائل عهد الديناصورات، ولم تكن سمة مميزة لمجموعة كائنات واحدة. أخيرًا فإن الأحافير تُظهر انفجارًا في أشكال الحياة حصل في أواخر العصر الثلاثي وأدى إلى بروز بعض مجموعات الحيوانات، مثل مجموعة «مصلبة الكاحلين» (باللاتينية: Crurotarsi) التي لم يبق من رتبها وصفوفها اليوم إلا التمساحيات، التي كانت أكثر تنوعًا من الديناصورات بكثير، وبحسب الظاهر فإن هكذا مجموعات متنوعة وكبيرة من شأنها أن تهيمن على المجموعات الأقل عددًا وتنوعًا، لذا فإن نشوء وارتقاء الديناصورات حتى أصبحت هي الكائنات المسيطرة على الأرض كان بفعل «الحظ» أكثر من تفوقها، كما يفيد العلماء من أنصار هذا الاتجاه.

### تراجع التنوّع خلال العصر الطباشيري

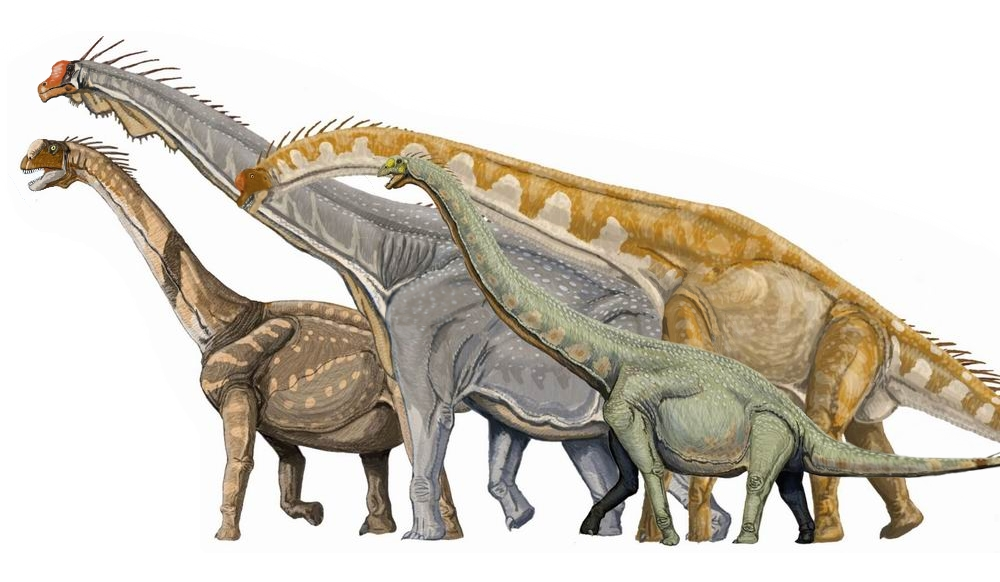
أربعة أجناس من طويلات العنق صغيرة الخيشوم، أحد أبرز مجموعات الديناصورات تنوعًا خلال العصر الجوراسي: من اليسار إلى اليمين الديناصور المحجري كماراصور، الديناصور الذراعي براكيوصور، الديناصور الزرافي العملاق جيرافاتايتن، واليوليوبوس.

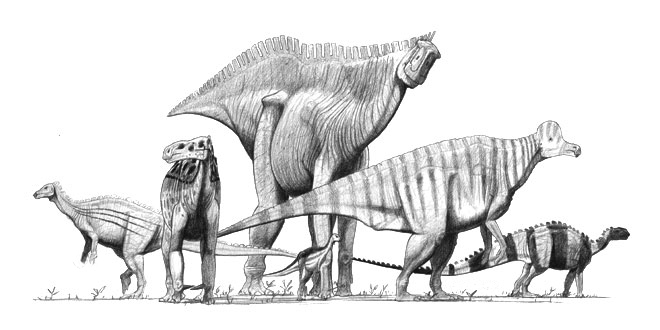
عدد من الديناصورات طيرية الحوض، تعدّ هذه المجموعة أكثر مجموعات العصر الطباشيري تنوعًا وآخر ما ظهر من مجموعات الديناصورات. أقصى اليسار: الديناصور المنحني كامبتوصور، اليسار: ديناصور سن الإغوانة إغوانودون، وسط الخلفية: ديناصور شاندونغ شاندونجوصور، وسط المقدمة: ديناصور البلوط درايوصور، اليمين: الديناصور ذي الخوذة كوريثوصور، أقصى اليمين (الصغير): الديناصور متفاوت الأسنان هيترودونتوصور، أقصى اليمين (الضخم) التينونتوصور.

تفيد التحليلات الإحصائية المستندة إلى بعض المعلومات غير المدروسة، إلى أن الديناصورات ازداد تنوعها خلال أواخر العصر الطباشيري، حيث ظهرت فيها أجناس جديدة تفرعت إلى فصائل وأنواع كثيرة. إلا أنه في عام 2008، قال بعض العلماء أن هذا الكلام غير دقيق، وإن ما قيل حول تنوع الديناصورات في تلك الفترة إنما هو نتيجة خطأ علمي، وأفادوا أن الديناصورات لم يظهر فيها سوى مجموعتين جديدتين في أواخر العصر الطباشيري هما بطيّات المنقار أو الهادروصورات، وذوات القرون أو السحالي القرناء. يفيد العلماء أن ما كبح ظهور مجموعات جديدة من الديناصورات هو تطوّر النباتات، ففي أواسط العصر الطباشيري أصبحت النباتات المزهرة مغطاة البذور جزءًا مهمًا من النظام البيئي العالمي، وانتشرت على سطح الكرة الأرضية مستبدلة عاريات البذور مثل الصنوبريات، ويدل براز الديناصورات المتحجر أن هذه الكائنات استمرت تقتات على النباتات عارية البذور بشكل أكبر من مغطاة البذور، فيما تحوّلت الكثير من الحشرات النباتية والثدييات إلى الاقتيات على مصدر الغذاء الجديد، وفي الوقت نفسه حصل انفجار في أنواع السحالي والأفاعي والتمساحيات والطيور، فأخذت فصائل جديدة منها تظهر وتزدهر وتحل مكان الديناصورات شيءًا فشيئًا. يقول بعض العلماء أن فشل الديناصورات في التنوع والارتقاء في الوقت الذي كان فيه النظام البيئي حولها يتغيّر، حكم عليها بالانقراض بعد بضعة ملايين السنين.

### التصنيف العلمي
تُصنّف الديناصورات، بما فيها الطيور، على أنها أركوصورات ومثلها كمثل الزواحف. وتتميز الأركوصورات بجماجم «قنطريّة»، أي أنها تمتلك فجوات أو «نافذات» حرارية قنطرية أو قوسيّة في الموقع الذي تتصل فيه عضلات الوجه بالجمجمة، بالإضافة إلى نافذة أخرى قبمحجرية تقع في مواجهة العينين، وهذه السمات مشتركة بين الديناصورات ومعظم الزواحف المعاصرة والطيور. تتشارك الديناصورات في سمات تشريحية عديدة أخرى مع غيرها من الأركوصورات، لعلّ أبرزها هو الأسنان التي تنمو من أغمد عوض أن تكون امتداد مباشر لعظم الفك، وبالمقابل فهي تختلف عن غيرها من الأركوصورات بشكل بارز من ناحية مشيتها، فقوائم الديناصورات تمتد مستقيمةً أسفل جسدها، في حين أن قوائم السحالي والتمساحيات مفلطحة، تبدو للناظر وكأنها تنبثق من جانبها.
يُصنف عدد من العلماء الديناصورات كطبقة أو فرع حيوي آخر غير مُسمّى بعد. تُقسم الديناصورات إلى رتبتين: سحلية الحوض وطيرية الحوض، وفقًا لبنية حوضها. تضم رتبة سحلية الحوض تلك الأصنوفات التي تتشارك في أحد أسلافها مع الطيور المعاصرة عوض طيرية الحوض، وتضم الأخيرة جميع الأصنوفات التي تتشارك في أحد أسلافها مع الديناصور ثلاثي القرون ترايسيراتوبس عوض سحلية الحوض. حافظت الديناصورات سحلية الحوض على بنية ورك أسلافها، حيث بقي عظم العانة مواجهًا للأمام، على الرغم من أن بعض الفصائل والأنواع المنتمية لهذه الرتبة طوّرت بعض السمات الخاصة بها في وقت لاحق، مثل الديناصورات الهيراريّة (باللاتينية: Herrerasauridae) والديناصورات البليدة (باللاتينية: Therizinosauroidea) والديناصورات السريعة (باللاتينية: Dromaeosauroidea) والطيور، حيث أصبحت عانتها أضيق أو أوسع بدرجات مختلفة. تضم رتبة سحليات الحوض الديناصورات الثيروبودية وشبيهات طويلة العنق (باللاتينية: Sauropodomorpha).
تميزت الديناصورات طيرية الحوض بحوض شديد الشبه بحوض الطيور، حيث كانت عظام عانتها ذيلية الشكل تتجه نحو الخلف كما الطيور، كذلك تُظهر المستحاثات أن عددًا كبيرًا من هذه الحيوانات كان يمتلك زائدةً أو «حدبة» عظميّة تتجه نحو الأمام. ضمّت هذه الفئة من الديناصورات أنواعًا عديدة من العواشب الضخمة.
استنادًا إلى المدونة الدولية لتسميات الحيوان، يمكن القول أن ما بين 630 إلى 650 نوعًا من الديناصورات كانت تعيش على وجه البسيطة منذ ملايين السنين، وما زال العلماء يقومون باكتشافات جديدة كل سنة تضيف أنواعًا وفصائل جديدة إلى القائمة الموجودة. يُلاحظ أن أكثر من نصف الديناصورات المكتشفة غير ممثل إلا بعينة واحدة وغالبًا ما تكون غير مكتملة، كذلك فإن أقل من 20% من الأنواع المصنفة غير معروفة إلا عن طريق 5 عينات أو أقل حتى. يحوي الجدول التالي المجموعات الأساسية من الديناصورات بالإضافة لبعض الأجناس والفصائل:
| الديناصورات الهيراريّة |  | الهيريراصور الستوريكوصور |

| الديناصورات الحلقية |  | السويلوفيسس الليلينستيرنوس الدايلوفوصور |

| الديناصورات القرناء |  | السيراتوصور الماجونغاصور الكارنوتور |

| الديناصورات العظمى |  | السپينوصور السوكوميمس التورڤوصور |

| الثيروپودات الطيرية |  | الألوصور التيرانوصور الڤيلوسيراپتور |

| طويلات العنق الأوليّة |  | الأنشيصور البلاتيوصور الماسوسپونديلوس |

| طويلات العنق القاعدية |  | المامنتشيصور الشونوصور الأوميصور |

| الديناصورات الطويلة |  | الديپلودوكس الأپاتوصور الأمارغاصور |

| كبيرات المنخر |  | البراكيوصور الكاماراصور الأمبيلوصور |

| الديناصورات متفاوتة الأسنان |  | الالهيترودونتوصور الأبريكتوصور |

| المدرعات القاعدية |  | السيليدوصور السكوتيللوصور |

| الديناصورات المغطاة |  | الستيجوصور الكنتروصور الهويانغوصور |

| الديناصورات المنصهرة |  | اليوپلوسيفالس الإدمونتونيا الأنكيلوصور |

| سميكة الرأس |  | الدراكوركس الستيجيمولوك پاكيسيفالوصور |

| ذوات القرون |  | التريسيراتوبس الپروتوسيراتوپس التوروصور |

| طيرية الأرجل القاعدية |  | الهيپسيلوفودون الأجيليصور الليلياناصورا |

| ذوات الأسنان الإجوانية |  | الإجوانودون الإدمونتوصور الپاراصورولوفوس |

### التطور

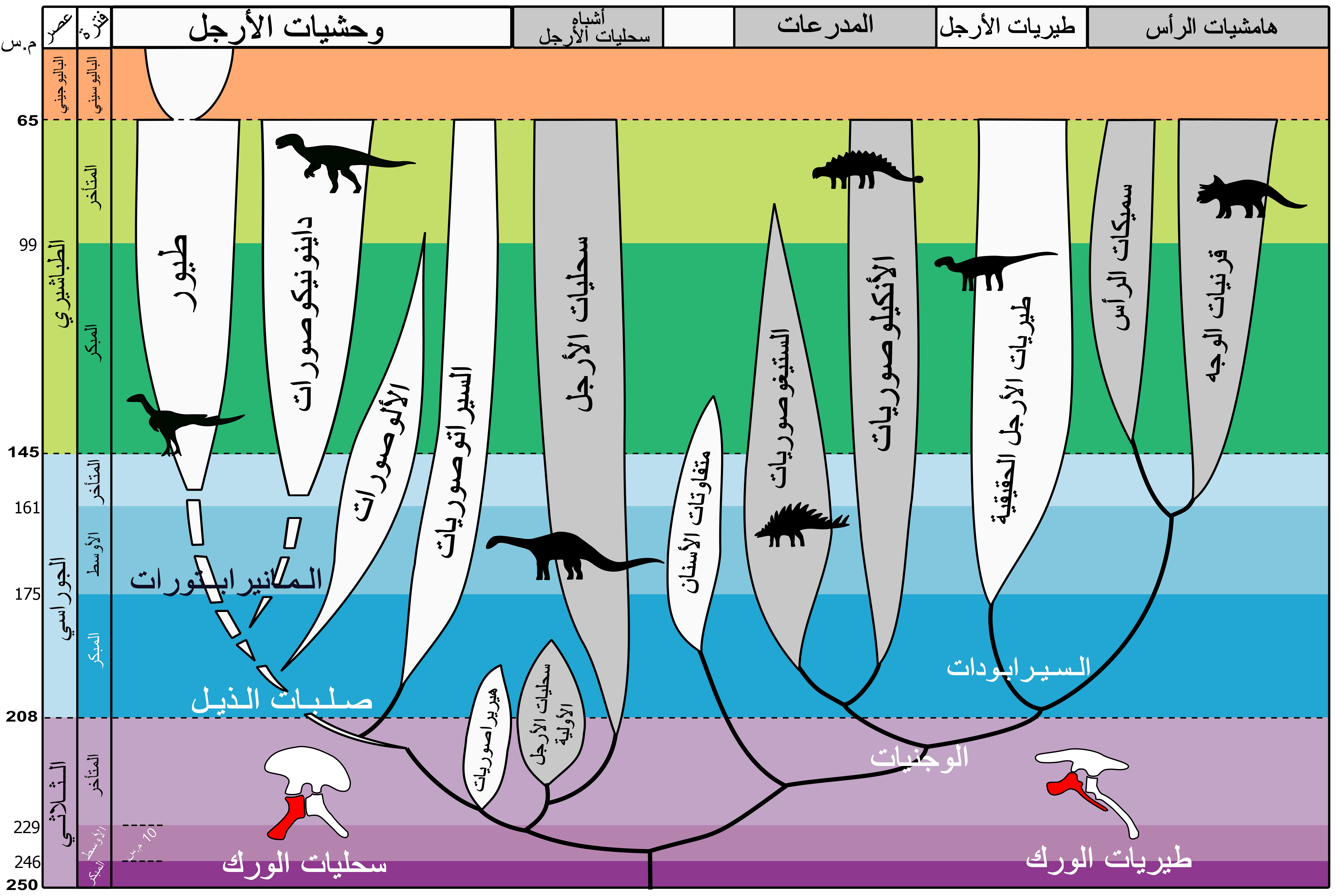
شجرة عرقية تُظهر تطور ونشوء الفروع المختلفة من الديناصورات.

ارتبط تطور الديناصورات بعد نهاية العصر الثلاثي بتطور النباتات وبزحل القارّات، ففي أواخر ذاك العصر وعند بداية العصر الجوراسي، كانت جميع قارّات العالم متصلة ببعضها البعض وتُشكل قارة عظمى تُعرف باسم قارة «بانجيا»، وكانت جمهرة الديناصورات مكونة بمعظمها من اللواحم الحلقية وطويلات العنق الأولية العاشبة، كذلك سيطرت على الأرض غابات من الأشجار عارية البذور، وبشكل خاص الصنوبريات، التي شكلت غذاءً بارزًا للعواشب. افتقدت طويلات العنق الأولية إلى الآليات المعقدة اللازمة في الفم لمعالجة أوراق الصنوبريات الإبريّة، لذا كانت تبتلعه كاملاً، ويُحتمل أن تكون قد امتلكت بعض الخاصيّات الأخرى في قناتها الهضميّة لتجزئة الطعام وتكسيره إلى العناصر الغذائية اللازمة لبقائها. استمرت الديناصورات متجانسة ومتماثلة طيلة أواسط وحتى أواخر العصر الجوراسي، حيث كانت المفترسات من السيراتوصوريات والسبينوصوريات والكارنوصوريات تنتشر في مختلف المناطق، إلى جانب عواشب ضخمة ممثلة بالديناصورات المغطاة أو الستيغوصوريات وطويلات العنق أو الصوروبوديات. ومن الأماكن التي تُظهر هذا التجانس في أنواع وأجناس ديناصوراتها على الرغم من بعدها عن بعضها حاليًا: تكوين موريسون في ولاية كولورادو في الولايات المتحدة، وتكوين تنداجورو في تنزانيا. وحدها ديناصورات الصين من تلك الحقبة تُظهر اختلافًا عن باقي الديناصورات التي عاصرتها، حيث كان منها لواحم ثيروبوديّة متخصصة في أنواع معينة فقط من الطرائد، وطويلات عنق لا نمطيّة مثل ديناصور المامنتشيصور. أخذت الديناصورات المنصهرة، أو الأنكيلوصوريات، تصبح أكثر شيوعًا خلال أواخر العصر الجوارسي، وكذلك الحال بالنسبة للديناصورات طيرية الورك، وبحلول ذلك الوقت كانت طويلات العنق الأوليّة قد انقرضت، وأصبحت الصنوبريات والسراخس أكثر النباتات انتشارًا. كانت طويلات العنق غير قادرة على معالجة الطعام في فمها كما كان حال أسلافها، إلا أن الديناصورات طيرية الورك كانت قد طوّرت مقدرةً على تقطيع الطعام ومضغه في فمها قبل أن تبتلعه، وذلك عن طريق ظهور أفكاك متحركة لها، لكن لعلّ أبرز حدث تطوريّ وقع خلال العصر الجوراسي هو ظهور الطيور الحقيقية، التي تطورت من اللواحم الحلقية.

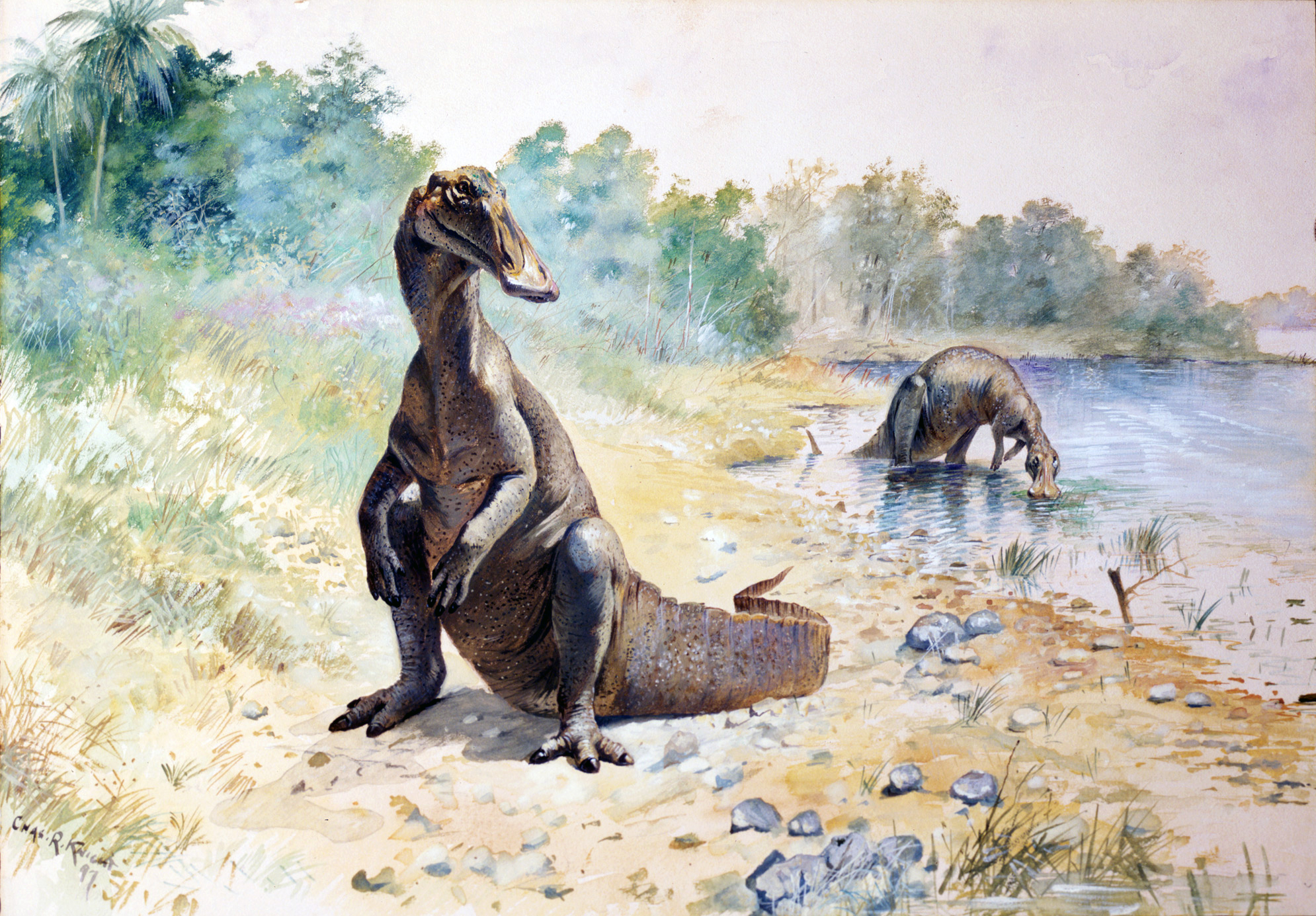
رسم قديم لديناصورات بطيّة المنقار يعود لسنة 1897، بريشة شارل روبرت نايت. كان العلماء يعتقدون في تلك الفترة أن هذه الكائنات برمائية غير قادرة إلا على مضغ نباتات المستنقعات الطريئة، وقد تبيّن فيما بعد مدى خطأ هذه النظرية وأن بطيّة المنقار كانت من أنجح المجموعات بفضل قدرتها على معالجة مختلف أنواع النباتات القاسية.

أخذت الديناصورات تتفرع لأشكال أكثر تنوعًا خلال أوائل العصر الطباشيري بسبب تفكك قارة بانجيا وانعزال المزيد من الجمهرات عن مثيلتها. كانت الديناصورات المنصهرة إلى جانب ذوات الأسنان الإغوانية والديناصورات الذراعية أو البراكيوصوريات، هي أول المجموعات التي انتشرت خلال فجر هذا العهد وتوزعت في مختلف أنحاء أوروبا وأمريكا الشمالية وشمال أفريقيا، وفي وقت لاحق استبدلت اللواحم الجوارسية الأفريقية بلواحم أوائل العصر الطباشيري العملاقة، مثل السبينوصور والكاركارادونتوصور، وورثت أجناس جديدة من طويلات العنق مواطن الصوروبودات الجوارسية، ومن هذه الأجناس: الريباكيصور والتياتانوصور، التي عاشت في أمريكا الجنوبية إلى جانب أفريقيا. ظهرت في آسيا خلال هذه الفترة فصائل وفيالق جديدة من اللواحم الحلقية، لعلّ أبرزها هو الديناصورات السريعة أو الدروميوصوريات، المعروفة أكثر باسم «الكواسر»، كذلك ظهرت الترودونيات وكواسر البيض أو الأوڤيرابتورات، وأصبحت هذه مجتمعةً تُشكل مجموعة اللواحم الأساسية. أيضًا انتشرت الأنكيلوصوريات وبرزت ذوات قرون بدائية مثل الديناصور الببغائي سيتكوصور، وأصبحت إحدى أبرز العواشب. تُظهر المستحاثات أن الديناصورات المغطاة اختفت من على وجه الأرض خلال أواخر الدور الأول من العصر الطباشيري أو خلال أوائل الدور الأخير منه، كذلك يتبين أن النباتات المزهرة كانت قد نشأت وبدأت بالانتشار على نطاق شديد الضيق. طوّرت فصائل عديدة من الديناصورات وسائل مختلفة لمعالجة الطعام قبل ابتلاعه خلال أوائل العصر الطباشيري، فذوات القرون مثلاً طوّرت المقدرة على تقطيع النباتات بأسنانها المكدسة في صفوف، وطوّرت ذوات الأسنان الإغوانية المقدرة على طحن النبات بأسنانها، وتفوّقت في هذا المجال بطيّة المنقار. ظهرت لدى بعض طويلات العنق صفوف من الأسنان خلال هذا العصر أيضًا، ومن أبرز الأمثلة على ذلك ديناصور النيجير نيجيرصور.

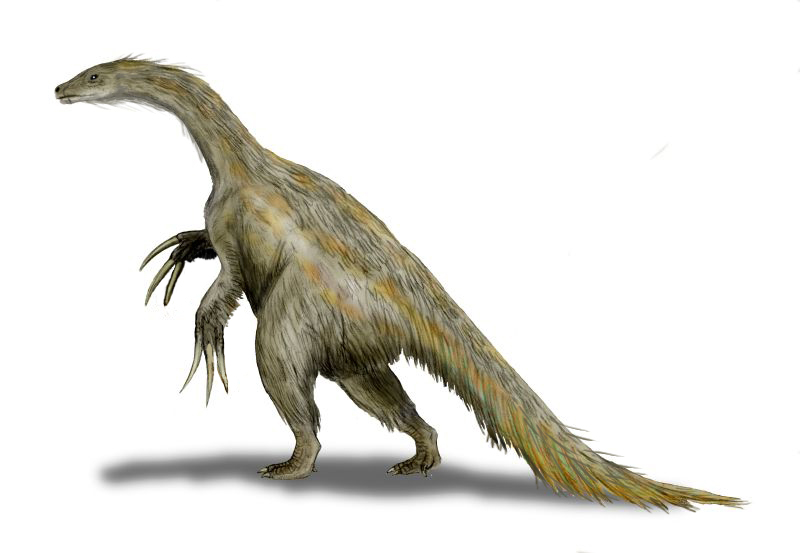
رسم للديناصور كسلاني المخلب نوثرونيكوس، أحد أجناس الديناصورات البليدة، ومن أكثر أشكال الديناصورات القارتة غرابةً. ظهر هذا الجنس خلال أواخر العصر الطباشيري، وهو يُشكل بالنسبة للبعض ذروة تطور الديناصورات.

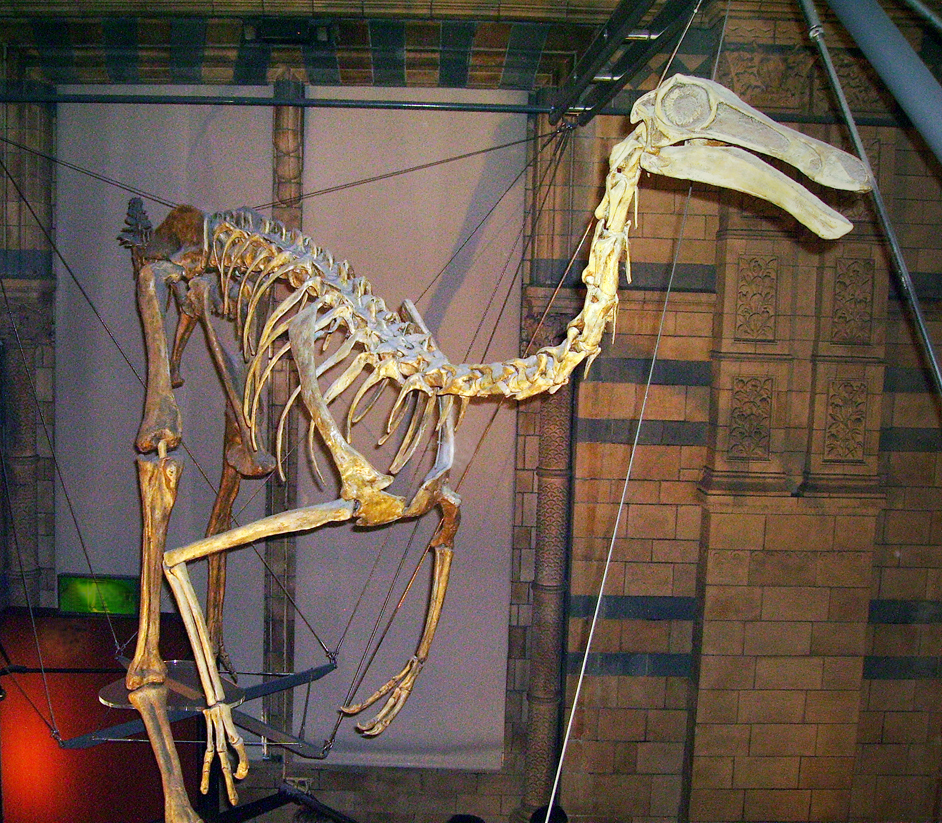
هيكل عظمي للديناصور محاكي الدجاج غاليمايمس في متحف التاريخ الطبيعي بلندن، بريطانيا. كانت هذه الديناصورات إحدى أبرز فصائل الديناصورات النعاميّة التي برزت أواخر العصر الطباشيري.

سيطرت 3 فصائل كبرى من الديناصورات على مناطق مختلفة من العالم خلال أواخر العصر الطباشيري، ففي قارة «لوراسيا»، التي تكونت من أمريكا الشمالية وآسيا، كانت الديناصورات الطغاة أو التيرانوصوريات بالإضافة لعدّة أنواع من الكواسر ذات الأيادي السالبة هي الضواري الثيروبوديّة السائدة، وعاشت إلى جانبها مجموعة كبيرة من العواشب طيرية الحوض تمثلت ببطيّة المنقار وذوات القرون والديناصورات المنصهرة وسميكة الرأس. أما في القارة الجنوبية أو قارة «غندوانا» فكانت الديناصورات الأبيليّة أو الأبيليصورات هي الثيروبودات المهيمنة، وكانت التيتانوصوريات هي أكثر العواشب انتشارًا. كذلك عاشت الدروميوصوريات إلى جانب فصائل مختلفة من ذوات الأسنان الإغوانية والأنكيلوصوريات والتيتانوصوريات في أماكن مختلفة من أوروبا. كانت النباتات المزهرة قد أصبحت واسعة الانتشار بحلول هذه الفترة من الزمن، وأخذت الأعشاب البدائية بالظهور في نهاية العصر الطباشيري، وكنتيجة لهذا التنوع في الغطاء النباتي، ازدهرت بطيّة المنقار وذوات القرون وظهرت منها أنواع مختلفة في جميع أنحاء أمريكا الشمالية وآسيا، وبطبيعة الحال ظهرت أنواع جديدة من اللواحم الثيروبوديّة لتغتنم هذا التنوع في الطرائد، وإلى جانبها ظهرت ديناصورات قارتة فريدة من نوعها، مثل الديناصورات البليدة والديناصورات النعاميّة المعروفة أيضًا باسم «الديناصورات محاكية الطيور» (باللاتينية: Ornithomimosauria).
اندثرت الديناصورات من على وجه الأرض بعد وقوع حدث انقراض العصر الطباشيري-الباليوجيني، منذ حوالي 65 مليون سنة في نهاية العصر الطباشيري، ولم ينج منها أي نوع أو أصنوفة سوى الطيور. كذلك نجت بعض الزواحف الأخرى ذات الجماجم القنطريّة، مثل التمساحيات، السحالي، الأفاعي، السحالي شبيهة الزواحف، وشبيهات الغريال.

## الخواص الأحيائية
يشتق علماء الإحاثة والأحياء القديمة معلوماتهم عن الديناصورات من مجموعة كبيرة من السجلاّت الأحفورية وغير الأحفورية، وهذه تشمل: العظام المتحجرة، البراز المتحجر، آثار الأقدام المحفوظة، حصاة المعدة، طبعات الريش والجلد الصخريّة، بالإضافة لبعض الأعضاء الداخلية والأنسجة الحيوية المحنطة تحنيطًا طبيعًا. تساهم الكثير من الدراسات الأخرى غير الأحفورية بالمساعدة على فهم هذه الكائنات وأسلوب حياتها، ومن هذه الدراسات: الفيزياء وبشكل خاص دراسات الميكانيكا الحيوية، الكيمياء، علم الأحياء، وعلوم الأرض الأخرى غير علم الأحياء القديمة. كان حجم الديناصورات وسلوكها من أكثر المواضيع إثارة لاهتمام العلماء، لذا فإنها تعرضت للدراسة المكثفة وظهرت فيها نظريات عديدة خلال عقود من الزمن.

### الحجم
تعدّ الديناصورات كمجموعة، إحدى أضخم الكائنات الحية التي سارت على سطح الأرض قديمًا وحديثًا، وقد بلغت بعض الفصائل والأنواع أحجامًا ضخمة جدًا، ومن أبرز الأمثلة على ذلك: طويلات العنق أو الصوروبودات. كان أصغر طويلات العنق حجمًا لا يزال يفوق جميع الأنواع الأخرى التي شاطرته موطنه معظم عهد الديناصورات، أما أكبرها قدًا فكان يفوق جميع الكائنات الحية التي عاشت على الأرض سواءً في الدهور القديمة أو خلال الدهر الحالي، حيث لم تستطع أي دابّة أخرى أن تتفوق عليها في الحجم حتى أثناء العصر الذهبي للثدييات، عندما بلغت الأخيرة أحجامًا ضخمة، فالباراسيراثيريم أو شبه الأقرن، وهو أضخم الثدييات البريّة البائدة، لا يقترب حتى من مقارعة أكبر طويلات العنق، وكذلك الحال بالنسبة للماموث الكولومبي، أحد أضخم أنواع الفيلة المنقرضة. وحدها بعض الثدييات البحرية المعاصرة تقارب في حجمها حجم طويلات العنق العملاقة أو تتفق عليها، ومنها الحوت الأزرق الذي يصل وزنه إلى 173000 كيلوغرام (381000 رطل) ويزيد طوله عن 30 مترًا (100 قدم). يقترح العلماء عددًا من الإيجابيات كان الحجم الضخم يحققها لطويلات العنق ومنها: الحماية من الضوراي، الاقتصاد في استهلاك الطاقة اللازمة للبقاء، وإطالة أمد الحياة، لكن يظهر أن أهم تلك الحسنات كانت المتعلقة بالغذاء، فالجهاز الهضمي عند الحيوانات الكبيرة أكثر كفاءةً في هضم الطعام من ذاك الخاص بالحيوانات الصغيرة، بما أن الطعام يمضي فترة أطول داخله، وهذا بدوره يجعل من تلك الحيوانات قادرة على الاقتيات على أنواع من الطعام أقل غذاءً لا تستطيع الحيوانات الصغيرة البقاء بمجرد الاقتيات عليها. عُثر على أحافير طويلات العنق، وما زال يُعثر عليها، في طبقات من الصخور ترجع لفترات يُحتمل أن تكون جافة أو موسميّة الجفاف، لذا فإن هذا يدعم ما قال به العلماء من أنها قادرة على الاقتيات على نباتات قليلة الغذاء بفضل حجمها الضخم، لا سيما وأن هذا سيساعدها على البقاء في هكذا بيئة غير ثابتة المناخ.

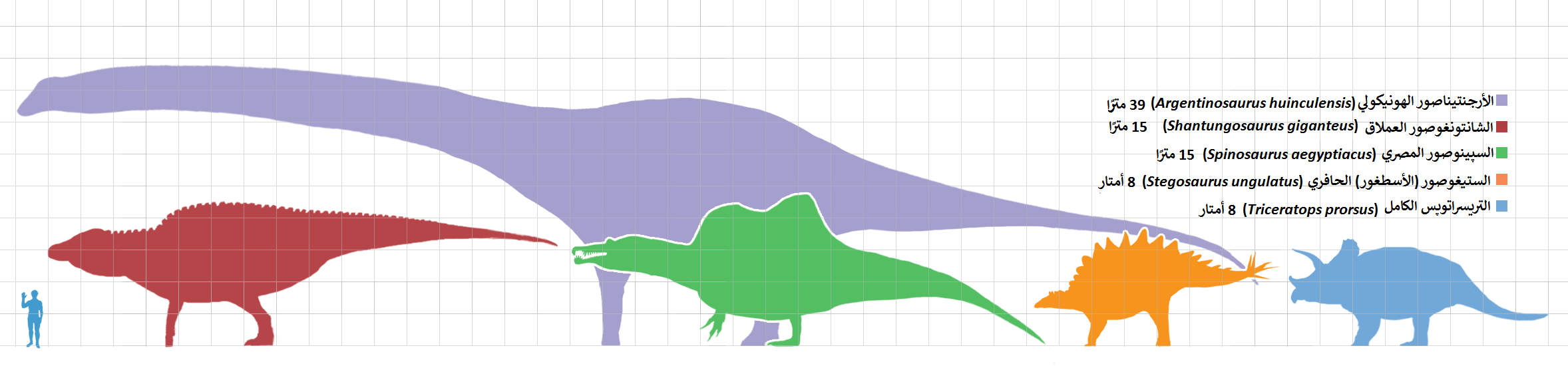
رسم يُقارن أحجام أكبر الديناصورات المعروفة في خمسة فروع حيوية، بحجم الإنسان.

كانت معظم الديناصورات أصغر حجمًا بأشواط من طويلات العنق، وتشير الأدلّة الحالية أن حجم الديناصورات اختلف من العصر الثلاثي حتى أوائل الجوراسي وأواخره، ثم خلال الطباشيري. يتبيّن عند تصنيف اللواحم الثيروبوديّة إلى فئات وفق قيمة أسيّة، أن معظمها يحتل مركزًا ضمن القائمة التي تحوي نظيرتها التي يتراوح وزنها بين 100 و 1000 كيلوغرام (بين 220 و 2200 رطل)، وبالمقابل ظهر أن اللواحم المعاصرة تقبع بأغلبها ضمن الفئة التي يتراوح وزنها بين 10 و 100 كيلوغرامات (بين 22 و 220 رطلاً). تراوح منوال كتلة جسد الديناصورات بين طن متري واحد وعشرة أطنان متريّة، وهذا يتباين بشكل كبير مع ذاك الخاص بثدييات الدهر الحديث، الذي يترواح بين 2 إلى 5 كيلوغرامات (بين 5 و 10 أرطال) وفق إحصائيات الخبراء في المتحف الوطني للتاريخ الطبيعي في مدينة واشنطن بالولايات المتحدة.

#### الأكبر والأصغر قدًا
خلافًا لما يعتقده البعض من غير المختصين، فإن نسبة ضئيلة فقط من الحيوانات تتحجر هياكلها العظمية وتتحول لمستحاثات مدفونة في باطن الأرض، لذا فإن العثور على أي أحفور أو مستحاثة لأي كائن بائد يُمثل تحديًا لعلماء الآثار. لا يستخرج العلماء هياكلاً عظمية كاملة إلا فيما ندر، ومعظم الأحيان لا يمكن العثور إلا على بضعة عظام متفرقة أو أجزاء من الهيكل العظمي، كذلك فإن طبعات الجلد أو الأنسجة الحيوية المحفوظة أشد ندرة من العظام. يلجأ العلماء إلى مقارنة حجم العظام المعثور عليها حديثًا بالإضافة إلى شكلها بعظام تماثلها في الشكل والحجم حتى يتمكنوا من رسم هيئة الكائن أثناء حياته، إلا أن هذه العملية غير دقيقة على الإطلاق، وهي تبقى مجرّد تخمينات أناس خبراء، ولهذا فإنه من المحتمل ألا يتأكد العلماء على الإطلاق أي الديناصورات كان الأضخم وأيها كان الأصغر.

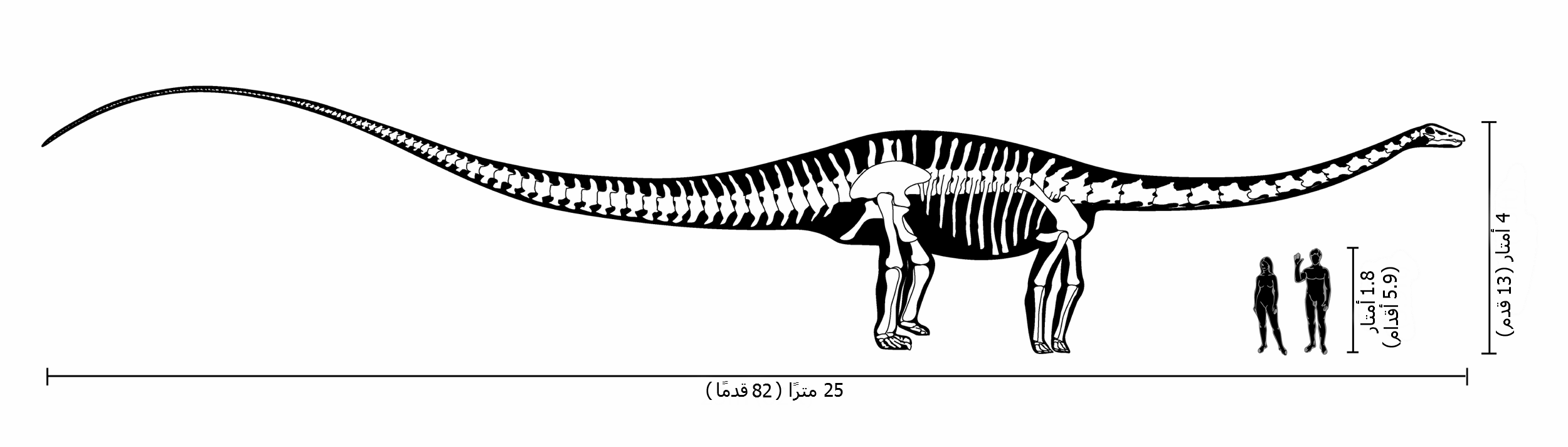
حجم الديناصور الطويل ديبلودوكس مقارنة بحجم الإنسان.

إن أضخم وأثقل الديناصورات المعروفة ذات الهياكل العظمية الأكثر حفظًا هو الديناصور الزرافي العملاق جيرافاتايتن. اكتُشفت بقايا هذه الديناصورات في تنزانيا خلال الفترة الممتدة بين عاميّ 1907 و1912، وقد جُمعت عظام عدّة أفراد صغيرة الحجم منها في هيكل عظمي واحد يُعرض الآن في متحف همبولت في برلين بألمانيا؛ ويصل ارتفاع هذا الهيكل إلى 12 مترًا (39 قدمًا)، ويبلغ طوله 22.5 أمتار (74 قدمًا)، ويُقدّر وزنه لو أضيفت إليه جميع الأعضاء الداخلية والأنسجة الحيوية بما بين 30000 و 60000 كيلوغرام (بين 70000 و 130000 رطلاً). أما أطول الديناصورات فهو الديناصور الطويل ديبلودوكس الذي اكتشفت بقاياه في ولاية وايومينغ بالولايات المتحدة، وجُمع وعُرض في متحف كارنجي للتاريخ الطبيعي في مدينة بيتسبرغ سنة 1907.

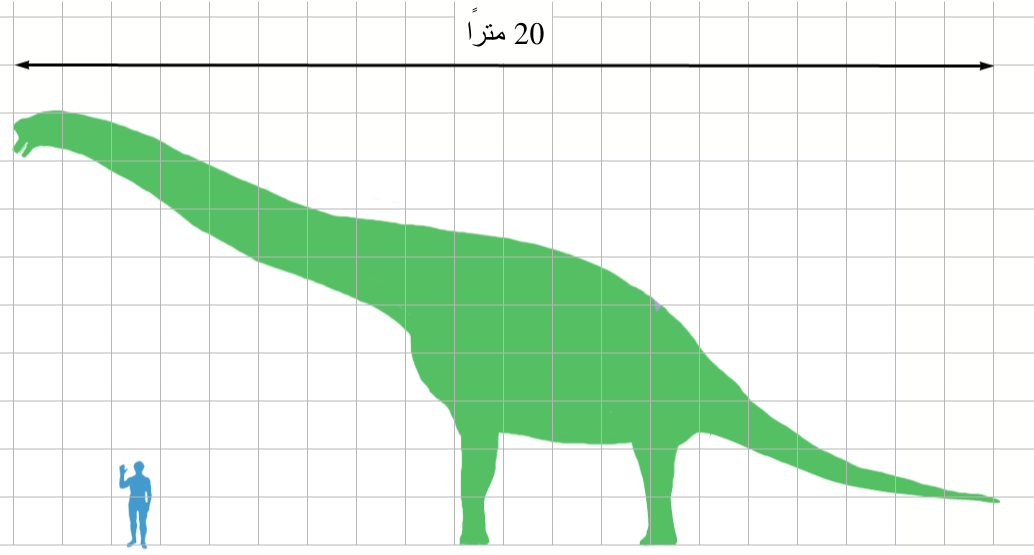
حجم الديناصور الزرافي العملاق جيرافاتيتان مقارنة بحجم الإنسان.

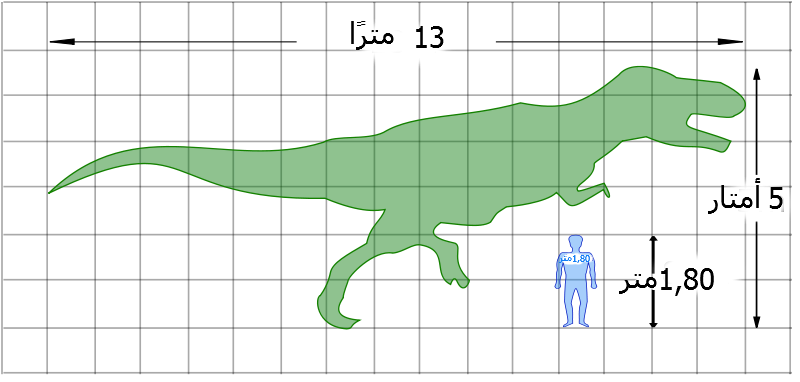
حجم التيرانوصور، أحد أضخم آكلات اللحوم، مقارنة بحجم الإنسان.

كان هناك بعض الديناصورات الأضخم حجمًا من النوعين سالفا الذكر، إلا أن ما يُعرف بشأنها مُشتق من دراسة بعض العظام المتحجرة فقط. اكتشفت معظم العواشب العملاقة خلال عقد السبيعينيات من القرن العشرين أو ما تلاه من عقود، وهذه الديناصورات تشمل: ديناصور الأرجنتين الأرجنتينوصور الذي يُعتقد أن وزنه تراوح بين 80000 و 100000 كيلوغرام، والديناصور الخارق سوبرصور الذي يُقدر طوله بحوالي 33 مترًا (110 أقدام)، وديناصور إله الزلازل صوروبوسيدون الذي يظهر بأنه كان أطول الديناصورات قامةً، حيث وصل طوله إلى 18 مترًا (59 قدمًا)، أما أطول الديناصورات بلا منازع فيبدو أنه الديناصور ثنائي التقعّر أمفيكولياس، الذي يُعرف عن طريق قوس فقريّة واحدة فقط وُصفت عام 1878 وهي الآن مفقودة. يُحتمل أن هذا الديناصور وصل طوله إلى 58 مترًا (190 قدمًا) وفاق وزنه 120000 كيلوغرام (260000 رطل). كان الديناصور الفقري سبينوصور أكبر اللواحم بلا منازع حيث تراوح طوله بين 16 و 18 مترًا (بين 50 و 60 قدمًا)، ووصل وزنه إلى 8150 كيلوغرام (18000 رطل). ومن اللواحم الضخمة الأخرى: ديناصور الريح الجنوبية العملاق جيجانوتوصور، الديناصور حاد الأسنان كاركارادونتوصور، وملك الزواحف الطاغية تيرانوصور.

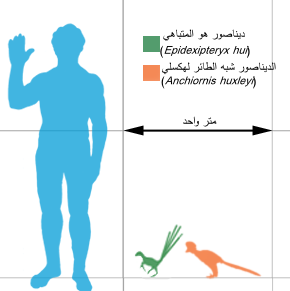
مقارنة حجم الديناصور شبه الطائر والديناصور المتباهي بحجم الإنسان.

كانت أصغر الديناصورات، باستثناء الطيور المعاصرة، تصل إلى حجم الحمام المستأنس. ومن الديناصورات الصغيرة المميزة: الديناصور شبه الطائر أنتشيورنيس والديناصور المتباهي إيبيدكسيبتركس، الذان لا يفوق طول هيكلهما العظمي 35 سنتيمترًا (1.1 قدم). يُعتبر الأنتشيورنيس أصغر الديناصورات حجمًا حاليًا بعد أن وُصفت عينة تعود لفرد بالغ قُدّر وزنه بحوالي 110 غرامات. تشمل قائمة أصغر الديناصورات العاشبة: الديناصور صغير القرون ميكروسيراتوس، وديناصور ونان ونّانوصور، حيث يصل طول كل منهما إلى حوالي 60 سنتيمترًا (قدمين) فقط.

### السلوك

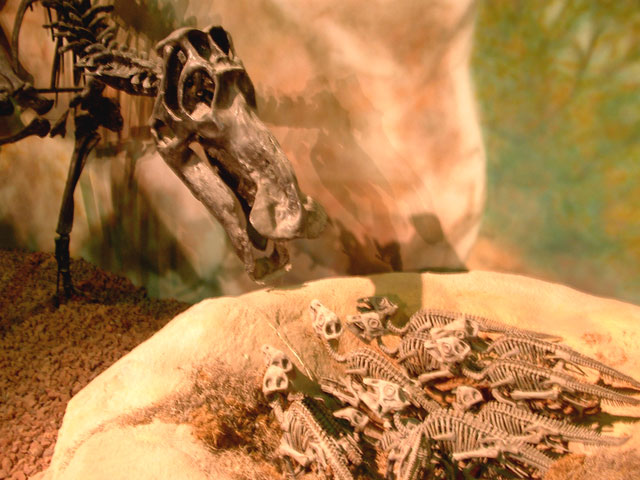
عش لديناصور الأم الحنون ماياصورا اكتشف عام 1978.

تُبنى تخمينات سلوك الديناصورات ونمط حياتها عادة على أحافير وموائل ومحاكات حاسوب ميكانيكيتها الحيوية، ثم بمقارنة نتائج هذا مع سلوك الحيوانات الحديثة التي تعيش اليوم أنماطاً حياتية مُشابهة للديناصورات. وبهذا فالفهم الحالي لسلوك الديناصورات يَعتمد إلى حد كبير على التخمين، ولذا فمن المُتوقع أن يَظل موضوعاً مُثيراً للجدل خلال المستقبل القريب. لكن بالرغم من ذلك، فيُوجد اتفاق عام في المُتجمع العلميّ على أن بعض أنواع السلوك الشائعة اليوم بين الطيور والتماسيح - أقارب الديناصورات الحديثة - كانت شائعة أيضاً بين الديناصورات.
اكتشف أول دليل مُحتمل على عيش الديناصورات في قطعان عام 1878، عندما عُثرَ على 31 إغوانودون اعتقد لاحقاً أنهم هلكوا معاً بيرنيسارت - بلجيكا بعد أن سقطوا في شق أرضي عميق ومغمور بالماء. وفي الفترة التي تبعت ذلك اكتشفت عدة مقابر جماعية أخرى لديناصورات. وتشير هذه المَواقع إلى أن الحياة القطيعية كانت شائعة عند العديد من أنواع الديناصورات. وتشير أيضاً مئات أو حتى آلاف آثار أقدام بعض أنواع هذه الزواحف التي عُثرَ عليها حول العالم إلى أن بطيات المنقار (الهادروصورات) ربما تحركت في قطعان عَظيمة معاً، مثلها في ذلك مثل البيسون الأمريكي والظبي القفّاز. تدل آثار بعض الصوربودات على أن هذه الديناصورات كانت تهاجر معاً ضمن مَجموعات تتألف من عدة أنواع مُختلفة، وقد كانت تحدث هذه الهجرات في مَكان واحد على الأقل هو أوكسفوردشاير - إنكلترا، وذلك مع أنه لا يُوجد دليل على وُجود جماعات الديناصورات معاً بحد ذاته. ربما احتشدت الديناصورات في قطعان كبيرة في بعض الأحيان لعدة أغراض بما في ذلك الحصول على الحماية لنفسها ولأطفالها أو للهجرة. وقد عثر على دلائل تشير إلى أن العديد من أنواع الديناصورات - بما في ذلك العديد من الثيرابودات والصوربودات والأنكيلوصورات وذوات القرون والأورنيثوبودات - اجتمعت في بعض الأحيان في مَجموعات تتألف بالكامل من الديناصورات غير البالغة. ومن أمثلة المواقع التي اكتشفت فيها بقايا هذه المَجموعات منغوليا الداخلية التي عُثرَ فيها على أكثر من 20 ديناصور ساينورنيثوميمس، جميعهم تتراوح أعمارهم من سنة إلى 7 سنوات. وقد خمن العلماء أن هذه المجموعة كانت قطيعاً من الديناصورات التي غرقت في الوحل. ذهب تخمين قطعانية الديناصورات هذا إلى أبعد من ذلك أيضاً فوصل إلى اللواحم، فقد ظهرت توقعات بأن بعض أنواع الثيرابودات كانت تعمل معاً في جماعات لصيد الفرائس الكبيرة. لكن بالرغم من ذلك، فنمط الحياة هذا ليس مَوجوداً عند أقارب الديناصورات الحديثة (وهي بشكل رئيسي التمساحيات والزواحف الأخرى بالإضافة إلى الطيور) مع أنه توجد بعض الاستثناءات القليلة، وأيضاً يُمكن تفسير الدلائل التحجرية التي تشير إلى أن بعض الثيرابودات كانت تصطاد بشكل جماعي مثل الداينونيكس والألوصور على أنها مُجرد نتيجة للنزاعات الدامية بين الحيوانات على الفريسة، وهو أمر يُرى عند العديد من ضواري ثنائيات الثقوب الحديثة.
برهن اكتشاف الإحاثي جاك هورنر عام 1978 لعش ماياصورا في مونتانا على أن الاعتناء الأبوي ظل مَوجوداً لفترة طويلة بين الديناصورات بعد أن ظهر في البداية بين الأورنيثوبودات. عثرَ أيضاً على دلائل تشير إلى أن بعض الديناصورات الطباشيرية الأخرى كانت تعشش معاً في جماعات كبيرة، مثل الصوربودات التايتانوصورية الباتاغونية التي اكتشف عام 1997. اكتشف الأوفيرابتور المنغولي سيتيباتي عام 1993 في موضع تفقيس شبيه بمواضع تفقيس الدجاج، مما يَعني أنه كان مُغطى بطبقة عازلة من الريش كانت تحافظ على حرارة البيض. ولم يَكن هذا الاكتشاف الوَحيد الذي عزز أدلة وُجود الاعتناء الأبوي عند الديناصورات، فمثلاً عُثرَ على بقايا لمجموعة من السيتاكوصورات تتألف من فرد بالغ و34 يَافع عام 2004، وربما يَعود سبب كثرة الحيوانات اليَافعة في هذه الحالة هو كون ذلك المَوقع مكان تعشيش مُشترك للسيتاكوصورات. وبالإضافة إلى ذلك، فقد عُثرَ على جنين ديناصور ماسوسبونديلوس بدون أسنان عام 2005، مما يُشير إلى أن الاعتناء الأبوي كان ضرورياً أحياناً لتغذية الديناصورات اليافعة. تدل أيضاً بعض آثار الأقدام المُكتشفة في جزيرة سكاي شمال غرب اسكتلندا على السلوك الأبوي اتجاه الأطفال عند الأورنيثوبودات. وفضلاً عن كل هذا فقد اكتشفت عموماً بقايا أعشاش وبيوض لمُعظم مَجموعات الديناصورات الكبيرة، ويَبدو أنه من المُرجح أن الديناصورات كانت تتواصل بشكل أو بآخر مع أطفالها بطريقة مُشابهة لطريقة الطيور والتماسيح الحديثة.

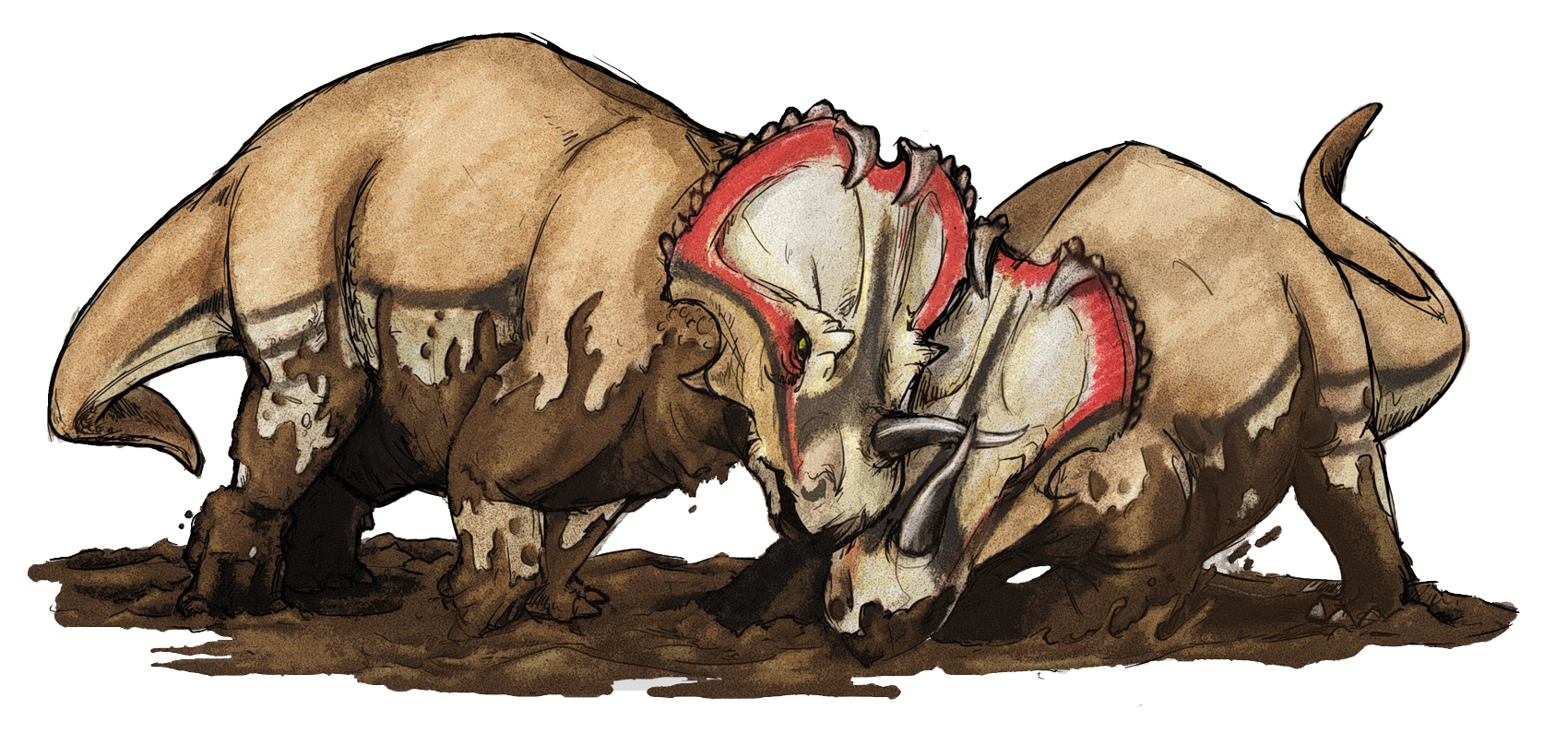
رسم تخيلي يُظهر سنتروصورين عاشبين من العصر الطباشيري المتأخر يَتاقتلان في أمريكا الشمالية.

ربما كانت أعراف وأهداب بعض الديناصورات - مثل الثيروبودات والهادروصوريات - هشة جداً لكي تستخدم كوسائل دفاع أساسية، ولذا فمن المُرجح أكثر أنها كانت تُستخدم للاستعراض أثناء التزاوج لجذب الإناث أو أثناء المَعارك لإخافة المُهاجمين، ومع ذلك فلا يَعرف العلماء سوى القليل عن التزاوج وتحديد المناطق عند الديناصورات. لكن تشير بعض جراح الرأس التي خلفتها عضات على جماجم ديناصورات إلى أن الثيروبودات - على الأقل - كانت تدخل في معارك ونزاعات عنيفة بين بعضها البعض.
اكتشفت عام 1971 في صحراء غوبي بقايا تعد واحدة من أكثر أحافير الديناصورات نُفساً لدراسة سلوك هذه الحيوانات. فتتضمن هذه البقايا أحافير لفيلوسيرابتورٍ يُهاجم بروتوسيراتوبساً، مما يُعطي للإحاثيين دليلاً على أن الديناصورات كانت بالفعل تهاجم بعضها البعض. ومن الدلائل المُكتشفة الأخرى على مُهاجمة الديناصورات لفرائس حية ذيل إدمونتوصور (وهو ديناصور هادروصوري) معافى جزئياً بعد تأذيه من شيء ما، والطريقة التي تأذى بها الذيل تظهر أن تيرانوصورا عضه لكن الحيوان استطاع النجاة بالرغم من ذلك. أثبت العلماء أيضاً باكتشاف آثار أسنان عُثر عليها في مدغشقر عام 2003 وُجود وحشية (التهام حيوان ما لآخر من نفس نوعه) عند بعض أنواع الديناصورات مثل ثيروبود ماجونغاصور.
بناءً على دلائل الأحافير الحالية من ديناصورات مثل الأوريكتودروميوس، يَبدو أن بعض الأنواع العاشبة من هذه الحيوانات عاشت حياتها جزئياً في جحور تحت الأرض، بينما من المُتحمل أن بعض الأنواع الأخرى الشبيهة بالطيور ربما كانت شجرية (تتسلق الأشجار) خصوصاً الدرومايوصوريات البدائية مثل الميكرورابتور. لكن بالرغم من ذلك، فيَبدو أن مُعظم الديناصورات كانت تعتمد على التحرك فوق الأرض بشكل أساسي. ولذا فإن الفهم الجيد لكيفية تحرك هذه الحيوانات على الأرض هو المفتاح للحصول على نماذج حول سلوكها ونمط حياتها، وبشكل خاص يُعطي علم الميكانيكا الحيوية معلومات بهذا الخصوص. فمثلاً، دراسة القوة التي كانت تبذلها عضلات الديناصورات لتحريك أطرافها وتأثير الجاذبية على بنية هياكلها العظمية يُمكنها أن تعطي فكرة حول السرعة التي استطاعت هذه الزواحف الجري بها، وإذا ما كانت تستطيع الديبلودوكسيات إصدار صوت موجة صدمة بتحريكها لذيلها كمروحة، وإذا ما كانت الصوربودات تستطيع العوم على الماء أم لا.

### التواصل وإصدار الأصوات

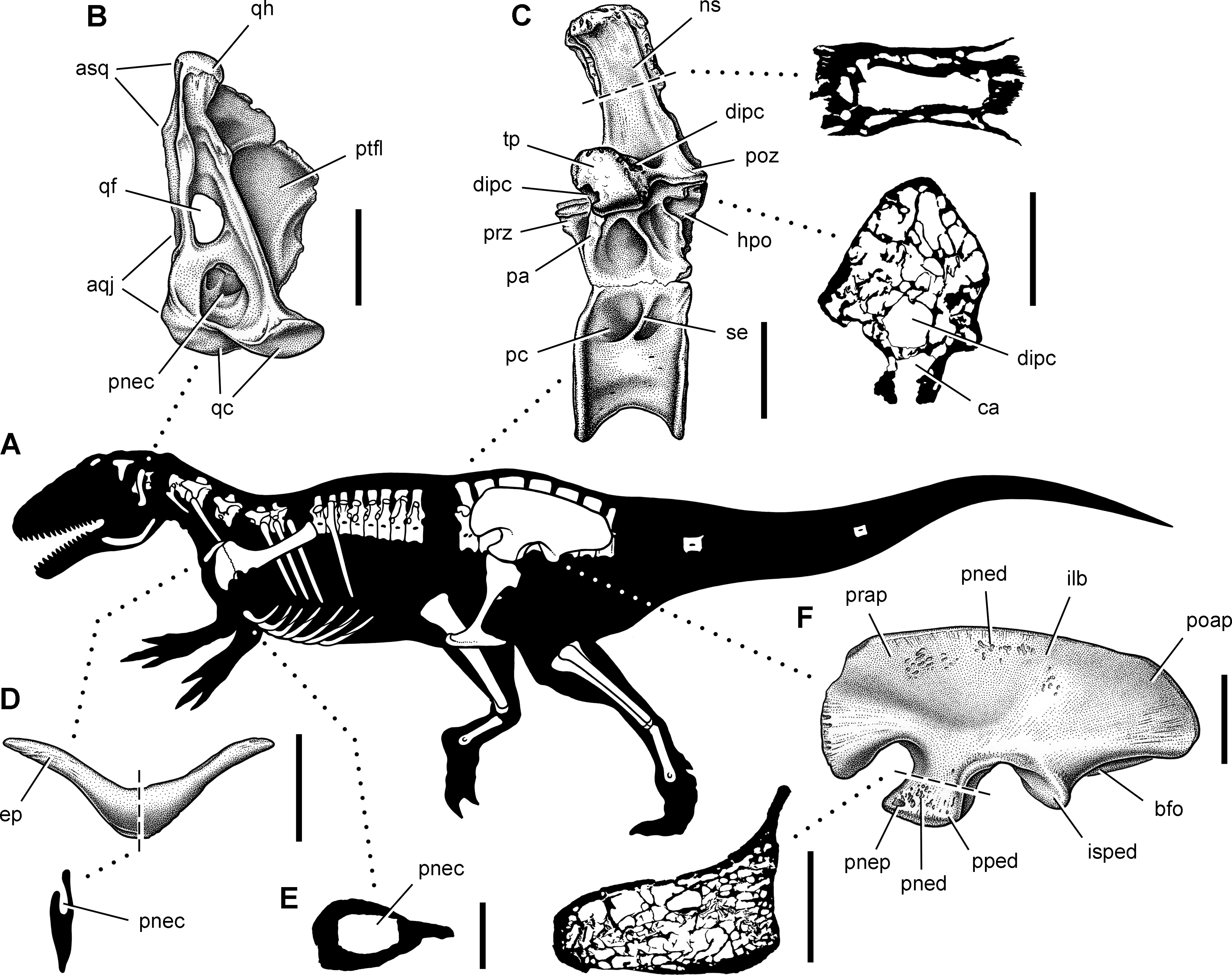
مخطط للبنية العظميّة الخاصة بالديناصور هوائي العظم أيروستيون، جنس الديناصورات الوحيد الذي طوّر كيسًا هوائيًا ترقويًا كما الكيس الذي يعطي الطيور القدرة على الصفير والتغريد.

لا تزال طبيعة التواصل بين الديناصورات تُشكل مسألة يكتنفها الغموض، ومجالاً دراسيًا جذّأبًا بالنسبة للعلماء. أقدم عالم الأحياء القديمة الأمريكي «فيل سنتر» في سنة 2008 على دراسة الأدلة المتوافرة المتعلقة بمقدرة حيوانات حُقب الحياة الوسطى، بما فيها الديناصورات، على إصدار الأصوات، فتبين له أنه على العكس مما هو شائع بين الناس، وما تُظهره الأفلام السينمائية، فإن معظم الديناصورات لم تكن قادرة على إصدار أية أصوات على الإطلاق. يُفيد سنتر أنه قام بدراسة توزّع الأعضاء التي تصدر أصواتًا عند كل من الزواحف والطيور، فاكتشف أن الحبال الصوتيّة بداخل الحنجرة يظهر أنها تطوّرت عدّة مرّات عند الزواحف، بما فيها التمساحيات، القادرة على إصدار زئير من حلقها، أما الطيور فهي عديمة الحنجرة، لذا فهي تُصفّر وتغرّد باستخدام عضو آخر يُعرف باسم المصفار، وهذا العضو لا يوجد إلا عند الطيور ولا يرتبط بالحنجرة من قريب أو بعيد، لذا يمكن القول أنه تطوّر بشكل مستقل عن تطور الأعضاء الصوتيّة عند الزواحف. يعتمد المصفار على نظام تشريحيّ مميز عند الطيور يُطلق عليه تسمية «نظام الكيس الهوائي»؛ فإن فقد طائر ما الكيس الهوائي الترقوي الواقع بالقرب من عظم الترقوة، فسيستحيل أبكمًا. يمكن التأكد من وجود هذا الكيس الهوائي عند كائنات منقرضة عن طريق العلامات المميزة أو الفجوات التي يُحدثها للعظام، وبشكل رئيسي الفجوة على العضد، وعند الديناصورات تشير الأدلّة إلى امتلاكها نظم أكياس هوائية معقدة، إلا أن جميع الأجناس والفصائل، عدا جنس واحد، لا يظهر أنها امتلكت كيسًا هوائيًا ترقويًا يُساعدها على إصدار أي صوت ذا شأن. أما الجنس المستثنى فهو جنس الديناصورات هوائيّة العظم (باللاتينية: Aerosteon) التي يظهر أنها طوّرت كيسًا هوائيًا ترقويًا بمعزل عن الطيور لأسباب أخرى لا تتعلق بإصدار الأصوات.
إن أقدم الحيوانات التي تفيد الأدلّة أنها كانت قادرة على إصدار الأصوات باستخدام المصفار هي ما يُعرف بالطيور النقيضة (باللاتينية: Enantiornithes)، ويُحتمل أن أي أركوصور طيريّ آخر سابق لها لم يكن قادرًا على إصدار أي صوت. تفيد الكثير من الأدلّة أن الديناصورات كانت تتواصل بصريًا عوض أن تتواصل سمعيًا، وذلك عن طريق بعض خصائصها الجسديّة المميزة، مثل القرون والأهداب والأعرف وأشرعة الظهر والريش، التي يُحتمل أنها كانت ذات ألوان لامعة تلفت النظر، وفي هذا شبه بسلوك بعض مجموعات الزواحف المعاصرة مثل السحالي، فالكثير من أنواعها صامت تمامًا أغلب الأحيان، لكنه يتواصل مع بني جنسه وغيره من الكائنات باستخدام عروض جسدية تتمحور حول استعمال ألوان جسديّة فاقعة، بل أن البعض مثل الحرابي له القدرة على تغيير لونه وفقًا لحالته النفسيّة، فيكون لونه وهو خائف مختلفًا عن لونه وهو في حالة الاسترخاء.
يقول سنتر وغيره من أنصار نظريته، أنه على الرغم من عدم مقدرة الديناصورات على إصدار الأصوات، فإن بعضها قد يكون لجأ إلى وسائل أخرى لإصدار الصوت بهدف التواصل، فالكثير من الحيوانات المعاصرة بما فيها الزواحف والطيور، تُصدر أصواتًا عديدة لا ملفوظة، منها الهسهسة، صرير الفكين أو الطقطقة بهما، اللجوء إلى ما تقدمه البيئة من حولها كرشّ المياه، أو خفق الجناحين، والأسلوب الأخير يُحتمل أن تكون الديناصورات ذات الأيادي السالبة لجأت إليه كونها كانت ديناصورات مجنحة.
تقترح بعض الدراسات أن الديناصورات بطيّة المنقار العرفيّة أو اللامبيوصوريات كانت تستخدم عرفها الأجوف كغرفة تردد صدى أصواتها المختلفة، غير أن سنتر يقول أن هكذا غرف صوتيّة موجودة عند بعض الكائنات المعاصرة، وأن الأخيرة تستخدمها لتفخيم أو تعميق بعض الأصوات غير الملفوظة مثل الهسهسة، ومن أبرز الكائنات عديمة الأوتار الصوتية: الأفاعي، فهي تمتلك غرفًا صوتيةً في جمجمتها تساعدها على تفخيم فحيحها بحال أصبح ما يتهددها من خطر قاب قوسين أو أدنى.

### الفيزيولوجيا

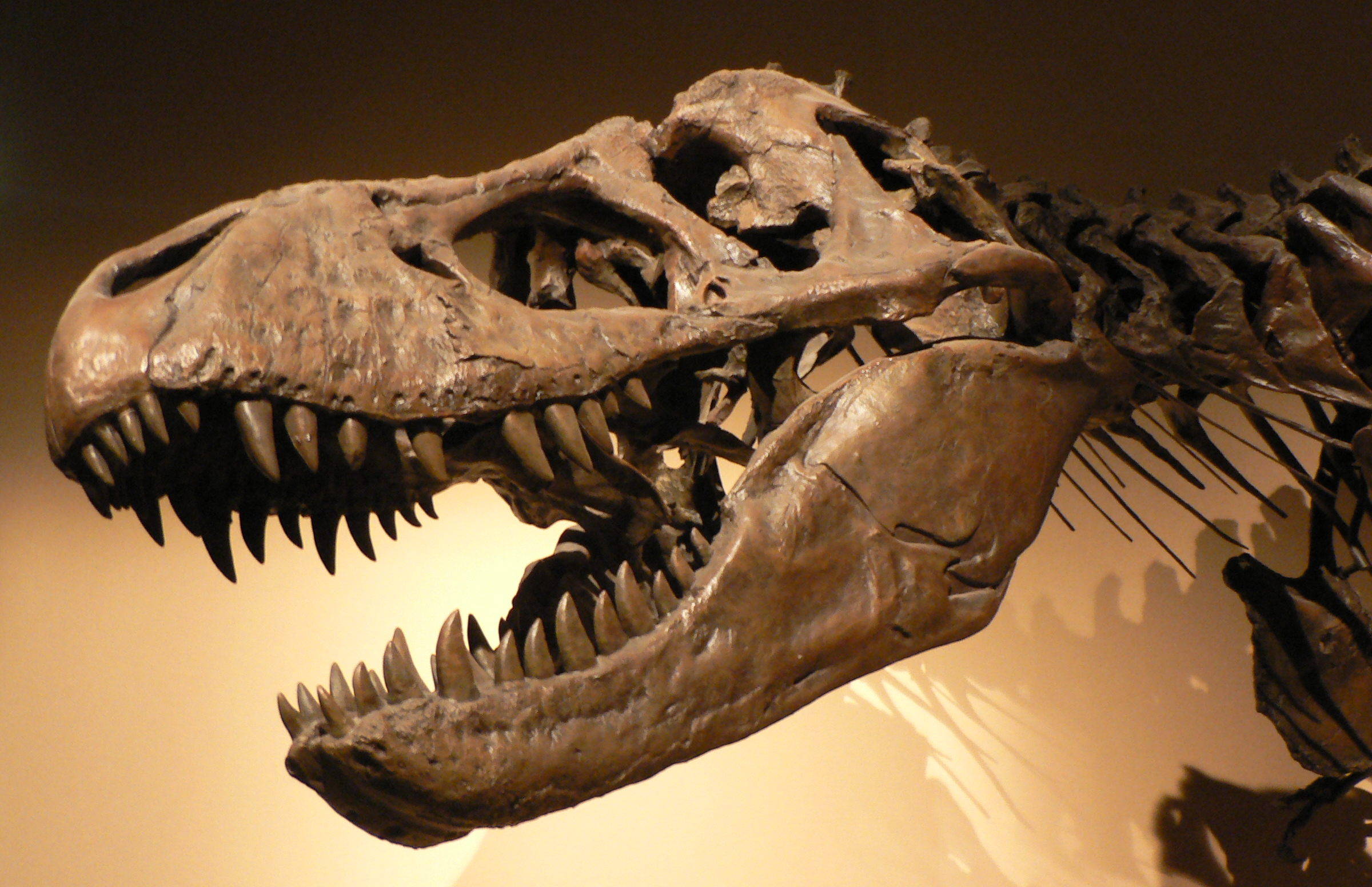
جمجمة ملك الزواحف الطاغية تيرانوصور وعموده الفقري العلوي في متحف قصر المكتشفين Palais de la Découverte، باريس، فرنسا.

دار جدال حاد بين العلماء منذ عقد الستينيات من القرن العشرين، وما زال، يتعلّق بما إذا كانت الديناصورات قادرة على تعديل درجة حرارة جسدها بنفسها أم غير قادرة على ذلك. كان العلماء يجمعون في بداية الأمر أن هذه الكائنات لم تكن قادرة على تعديل حرارتها بنفسها على الإطلاق، لذا فقد صنفوها على أنها من ذوات الدم البارد. غير أن بعض الدلائل الجديدة ظهرت مؤخرًا، وهي تدعم الافتراض العكسي، لذا فإن الأغلبية الساحقة من العلماء أصبحوا يوافقون على أن الديناصورات كانت من ذوات الدم الحار، وأصبح الجدال يتركز حول آلياتها الجسدية وتأقلماتها التي خُصصت لتعديل حرارتها.
افترض علماء الأحياء القديمة أن الديناصورات من ذوات الدم البارد عندما اكتشفت أوّل الأحافير، وكان هذا أحد الأسباب التي دفعتهم إلى إطلاق تسمية «السحالي الرهيبة» عليها. جعلت هذه النظرية العلماء يفترضون أن الديناصورات كانت كائنات بطيئة الحركة وبليدة مقارنة مع الزواحف المعاصرة، التي تحتاج إلى مصدر خارجي باعث للحرارة حتى تستطيع رفع درجة حرارتها. ظلّت النظرية القائلة بأن الديناصورات ذات دم بارد نظرية سائدة حتى سنة 1968، عندما نشر عالم الأحياء القديمة الأمريكي، «روبرت ت. باكر»، وهو من الداعمين للنظرية العكسيّة، مقالةً مفصلة تتحدث عن هذا الموضوع وأسباب إيمانه بها، فكان لها كبير الأثر في تغيير واستبدال نظرية الدم البارد التي دامت طيلة سنوات.

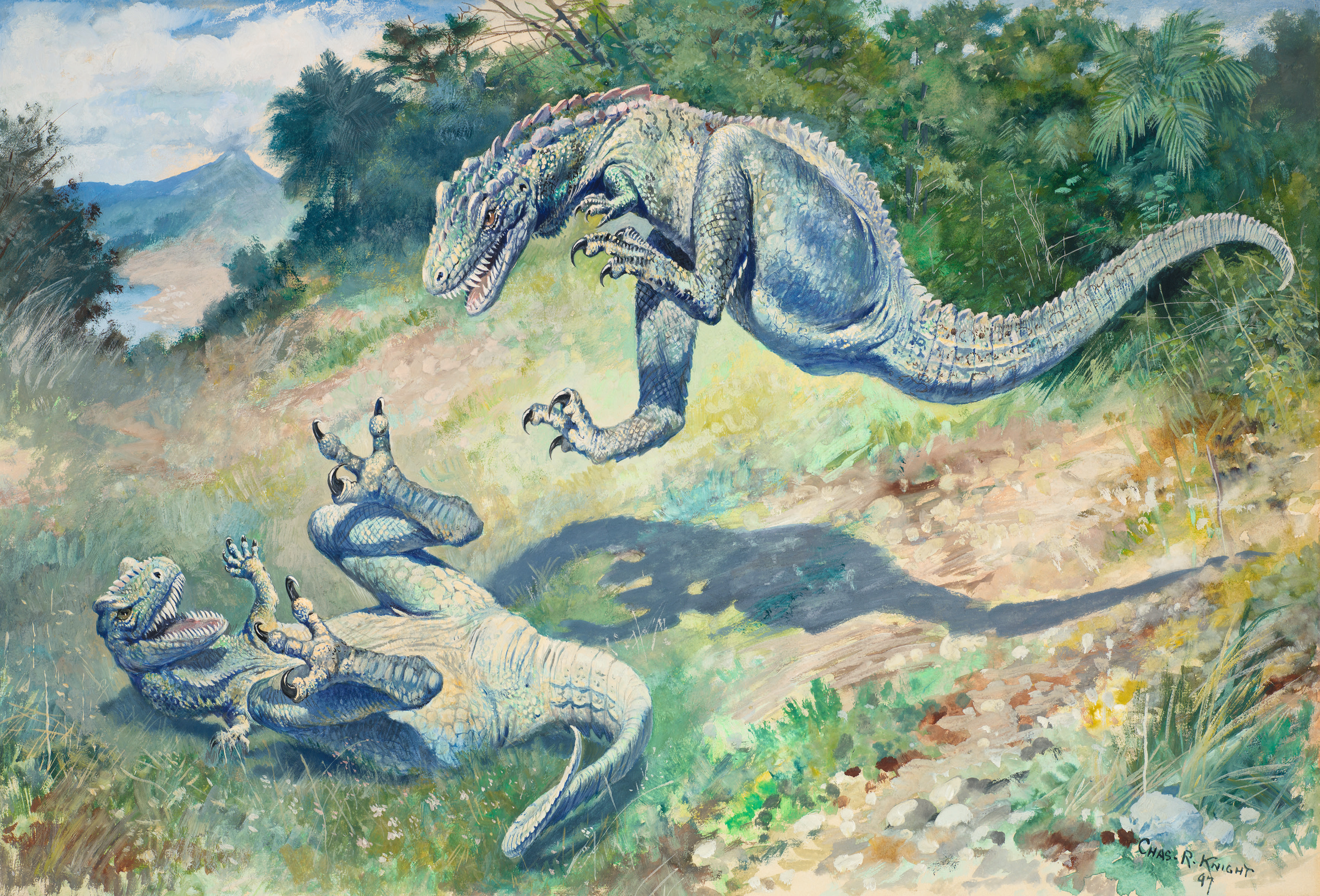
رسم من سنة 1897 لديناصور الدمع درايبتوصور، بريشة شارلز روبرت نايت. أصبح من المؤكد الآن أن معظم اللواحم الضخمة لم تكن قادرة على القيام بقفزات واسعة كما رُسم في الصورة.

تفيد الأدلّة الحديثة أن الديناصورات كانت قادرة على البقاء في المناطق ذات المناخ المعتدل والحرارة الألطف، وهذه المناطق تُعتبر باردةً بالنسبة للكثير من أنواع وفصائل الزواحف والسحالي، لذا يُمكن القول أن بعض أنواع الديناصورات على الأقل كانت قادرة على تعديل درجة حرارة جسدها باستخدام تأقلمات جسدية داخلية. ومن الأدلّة التي تدعم نظرية الدم الحار لدى الديناصورات، اكتشاف ديناصورات قطبيّة في إستراليا والقارة القطبية الجنوبية، وهذه لا شك أنها كانت تعاني من شتاء طويل قارس يدوم ستة أشهر، ولولا استطاعتها التحكم في حرارة جسدها كما الطيور والثدييات لكانت نفقت. أضف إلى ذلك أن أنواعًا كثيرة مريّشة تم اكتشافها، وهذه يُحتمل أن يكون ريشها قد وفّر لها عازلاً حراريًا طبيعيًا، أيضًا أظهرت تحاليل بنية الأوعية الدموية بداخل عظام الديناصورات، أنها مماثلة لتلك الخاصة بذوات الدم الحار. تفيد بنية الهياكل العظمية للواحم الثيروبوديّة وغيرها من الديناصورات، أنها كانت تعيش حياةً نشطة تلائم الأوعية الدموية والقلب الخاص بكائن من ذوات الدم الحار بشكل أفضل من ذوات الدم البارد، بينما تبيّن أن طويلات العنق كان لها خصائص شبيهة بخصائص ذوات الدم البارد أكثر من نقيضتها. يقول العلماء أنه من المؤكد كون بعض الديناصورات حارة الدم وبعضها الآخر بارد الدم، وما زال الجدال قائمًا حول تصنيف الأنواع وفق هاتين الفئتين.

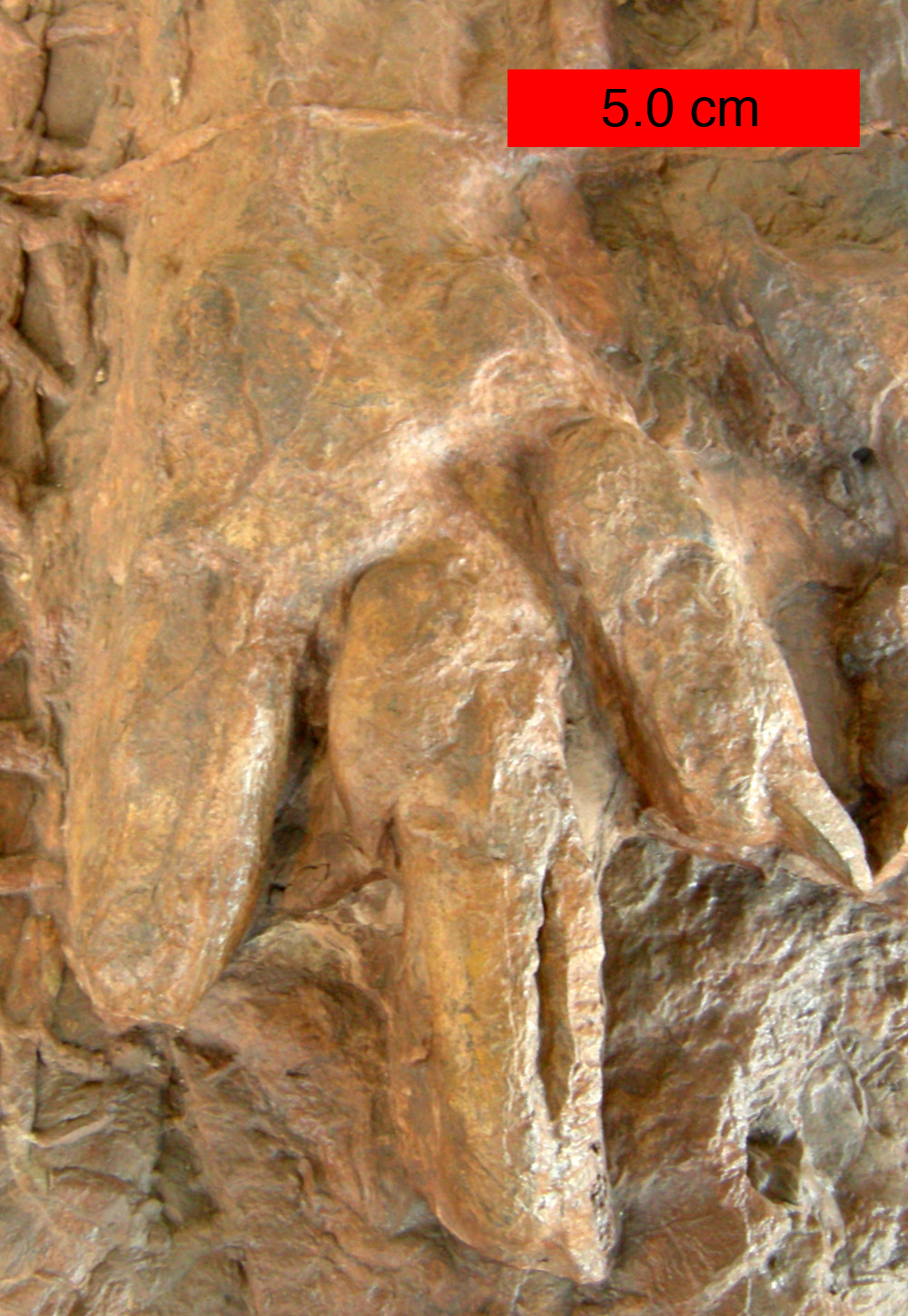
أثر قدم ديناصور محفوظة تعود للعصر الجوراسي من موقع القديس جرجس في مزرعة جونسون، جنوبي غرب ولاية يوتا، الولايات المتحدة.

من الأمور التي تزيد الجدال تعقيدًا هو أن خاصيّة الدم الحار تظهر عند الكائنات الحية بسبب أكثر من تأقلم جسديّ واحد فقط. يقوم معظم العلماء بمقارنة الديناصورات بالثدييات والطيور متوسطة الحجم لتفسير تأقلمها الجسدي مع خاصية الدم الحار، حيث يقولون أنها، كما تلك الكائنات المعاصرة، كانت تصرف طاقتها التي تتحصل عليها من الغذاء لرفع درجة حرارة جسدها بما يفوق درجة حرارة محيطها. إلا أن هذه النظرية تعترضها مشكلة أخرى، فإن كانت الديناصورات ستقارن بالحيوانات المعاصرة، فإنها كانت ستعاني من ذات المشاكل أو تمتلك ذات التأقلمات الحرارية التي يفرضها عليها حجمها، فالثدييات والطيور الصغيرة على سبيل المثال تمتلك غطاءً عازلاً للحرارة على جسدها، من شاكلة الفراء والريش، أو الدهون، أما الثدييات الضخمة مثل الفيلة، فتواجه مشكلة الحفاظ على حرارتها بسبب بنيتها الكبيرة، حيث أن بنية الحيوان كلما ازدادت، قلّت نسبة الحرارة التي يلفظها الجلد، الأمر الذي يجبر الحيوان على التأقلم أو البحث عن أساليب أخرى لتخفيض درجة حرارته، وفي حالة الفيلة، فإن البالغة منها تمتلك شعرًا خفيفًا على كافة أنحاء جسدها، وآذانها كبيرة تستخدمها للتهوئة، كما أنها تقوم بالتمرغ بالماء والوحل على الدوام. يُحتمل أن تكون الديناصورات الضخمة قد عانت من ذات المشكلة الأخيرة؛ فحجمها الكبير يفيد بأنها كانت تفقد الحرارة بشكل بطيء، لذا فإنها كانت لتعاني من ارتفاع حرارتها لو لم تمتلك تأقلمًا جسديًا خاصًا، يُرجح بعض العلماء أن يكون مقدرتها على اكتساب الحرارة من محيطها أو فقدانها بدرجة أسرع من الكائنات الأصغر حجمًا، إلا أن هذه النظرية لا تُفسّر كيفيّة تعديل الفصائل العديدة ذات الأحجام الصغيرة حرارة جسدها.
أظهرت التصويرات المقطعية المحوسبة الحديثة للتجويفات الصدريّة الخاصة بالديناصورات وجود ما يُشبه بقايا قلب ذي أربع حجرات شديد الشبه بقلب الطيور والثدييات المعاصرة. تعرّضت هذه النتيجة ومن قال بها إلى انتقاد لاذع في المجتمع العلمي، وذلك بسبب الدراسة التي صنفها كثيرون ضعيفة لا يمكن الاستناد إلى نتائجها، وأنها مجرّد أمنيات لناس خبراء. يرد القائلين بهذه النظرية أنها وإن كانت نتائجها صوريّة، إلا أنه على الرغم من ذلك، فإن التمساحيات والطيور المعاصرة، وهي أقرب الكائنات للديناصورات، تمتلك قلبًا ذي حجرات أربع، لذا لا يُستبعد امتلاك الديناصورات خصائص مماثلة.

### بقايا الأنسجة الحيوية والحمض النووي

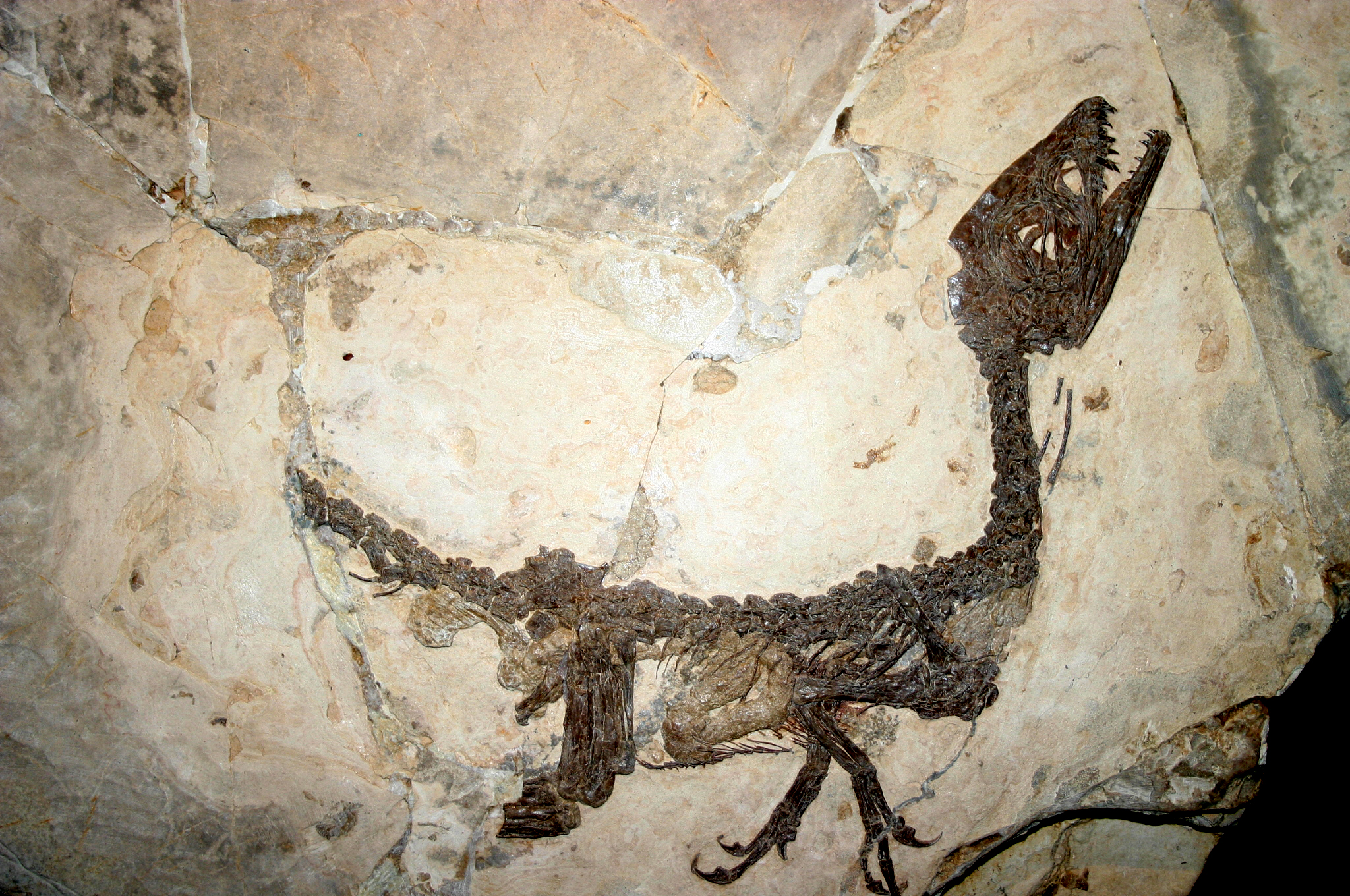
أحفور ديناصور مخلب سكيبيو سكيبيونكس، أفضل الأحافير ذات الأنسجة الحيوية المحفوظة، لاحظ ما يُشبه بقايا الأعضاء الداخلية.

كُشف النقاب عن إحدى أفضل المستحثات ذات الأنسجة الحيوية المحفوظة في سنة 1998، وكان هذا الأحفور يعود لفرخ ديناصور مخلب سكيبيو سكيبيونكس عُثر عليه في منطقة «بترارويا» في إيطاليا، وقد ظهرت فيه أجزاء من الأمعاء والقولون والكبد والعضلات والقصبة الهوائية.

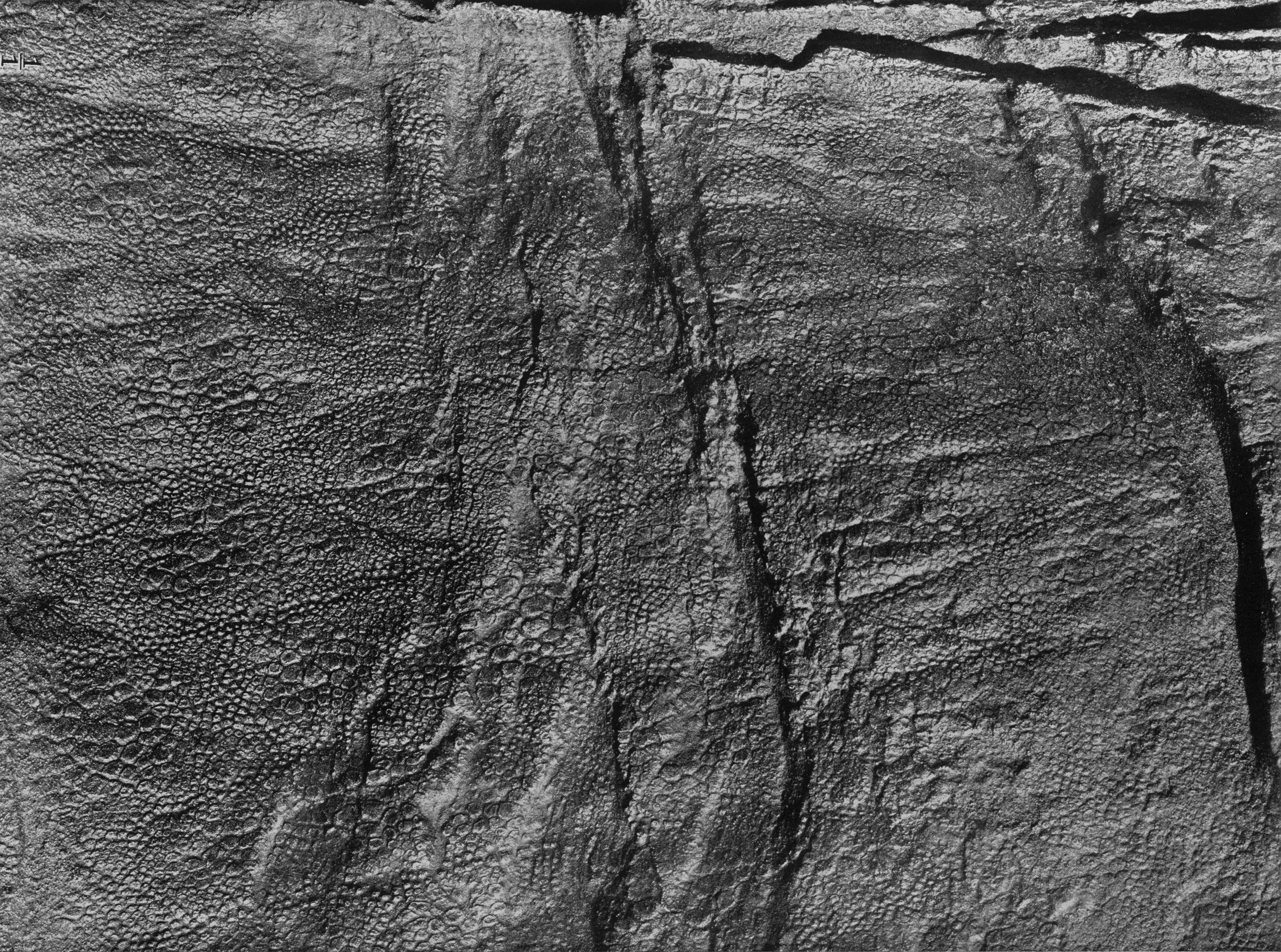
طبعات صخريّة لجلد ديناصور إدمونتون إدمونتوصور.

أعلنت عالمة الأحياء القديمة الأمريكية، «ماري هيجبي شويتزر»، في عدد شهر مارس لسنة 2005 من مجلة العلوم الأكاديمية، أنها اكتشفت وفريقها موادًا طيّعة تشبه الأنسجة الحيوية الطبيعية بداخل عظمة ساق تيرانوصور تبلغ من العمر 68 مليون سنة، عُثر عليها في التكوينة الصخريّة المعروفة باسم «تكوينة جدول الجحيم» (بالإنجليزية: Hell Creek Formation) في ولاية مونتانا، وقد قام الفريق بتمييه هذه الأنسجة بعد استخراجها لغرض دراستها. بعد أن قام العلماء بتنظيف تلك العظمة طيلة أسابيع عدّة لاستخراج ما علق فيها من تراب ومعادن، تبيّن أن فيها عدد من البنى السليمة، من شاكلة الأوعية الدموية ومصفوفات وألياف عظميّة، كذلك أظهرت الفحوصات الدقيقة تحت المجهر أن هذه الأنسجة الحيوية المفترضة حافظت على بنيتها الدقيقة حتى على المستوى الخليوي. وعلى الرغم من كل هذا، فإن طبيعة وتكوين هذه المواد التي عُثر عليها لا تزال غير واضحة، وما زال العلماء منكبون على دراستها.
قال الدكتور طوماس كاي من جامعة واشنطن بتاريخ 30 يوليو سنة 2008 أن المواد التي عُثر عليها في عظمة ساق التيرانوصور ليست بأنسجة حيوية على الإطلاق بل بيوفيلم تكوّن بعد أن شمّعت البكتيريا الفراغات حيث كانت الأنسجة الحيوية والخلايا تقع. كذلك أفاد الباحثون أن ما اعتقد أنه بقايا خلايا دموية بفعل احتوائه على ذرّات حديديّة، إنما هو في واقع الأمر أجسام كرويّة دقيقة تحمل ذرّات حديد اكتُشفت في الكثير من مستحثات كائنات منقرضة أخرى مثل الأمونيت. وكان وجود هذه الأجسام في بعض أنحاء جسد الأمونيت حيث لا وجود لأوعية دموية مفتاح الاستنتاج الذي توصّل إليه كاي، وهو أنه لا يمكن ربط وجودها بوجود أوعية دموية.
أفاد بعض العلماء مرتين فقط أنهم تمكنوا من استخراج حمض نووي سليم من مستحثات تعود لديناصورات، إلا أنه عند التدقيق بهذه الإدعاءات تبيّن أنها غير موثوقة. إلا أنه تمّ الاستدلال على شكل الببتيد في أحماضها الأمينية عبر تحليل تاريخ نشوئها وتطورها بالاستناد إلى سلسلة مورثات أقرب أقاربها المعاصرة من طيور وزواحف. إضافة إلى ذلك تمّ الإدعاء بتأكيد وجود عدد من البروتينات، بما فيها الهيموجلوبين، في عدد من المستحثات.

## الريش وأصل الطيور

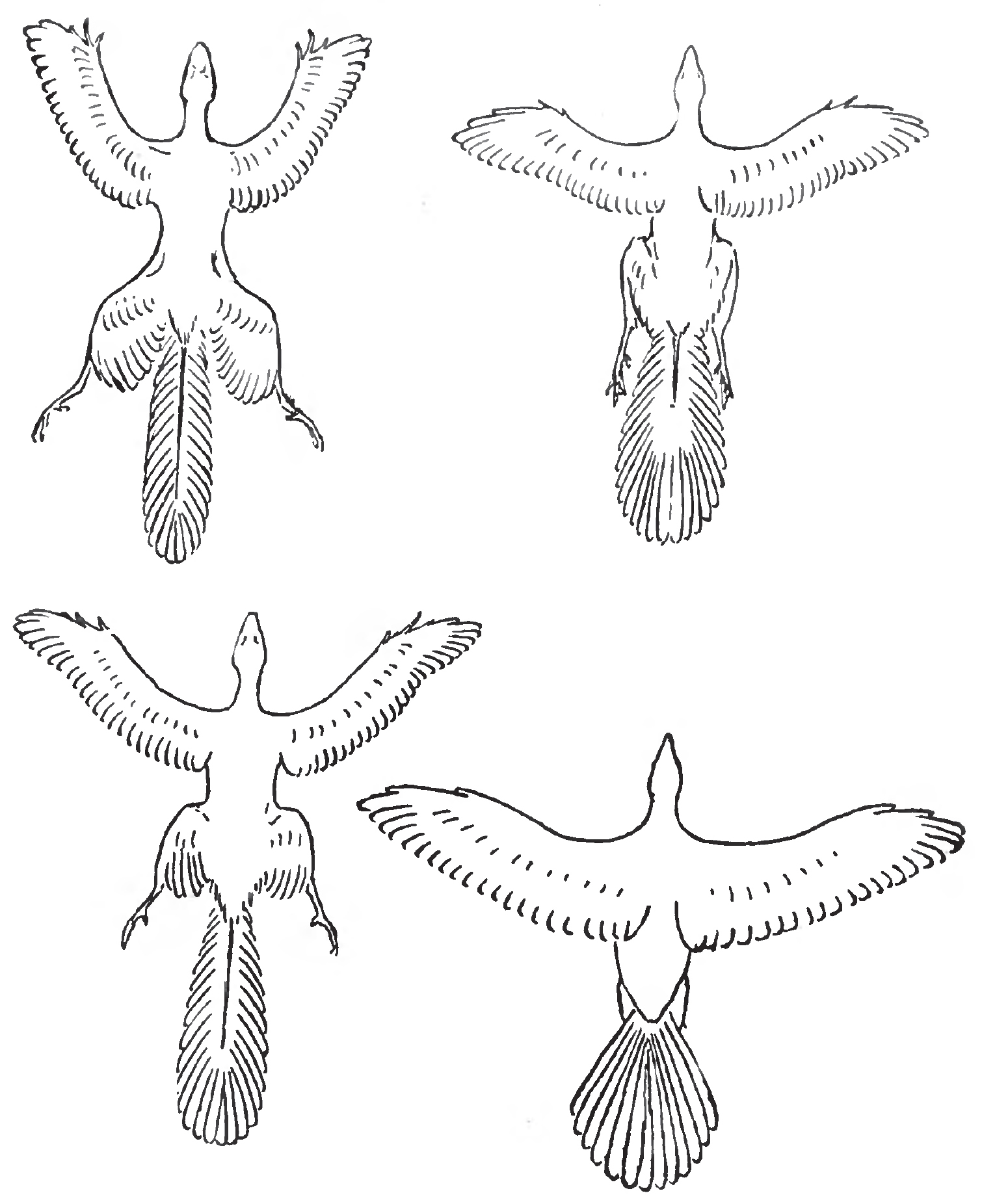
رسم من كتاب يعود لعام 1922 لتوضيح تطوّر الطيران والطيور البدائية حتى أصبحت ماهي عليه اليوم (الرسم السفلي على جهة اليمين).

كان عالم الأحياء البريطاني، طوماس هنري هكسلي، أوّل من افترض أن الطيور هي سليلة الديناصورات المباشرة، وذلك في عام 1868، لكن المجتمع العلمي تخلّى عن هذه الفكرة في أوائل القرن العشرين بعد أن نشر الدكتور وعالم الأحياء القديمة الدنماركي، جيرهارد هيلمان، مؤلفه الذي تحدّث فيه عن أصل الطيور ونشوئها، حيث قال بأنها تتحدر مباشرة من الزواحف غمديّة الأسنان، أسلاف الديناصورات، وكان دليله على ذلك انعدام الترقوة عند الديناصورات ووجودها لدى الطيور. أظهرت الاكتشافات اللاحقة خطأ هذه الافتراضية، حيث عُثر على هياكل عظمية ذات ترقوات، أبرزها هيكل كاسر البيض أوڤيرابتور الذي عُثر عليه سنة 1924، وتبيّن أن العلماء السابقين أخطأوا بين ترقوات كل الهياكل المكتشفة سابقًا واعتقدوا بأنها عظام بين ترقوية. أعاد الدكتور جون أوستروم إحياء نظرية أصل الطيور الديناصوري خلال عقد السبعينيات من القرن العشرين، وقد لاحقت هذه النظرية رواجًا واستحسانًا كبيرًا خلال العقود التالية، خصوصًا بعد التطوّر الكبير الذي طرأ على أساليب تحليل الفروع الحيوية، وبعد اكتشاف الكثير من أنواع الديناصورات الثيروبوديّة الصغيرة المريشة والطيور البدائية، ومن أبرز هذه الاكتشافات: الأحافير من تكوين «تشيان» الصخري في منطقة لياونينغ في الصين، وهي تضم ثيروبودات صغيرة متعددة بالإضافة إلى طيور بدائية. تتشارك الطيور مع الثيروبودات في أكثر مائة خاصية تشريحية، الأمر الذي يدفع العلماء حاليًا لاعتبار الأخيرة أقرب ما يكون من أسلاف الطيور، ويضيفون أن الديناصورات ذات الأيادي السالبة هي الأقرب إليها. اقترحت قلة من العلماء مسارًا تطوريًا آخرًا للطيور، ومنهم من قال بنظرية هيلمان، وقال آخرون أن ذات الأيادي السالبة هي بالفعل أسلاف الطيور، إلا أنها نفسها ليست بديناصورات، بل مجموعة كائنات تطورت تطورًا متوازيًا مع الديناصورات.

### الريش

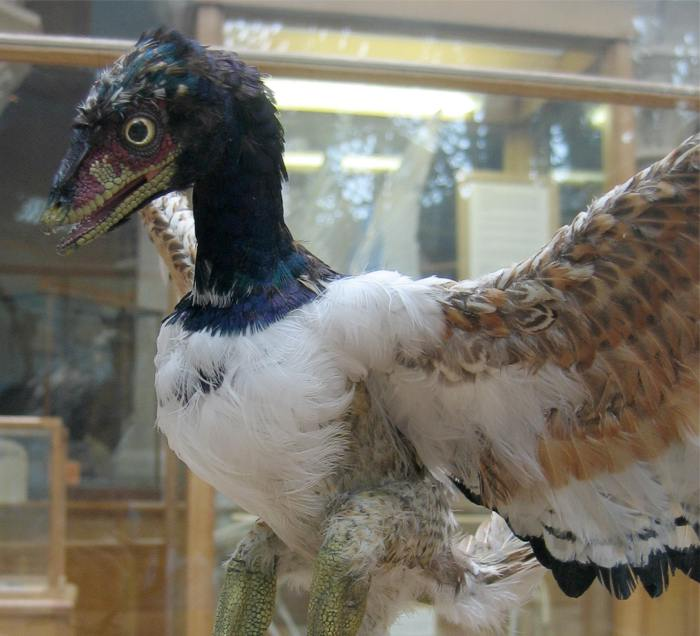
مجسم للطائر العتيق من متحف جامعة أوكسفورد للتاريخ الطبيعي.

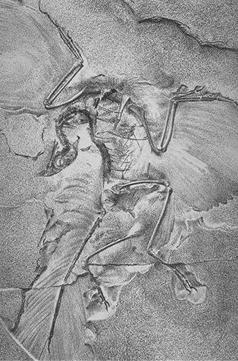
أكثر مستحثات الطائر العتيق أركيوبتركس شهرة، والمعروفة بعينة برلين. لاحظ الطبعات المفصلة لريش الأجنحة والذيل على الصخرة.

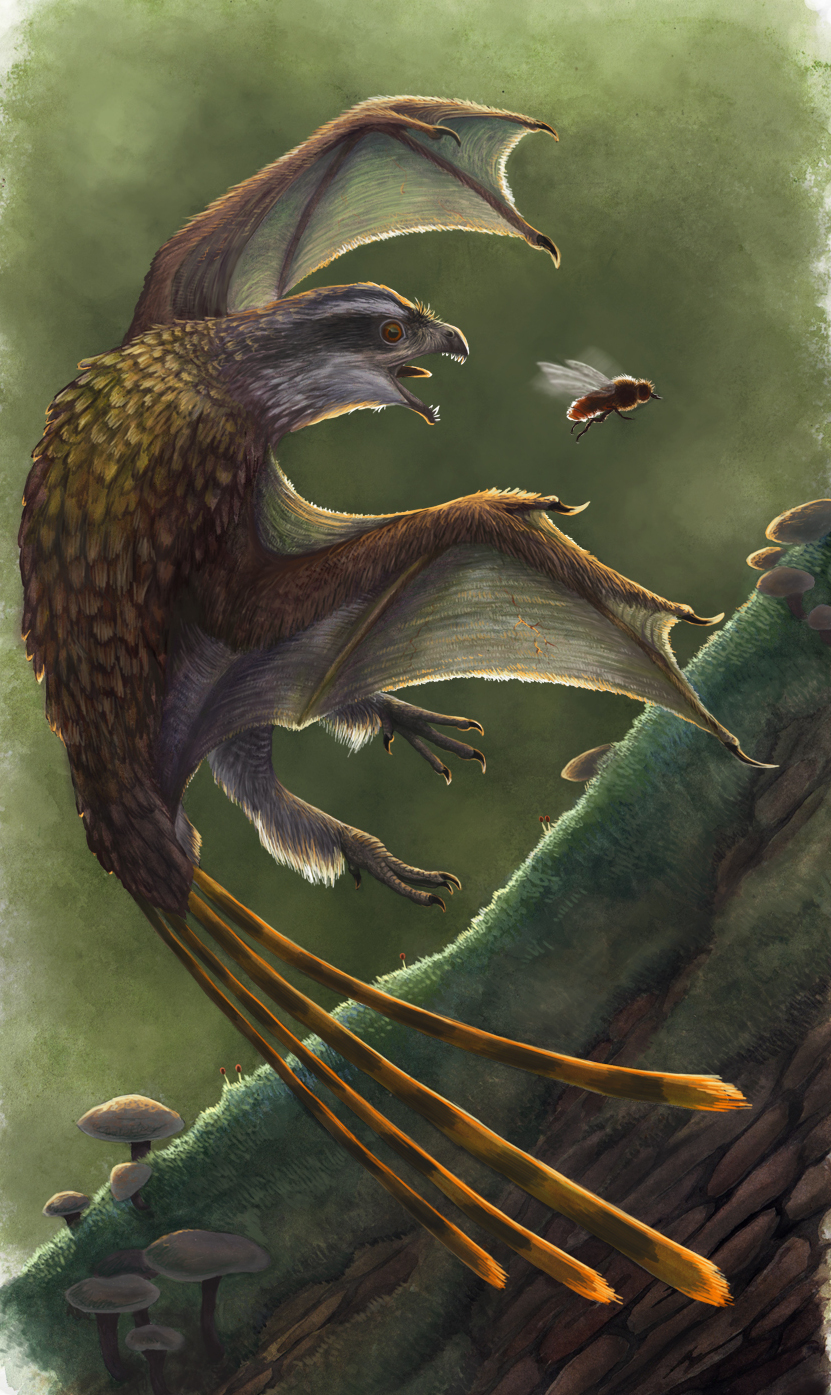
صورة تخيلية لشكل الديناصور يي (يشبه الخفاش). عثر على أحفورته في الصين

عاشت الطيور الحقيقية الأولى في زمن الديناصورات، وكانت مكسوّة بالريش ويصل حجمها لحجم الغراب، وكانت لها أسنان مثل أسنان الزواحف، كما كانت لها أذناب مثل أذناب السحالي، وهذه الأذناب كانت مغطاةً بالريش كذلك الأمر، وقد استدل العلماء على جميع هذه المعطيات من خلال عينة أحفورية تم العثور عليها سنة 1861 في جنوب ألمانيا تمثّل كائنًا شبيهًا بالسحالي إلا أن طبعات ريشه كانت شديدة الوضوح، فقال الخبراء أنه صلة الوصل والحلقة المفقودة بين الزواحف والطيور، وأطلقوا عليه تسمية «الطائر العتيق» (باللاتينية: Archaeopteryx؛ نقحرة: أركيوبتركس). ظهر هذا الاكتشاف بعد سنتين فقط من نشر تشارلز داروين مؤلفه العلمي «أصل الأنواع» (بالإنجليزية: The Origin of Species)، وقد أثار هذا الاكتشاف جدالاً حادًا جديدًا بين العلماء والأشخاص المؤمنين بنظرية التطور وأولئك المؤمنين بنظرية الخلق. إن هذه الكائنات شديدة الشبه بالديناصورات، لدرجة أن إحدى النماذج التي لا تظهر فيها طبعات الريش واضحة، أخطأ العلماء وقامو بتصنيفها على أنها تعود للديناصور مشذب الفك كومبسوغناثوس.

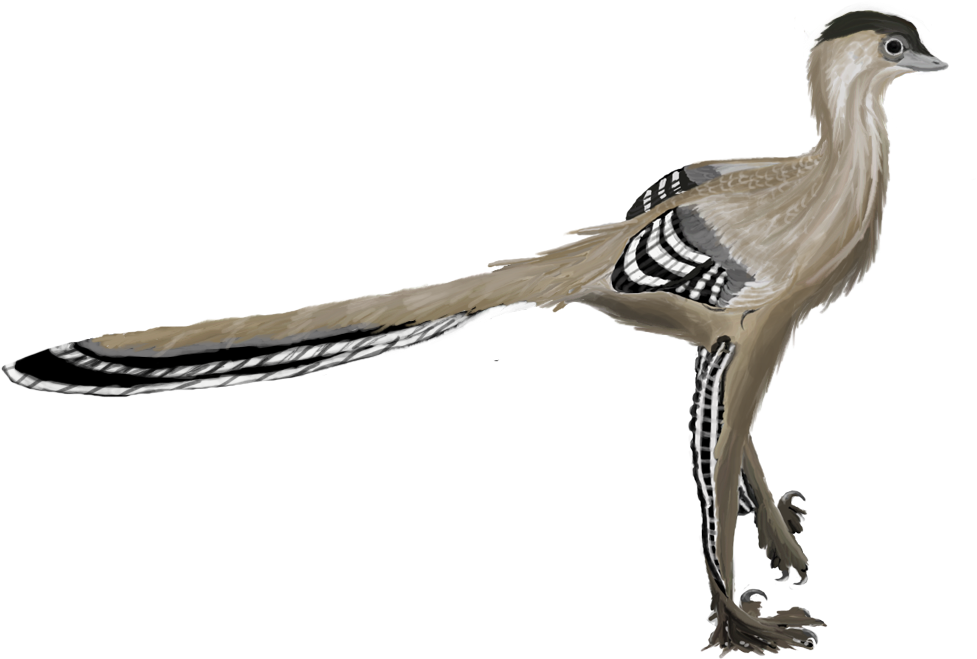
رسم رقمي لديناصور التنين الراقد مايلونغ، أحد أجناس الديناصورات جارحة الأسنان المريشة.

اكتشف العلماء عددًا كبيرًا من الديناصورات المريشة خلال عقد التسعينيات من القرن العشرين، الأمر الذي دعم النظرية القائلة بأنها أسلاف الطيور بشكل أكبر. وقد عُثر على معظم هذه المستحثات في تكوين «تشيان» الصخري في منطقة لياونينغ، شمالي شرق الصين، التي كانت تُشكل جزءًا من جزيرة قاريّة خلال العصر الطباشيري. يقول العلماء أنه على الرغم من أن الديناصورات المريّشة هي بمعظمها ديناصورات طيريّة، فإنه يُحتمل أن تكون الديناصورات غير الطيريّة أو بعض أنواعها وفصائلها قد اكتسى بالريش. تنقسم الديناصورات المريّشة إلى فئتين: ذوات الريش البدائي، وذوات الريش النصلي، والأولى غير معروفة إلا من فصائل من قاعدة مجموعة العظاءات الحلقية ريشها نحيف ذي بنية خيطية، من شاكلة: الديناصورات مشذبة الفك (باللاتينية: Compsognathidae) وزاحفيّة الجناح الصينية (باللاتينية: Sinosauropteryx)، أما الثانية فهي معروفة من مجموعة ذات الأيادي السالبة وهي تشمل فصائل عديدة مثل كواسر البيض (باللاتينية: Oviraptorosauria) وجارحة الأسنان (باللاتينية: Troodontidae) والطيور المعاصرة. لم تنجو نظرية الديناصورات المريشة من الانتقاد اللاذع، فقد قال بعض العلماء أن آثار الريش البدائي ماهي إلا ألياف كولاجينية متحللة كانت تُشكل جزءًا من أهاب تلك الكائنات، وإن ذات الأيادي السالبة التي تظهر ارتباطًا وثيقًا بالطيور ليست ديناصورات على الإطلاق بل كائنات تطورت بشكل مواز للديناصورات، إلا أن هذا الرأي ما زال مرفوضًا من الأغلبية الساحقة من العلماء، لدرجة أن بعضهم يشك في مدى علميّة ما قيل.

### الهيكل العظمي
تعدّ الديناصورات المريشة صلة الوصل بين الطيور والزواحف بما أنها تمتلك أبرز سمات الطيور المعاصرة، ألا وهي الريش. إلا أن البنية العظمية لكلا الأصنوفتين هي ما يمثل الدليل الحاسم على هذا الافتراض بالنسبة للعلماء، حيث أن هناك مواقع عديدة في الهياكل العظمية للطيور والديناصورات ذات شبه عظيم، ومنها: العنق، الحوض، المعصم، الذراع، الحزام الصدري، الفريقة، وعظم الصدر أو رافدة القص. يمكن التأكد من مدى وثق العلاقة بين الديناصورات والطيور عند مقارنة هياكلها العظمية من خلال تحليل ودراسة الأفرع الحيوية.

### الأعضاء الداخلية

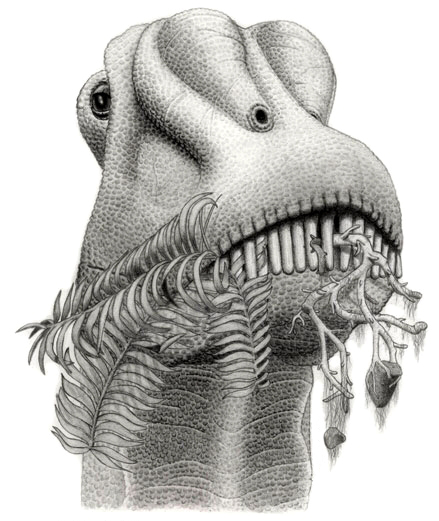
رسم لديناصور طويل العنق يبتلع حصوات عالقة بالنباتات التي يقتات عليها.

كان للديناصورات اللاحمة الكبرى نظام أكياس هوائية معقد شبيه بذاك الخاص بالطيور المعاصرة، وفقًا لدراسة قام بها الدكتور باتريك أوكونر من جامعة أوهايو، ويفيد الأخير بأنه يُحتمل أن تكون رئات الديناصورات الثيروبوديّة تنفخ الهواء في أكياس فارغة موجودة داخل هيكلها العظمي كما في حالة الطيور، حيث قال: «ما كان يُعتقد سابقًا أنه خاصيّة فريدة بالطيور ظهر بأنه كان موجودًا عند أسلافها القديمة». قام العلماء بوصف نوع جديد من الديناصورات في سنة 2008 أطلقوا عليه تسمية «الديناصور هوائي العظم» (Aerosteon riocoloradensis) وذلك في النشرة العلمية الإلكترونية PLoS ONE، حيث قالوا أن هيكله العظمي يقدم أفضل دليل حتى الآن على وجود ديناصورات ذات أعضاء تنفسيّة شبيهة بالأعضاء التنفسية عند الطيور، بعد أن أظهر التصوير المقطعي المحوسب لهذا الهيكل العظمي وجود أكياس هوائية في تجويفه.
من الأدلّة الأخرى التي يستدل بها العلماء على مدى قرابة الديناصورات والطيور، هي استخدام كلا الأصنوفتين لما يُعرف باسم «حصوات القانصة» أو «حصوات الأحشاء»، وهي الحصى التي تبتلعها الحيوانات لتساعدها على الهضم عبر طحن وتكسير الغذاء والألياف القاسية عن طريق تقلبها داخل المعدة، وقد عُثر على عدد من هذه الحصوات داخل بعض الأحافير للديناصورات والطيور القديمة على حد سواء.

### البيولوجيا الإنجابية

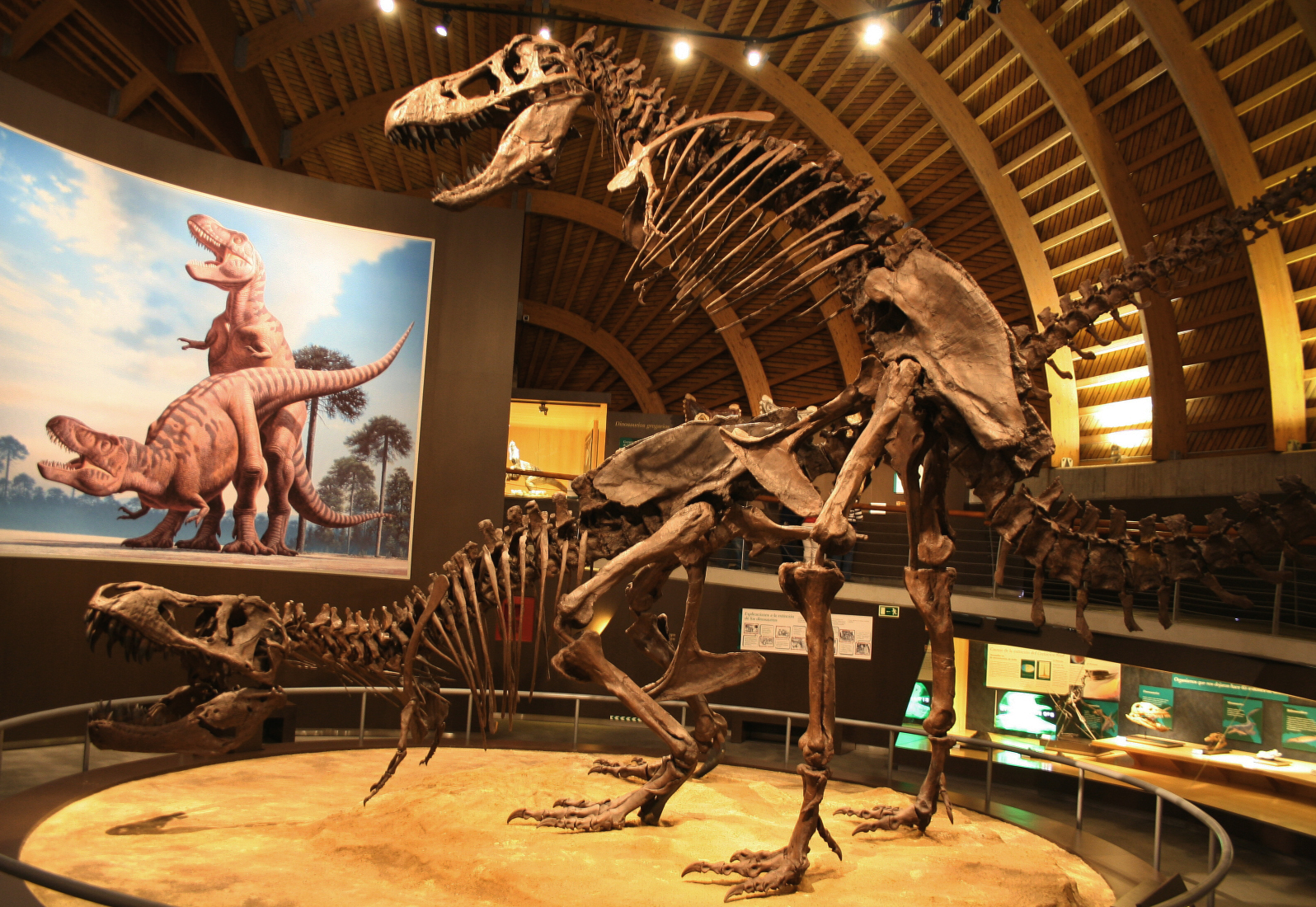
هيكلين عظميين لتيرانوصورين في وضعيّة التزاوج، المتحف الجوراسي في أستورياس، إسبانيا.

أدّى اكتشاف بعض الخصائص الإنجابيّة في الهيكل العظمي للتيرانوصور إلى دعم النظرية القائلة بأن الديناصورات والطيور تطورت من سلف مشترك بشكل أكبر من السابق، كذلك سمح هذا الاكتشاف للعلماء أن يقوموا بتحديد جنس ديناصور لأول مرّة. تتخلص نتيجة هذا الاكتشاف بأن إناث التيرانوصور كانت تضع بيضها بطريقة مماثلة لطريقة الطيور، فإناث الطير تنمو لها غظمة مميزة بين القسم الخارجي الصلب من العظم ونخاعها، يُطلق عليها تسمية «العظمة النخاعيّة»، وهي عظمة غنيّة بالكالسيوم تُساعد في تكوين قشر البيض. وقد لاحظ العلماء وجود أنسجة عظميّة تبطّن التجاويف النخاعيّة في بعض أجزاء الطرف الخلفي من عينة التيرانوصور هذه، مما يعني أنه يُحتمل أن تكون قد استخدمت هذه الخاصية لوضع بيضها تمامًا كما تفعل الطيور.
أظهرت أبحاث أخرى وجود هذه العظمة النخاعيّة عند فصائل أخرى من الديناصورات مثل الألوصور والتينونتوصور، وبما أن مسار النشوء والتطور الذي سلكته الألوصورات والتيرانوصورات بعيد عن ذاك الذي سلكته التينونتوصورات، فإنه يمكن القول بأن جميع الأجناس والفصائل امتلكت عظمًا نخاعيًا. عُثر على هذه العظام في عينات يافعة لمّا تصل بعد إلى حجمها الكامل، مما يعني أن الديناصورات كانت تبلغ جنسيًا بشكل سريع مقارنة بغيرها من الحيوانات الضخمة.

### السلوك
أظهرت إحدى المستحثات المكتشفة حديثًا ديناصورًا من جنس جارحة الأسنان ورأسه تحت يديه، وقد قال الخبراء أن هذه الوضعيّة ماهي إلاّ وضعية النوم، وبالتالي فإن هذا الحيوان بالذات نفق أثناء نومه، ويُلاحظ أن الطيور المعاصرة تنام في كثير من الأحيان ورأسها تحت جناحها، الأمر الذي يُساعدها على الدفء، لذا لعلّ هذه الخاصيّة السلوكيّة إحدى الخصائص التي توارثتها الطيور من أسلافها الديناصورات.

## الانقراض
اندثرت الديناصورات غير الطيريّة من على وجه الأرض بشكل مفاجئ منذ حوالي 65 مليون سنة، ومعها اختفت مجموعات أخرى عديدة من الحيوانات، بما فيها: الأمونيتات، الزواحف السمكية، الزواحف الميزية أو الموزاصورات، البلصورات، والزواحف المجنحة أو البتروصورات، بالإضافة لأغلب أصناف الطيور وفصائل عديدة من الثدييات. يُعرف حدث الانقراض الجماعي هذا باسم «حدث انقراض العصر الطباشيري-الباليوجيني»، وقد كان موضع جدال كبير للعلماء منذ عقد السبعينيات من القرن العشرين؛ الأمر الذي وفّر عدد من النظريات المختلفة الموجودة حاليًا والتي تحاول تفسير ما حدث. أبرز هذه النظريات وأوسعها انتشارًا هي تلك المعروفة «بحدث الاصطدام» وتتلخص في أن كويكبًا ضخمًا ضرب الأرض وفتك بكثير من أشكال الحياة، إلا أن بعض العلماء يدعم نظريات أخرى، وبعضهم الآخر يقول بأن عددًا من العوامل من نظريات مختلفة تضافرت مع بعضها البعض وأفنت الديناصورات.

### تغيّر المناخ
لم يكن هناك من قلنسوات جليدية عند القطبين خلال ذروة الدهر الوسيط، ويُقدّر العلماء أن مستوى البحر كان أعلى من مستواه الحالي بمقدار يتراوح بين 100 إلى 250 متر (300 إلى 800 قدم)، كذلك كانت درجات الحرارة أكثر تقاربًا من بعضها، حيث كانت الحرارة عند القطبين تختلف عن الحرارة عند خط الاستواء بفارق 25 °مئوية (77 °فهرنهايت)، أما درجات الحرارة في الغلاف الجوي فكانت أعلى من معدلها الحالي بكثير، ففي القطبين على سبيل المثال كانت درجات الحرارة تفوق معدلها الحالي بحوالي 50 °مئوية (122 °فهرنهايت).
كانت تركيبة الغلاف الجوي أثناء الدهر الوسيط مختلفة كذلك الأمر عمّا هي عليه اليوم، حيث كانت نسبة ثاني أكسيد الكربون أعلى باثني عشر مرة من معدلاتها الحالية، وتراوحت نسبة الأكسجين بين 32% و 35% من إجمالي مكونات الغلاف، مقارنة بنسبة 21% حاليًا. أخذت بيئة كوكب الأرض تتغير بشكل جذري خلال أواخر العصر الطباشيري، فتراجعت نسبة الثورات البركانية بشكل كبير، مما جعل حرارة الأرض تبدأ بالانخفاض تدريجيًا مع انخفاض نسبة ثاني أكسيد الكربون بالجو، كذلك أخذت معدلات الأكسجين تتراجع بشكل ملحوظ، وفي نهاية المطاف انخفضت بشكل عظيم. يفترض بعض العلماء أن التغيّر المناخي بالإضافة إلى انخفاض نسبة الأكسجين أدّى إلى تراجع أعداد الكثير من الأنواع، ولو كان للديناصورات أجهزة تنفسية شبيهة بأجهزة الطيور المعاصرة، فلعلّها واجهت وقتًا عصيبًا خلال هذه الفترة لعدم تمكنها من التنفس بشكل جيّد بفعل تعطش أجسادها الضخمة لكميات كبيرة من الأكسجين.

### حدث الاصطدام

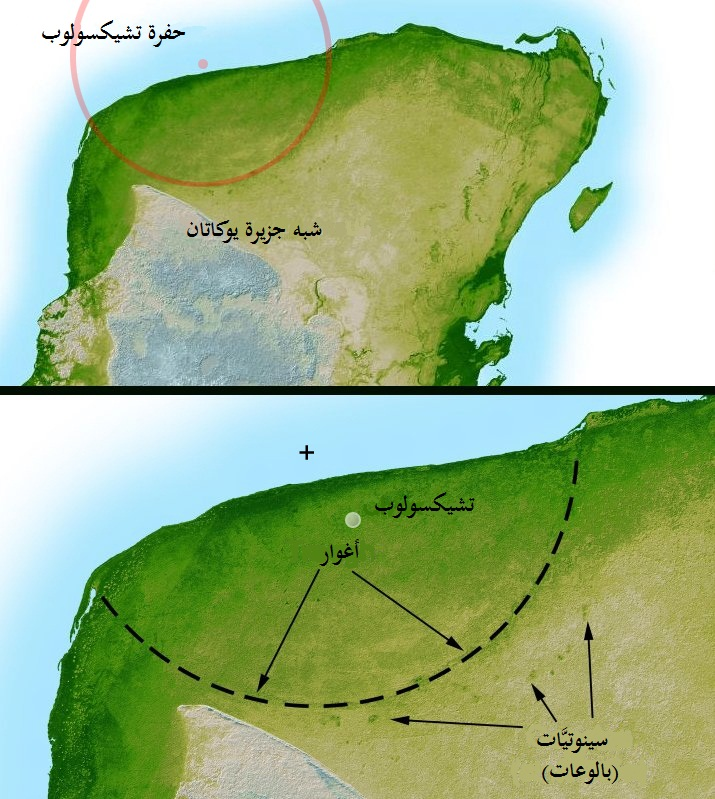
موقع فوهة شيكسولوب في شبه جزيرة يوكاتان المكسيكية، والتي يُرجح معظم العلماء أنها موقع الاصطدام الذي سبب انقراض الديناصورات نهاية العصر الطباشيري.

اقترح البروفيسور والتر ألڤاريز في سنة 1980 فرضية مفادها أن كويكبًا اصطدم بالأرض في أواخر العصر الطباشيري منذ حوالي 65.5 مليون سنة، وتسبب في اندثار الديناصورات، ويدعم ألڤاريز نظريته بقوله إن طبقات الأرض من تلك الحقبة تُظهر ارتفاعًا مفاجئًا في مستويات الإريديوم. تفيد الأدلّة العديدة التي عُثر عليها أن شهابًا متفجرًا يتراوح قطره بين 5 إلى 15 كيلومترًا (3 إلى 9 أميال) ضرب شبه جزيرة يوكاتان بأمريكا الوسطى، مما أوجد «فوهة شيكسولوب» البالغ قطرها حوالي 180 كيلومترًا (110 أميال) وقضى على أشكال متنوعة من الحياة على سطح الكوكب. وما زال العلماء غير واثقين إن كانت الديناصورات في ذلك الحين كانت مزدهرةً أم أن أعدادها كانت تتناقص لأسباب طبيعية. يقول بعض العلماء أن اصطدام الكويكب سبب انخفاضًا حادًا غير طبيعي في درجة حرارة الجو، فيما البعض الآخر يقول العكس، أي أنه تسبب في ظهور موجة حرّ خانقة اجتاحت الكوكب.
يفترض العلماء أن انقراض الديناصورات حصل في وتيرةٍ سريعةٍ للغاية، على الرغم من أن استنتاج ذلك من خلال دراسة الأحافير وحدها مستحيل عمليًا. يقول أنصار هذه النظرية أن الاصطدام تسبب في نفوق الديناصورات بشكل مباشر وغير مباشر على حد سواء، فقد قُتلت الكثير من الحيوانات فورًا بفعل الحرارة الشديدة الناجمة عن الاصطدام، ونفق ما تبقى من الديناصورات بسبب انخفاض حرارة الأرض بعد أن حُجبت أشعة الشمس بفعل الغبار الكثيف والركام الناجم عن الصدمة.
قام علماء أمريكيون بالتعاون مع آخرون تشيكيّون في شهر سبتمبر من سنة 2007 بمحاولة تحديد مصدر الكويكب الذي أوجد فوّهة شيكسولوب، وباستخدام المحاكاة الحاسوبيّة واستنتجوا أن احتمال أن يكون مصدر الكويكب هو الكويكب العملاق المُسمى «المعمداني» (بالإنجليزية: Baptistina) تصل إلى 90%. يصل قطر هذا الكويكب إلى 160 كيلومترًا (100 ميل)، وهو يقع ضمن حزام الكويكبات بين المريخ والمشتري، ولعلّ أحد الكويكبات الأصغر حجمًا وغير المسماة بعد، والبالغ قطره 55 كيلومترًا (35 ميلاً) اصطدم به منذ حوالي 160 مليون سنة، وقد أدّى هذا الاصطدام إلى تفتيت المعمداني مما أوجد عنقودًا كويكبيًا لا يزال موجودًا حتى اليوم ويُعرف باسم العنقود المعمداني. أظهرت الحسابات أن بعض ذلك الفتات توجه نحو الأرض بعد الاصطدام، وأحدها كان حجرًا نيزكيًا ذي قطر يساوي 10 كيلومترات (6 أميال)، اخترق الغلاف الجوي واصطدم بشبه جزيرة يوكاتان منذ حوالي 65 مليون سنة، وتسبب في وجود فوّهة شيكسولوب.
من التفسيرات المشابهة لانقراض الديناصورات النظرية الأكثر جدلاً والتي تقول أن عبور النجم الثنائي الافتراضي «نيميسس» سحابة أورط التي يُعتقد أنها تشكل مصدر المذنبات الرئيسي في النظام الشمسي، أدّى إلى تبعثر عدد كبير منها، واصطدام إحداها -أو ربما بعضها- بالأرض في نهاية المطاف مما تسبب بنفوق الكثير من الكائنات الحية. وكما في نظرية الكويكب، فإن حصيلة اصطدام المذنب أو هطول الكثير منها كانت انخفاض درجات الحرارة بشكل سريع تلتها فترة طويلة من البرد والصقيع أفنت معها الديناصورات الناجية من الانقراض.

### مصاطب الدكن

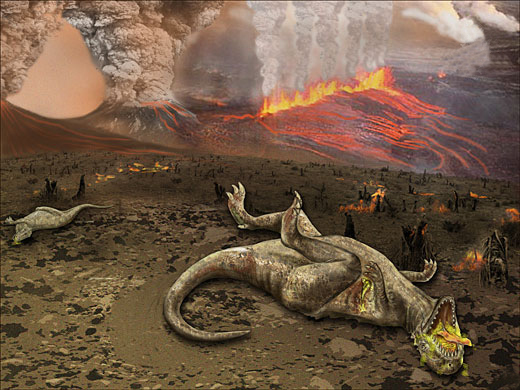
رسم يُظهر نفوق الديناصورات في مصاطب الدكن بسلسلة جبال الغات الغربيّة، الهند.

قبل سنة 2000، كان القائلون بنظرية الانقراض بفعل مصاطب الدكن البازلتيّة الفيضيّة يربطون بينها وبين النظرية القائلة بحدوث الانقراض بشكل تدريجي طيلة قرون عديدة. والمصاطب الفيضيّة هي تكوينات حممية بازلتيّة ظهر بعضها نتيجة ثوران بركاني عظيم وبعضها الآخر نتيجة ثورات متعددة، وكوّنت هضاب كثيرة وسلاسل جبليّة على مختلف القارّات، ويقول أنصار هذه النظرية أن المصاطب بدأت بالظهور منذ حوالي 68 مليون سنة، واستمرت تظهر طيلة مليونيّ عام. غير أن بعض الدلائل تشير إلى أن ثلثيّ المصاطب ظهر خلال مليون سنة فقط، أي منذ حوالي 65.5 ملايين سنة، وبالتالي فإن كانت هذه النظرية صحيحة، فإن هذا يعني أن المصاطب سببت انقراضًا سريعًا للديناصورات وليس انقراضًا تدريجيًا، حيث يُحتمل أن تكون كافّة الأنواع والفصائل قد اندثرت خلال آلاف السنين، لكن هذه الفترة تبقى طويلة على الرغم من ذلك عند مقارنتها بالفترة التي يُفترض أن الديناصورات استغرقتها لتندثر بفعل اصطدام كويكب أو مذنب بالأرض.
يُحتمل أن تكون مصاطب الدكن قد ساهمت بانقراض الديناصورات عبر أكثر من وسيلة، بما في ذلك إطلاقها لكميات كبيرة من الغبار والهباء الكبريتي في الجو، الأمر الذي حجب أشعة الشمس، فلم تعد النباتات قادرة على توليد غذائها عبر عملية التركيب الضوئي، فذبل الكثير منها، ومات الكثير من الديناصورات العاشبة بعد أن فقدت مصدر غذائها، ثم لحقتها اللواحم بدورها. أيضًا يُحتمل أن النشاط البركاني أسفر عنه انبعاثات كثيفة لثاني أكسيد الكربون، مما يعني أن الأرض عانت من احتباس حراري، بعد أن انقشع الغبار والهباء، كان له كبير الأثر على الحياة النباتية والكائنات التي اعتمدت عليها. يقول بعض العلماء أنه قبل الانقراض الجماعي للديناصورات، ساهمت الانبعاثات الغازية البركانيّة خلال تكوّن مصاطب الدكن، ساهمت «بحدوث احتباس حراري عالميّ كبير، وتشير بعض البيانات إلى أن معدّل ارتفاع درجات الحرارة خلال النصف مليون سنة السابقة على الاصطدام في شيكسولوب وصل إلى 8 °مئوية (46.4 °فهرنهايت)».
قال البروفيسور لويس ألڤاريز (توفي سنة 1988) خلال الفترة التي كان فيها القائلون بنظرية مصاطب الدكن يربطون بينها وبين الانقراض البطيء للديناصورات، أن علماء الأحياء القديمة أضلّتهم بيانات متفرقة، وأنه لا يمكن القول بصحة رأيهم، لكن هذا لم يؤخذ بعين الاعتبار إلا بعد سنوات من الدراسات الميدانية المكثفة لمواقع الاكتشافات، وفي نهاية المطاف أخذت الأغلبية الساحقة من علماء الأحياء القديمة تتقبل فكرة أن الانقراض الجماعي الذي حصل في أواخر العصر الطباشيري إنما هو نتيجة اصطدام جسم كوني بالأرض على الأغلب. لكن على الرغم من ذلك، يقول البروفيسور والتر ألڤاريز، ابن البروفيسور سالف الذكر، أن الأرض كانت عرضة لتغييرات هائلة طيل الفترة السابقة على الاصطدام، ومن هذه التغييرات: انخفاض مستوى البحر وحصول ثورات بركانية هائلة كوّنت مصاطب الدكن، ولعلّ هذه الأحداث أيضًا ساهمت في اندثار الديناصورات، وكان الاصطدام بمثابة الضربة القاضية.

### الفشل في التأقلم مع الظروف المتغيرة
قال بعض العلماء أن النباتات المزهرة مغطاة البذور أصبحت تُشكل جزءًا مهمًا من النظام البيئي بحلول منتصف العصر الطباشيري، مستبدلة بذلك عاريات البذور مثل الصنوبريات التي هيمنت على المنظر الطبيعي طيلة ملايين السنين. يُظهر براز الديناصورات المتحجر أن بعض آكلات الأعشاب اقتاتت على مغطاة البذور، بينما استمرت الأغلبية منها تقتات على عاريات البذور بشكل رئيسي، وقد تبيّن من خلال التحاليل الإحصائية أن الديناصورات لم تتفرع لأنواع وفصائل جديدة مختلفة خلال أواخر العصر الطباشيري، كما كان يُعتقد في السابق، فقال داعموا هذه النظرية أن الديناصورات فشلت في التأقلم مع المتغيرات البيئية حولها، ولم تستطع أن تزدهر لتظهر منها أشكال جديدة، وكان هذا الجمود في تاريخ نشوئها هو ما حكم عليها بالفناء.

### ناجين محتملين في العصر الحديث المبكر

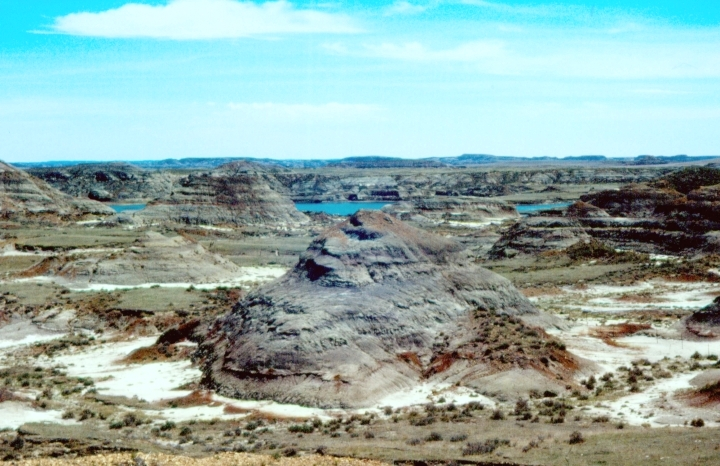
تكوينة جدول الجحيم في ولاية مونتانا الأمريكية حيث عُثر على مستحثات يُحتمل أنها تعود للعصر الحديث المبكر.

عثر العلماء في أحيان نادرة على بقايا ديناصورات في الطبقات الصخرية التي تُشكل حدود الطباشيري-الباليوجين. أفاد عالمان في سنة 2001 أنهما عثرا على عظمة ساق واحدة لتعود لديناصور بطي المنقار في حوض نهر سان خوان في ولاية نيو مكسيكو الأمريكية، ووصفا ذلك بأنها دليل على ديناصورات الباليوسين، والتكوين الذي تم اكتشاف العظمة فيه يعود تاريخه إلى عصر الباليوسين المبكر قبل حوالي 64.5 ملايين سنة، فقالوا بأنها تمثل دليلاً على أن بعض الديناصورات على الأقل نجت واستمرت حية حتى العصر الحديث المبكر. ولو صحّ هذا الكلام وكانت العظمة بالفعل تقبع في تلك الطبقة الصخرية بشكل طبيعي ولم تزحل إليها بفعل العوامل الطبيعية، فإن ذلك يعني أن الديناصورات عاشت على سطح الأرض طيلة نصف مليون سنة على الأقل من الدهر الحديث. من الأدلّة الأخرى التي تدعم هذا القول، البقايا التي عُثر عليها في تكوينة جدول الجحيم بطبقات صخرية تعلو حدود زمن حدث الاصطدام بحوالي 1.3 أمتار (51 إنشًا)، أي أنها أصغر سنًا بحوالي 40,000 سنة، كذلك عُثر على أدلّة مشابهة من مواقع مختلفة حول العالم بما في ذلك الصين. يؤمن كثير من العلماء أن هذه المستحاثات ليست إلا أحافير من أزمنة سابقة جُرفت مع مرور الزمن من موقعها الأساسي وقبعت في طبقات صخرية أعلى ثمّ تغطت بالرواسب، غير أن تأريخ العظام لا يدعم هذا القول، حيث أن معظم التحاليل تُظهر أن العظام تبلغ من العمر 64.8 ± 0.9 ملايين سنة. ولوّ صحّ هذا، فإن ذلك لا يلغي الأفكار المختلفة القائلة بانقراض الأغلبية العظمى من الديناصورات في زمن سابق.

## تاريخ الاكتشافات
عرفت شعوب مختلفة عظام الديناصورات منذ آلاف السنين، إلا أن ماهيّتها وطبيعتها الحقيقية لم تكن معلومة بعد. اعتقد الصينيون القدماء أن عظام الديناصورات (بالصينية: 恐龍؛ نقحرة: كونجلونغ = التنين الرهيب) تعود لتنانين، وقاموا بتوثيقها في سجلاتهم التاريخية بهذه الصفة، ومن أبرز الأمثلة على ذلك كتاب هوا يانغ جاو زي المؤلّف أثناء عهد سلالة جين الغربية، وفيه ذُكر اكتشاف عظام تنانين في منطقة ووتشينغ في مقاطعة سيشوان. كان القروييون في أواسط الصين، وما زالوا، يستخرجون عظام «التنانين» المتحجرة ويطحنوها كي يصنعوا منها مسحوقًا يُستخدم في الطب التقليدي. أما في أوروبا خلال القرون الوسطى، كان الناس يعتقدون أن العظام المتحجرة ماهي إلا بقايا عمالقة وكائنات أخرى نفقت أثناء طوفان نوح.

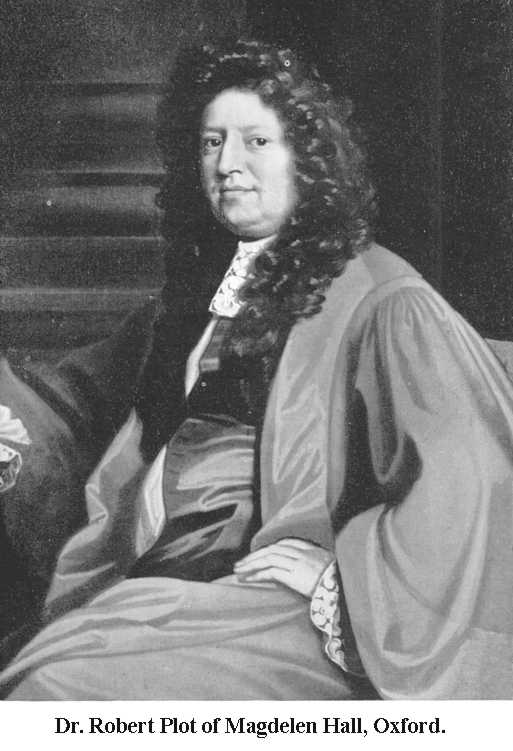
الدكتور روبرت بلوت، أوّل من درس عظمة تعود لديناصور.

ظهرت أوّل دراسة علميّة لما يُعرف اليوم باسم عظام الديناصورات في إنجلترا خلال أواخر القرن السابع عشر. عُثر على أوّل عظمة دُرست بشكل علمي في إحدى مقالع الحجارة بإحدى بلدات أوكسفوردشاير سنة 1676، وكانت عبارة عن عظمة فخذ تعود لميغالوصور. أُرسلت هذه العظمة إلى روبرت بلوت، أستاذ مادة الكيمياء في جامعة أوكسفورد، والأمين الأول لمتحف أشموليان، الذي نشر تقريرًا حولها في مؤلفه «التاريخ الطبيعي لأوكسفوردشاير» (بالإنجليزية: Natural History of Oxfordshire) سنة 1677. عرّف بلوت العينة بأنها عظمة فخذ حيوان ضخم، وقال بأنها ضخمة جدًا ولا يمكن أن تعود لأي حيوان معاصر معروف، لذا اعتبر بأنها ترجع لإنسان عملاق شبيه بأولئك المذكورون في الكتاب المقدس. كان إدوارد هلويد، وهو صديق مقرّب من السير إسحق نيوتن، أوّل من أطلق تسمية علمية على تلك الكائنات عندما درس سن إحداها، والتي تبيّن لاحقًا أنها تعود لديناصور طويل العنق، عُثر عليها في بلدة كازويل في أوكسفوردشاير.

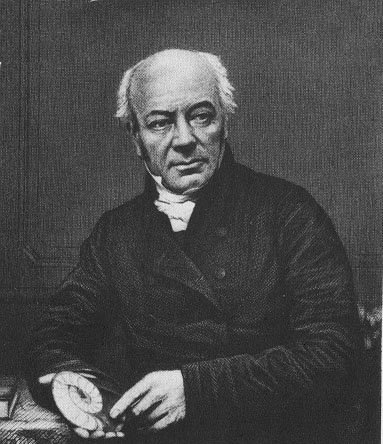
وليام باكلاند.

خلال الفترة الممتدة بين عاميّ 1815 و1824، قام أستاذ علم طبقات الأرض في جامعة أوكسفورد، وليام باكلاند، بتجميع المزيد من عظام الميغالوصور المتحجرة، وأصبح أوّل شخص يصف ديناصورًا في مجلة دورية علمية. وفي سنة 1822، اكتشفت ماري آن مانتل، زوجة عالم طبقات الأرض الإنجليزي «جدعون مانتل» الجنس الثاني الذي تمّ وصفه من الديناصورات، ألا وهو الإغوانودون، وقد لاحظ زوجها وجود شبه بين ما اكتشفته نسخة محفوظة 15 فبراير 2009 على موقع واي باك مشين. وعظام عظاءات الإغوانة المعاصرة، ونشر ملاحظاته حول هذا الشأن في سنة 1825.
سرعان ما أصبحت دراسة تلك «العظاءات المتحجرة العظيمة» تستقطب اهتمام الكثير من العلماء الأوروبيين والأمريكيين، وفي سنة 1842 ابتدع عالم الأحياء القديمة الإنجليزي، السير ريتشارد أوين، تسمية «ديناصور»، وقرر وضع الأجناس التي كانت قد اكتُشفت حتى ذلك الوقت، وهي: الإغوانودون والميغالوصور والهايليوصور، في مجموعة تصنيفية واحدة، بعد أن تبيّن له أنها تتشارك في صفات عديد. تمكن أوين من خلال الدعم المادي الذي حصل عليه من الأمير ألبرت، زوج الملكة ڤيكتوريا، تمكن من إنشاء متحف التاريخ الطبيعي في لندن، المخصص لعرض ما اكتُشف من أحافير على الجزر البريطانية، بالإضافة لمجموعات جيولوجية وأحيائية أخرى.
اكتشف أوّل ديناصور في أمريكا الشمالية سنة 1858، وذلك في إحدى حفر طين المرل في بلدة هادونفيلد بولاية نيو جيرسي في الولايات المتحدة، وكان بعض الأشخاص قد عثروا على مستحثات قبل ذلك التاريخ، إلا أنها لم تُعرّف بشكل علمي دقيق. أطلق العلماء على ذلك الأحفور تسمية Hadrosaurus foulkii، وقد شكّل العثور عليه اكتشافًا مهمًا للغاية، إذ كان إحدى أوّل الهياكل العظمية شبه الكاملة، وظهر من خلال دراسته أنه كان يسير على قائمتين، مما شكل تغييرًا كبيرًا في الأفكار السائدة في ذلك الوقت، إذ كان العلماء يعتقدون أن الديناصورات كائنات رباعيّة القوائم، وكان ذلك بداية عهد من هوس العلماء الأمريكيين بتلك الكائنات وتهافتهم للتنقيب عليها ودراستها.

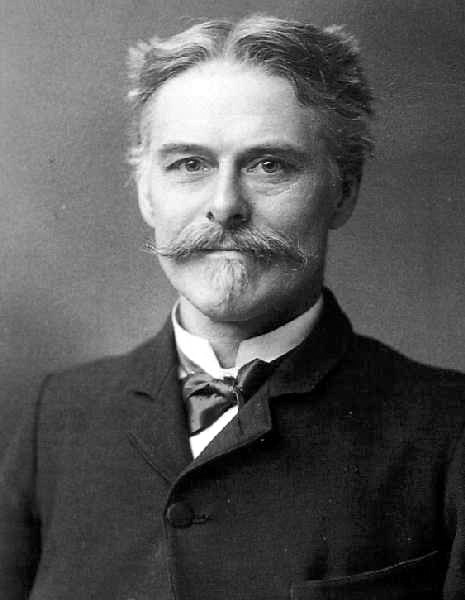
صورة من القرن التاسع عشر للدكتور إدوارد درينكر كوب.

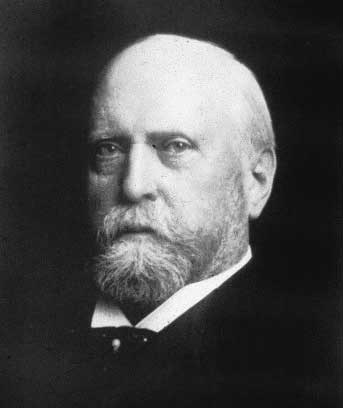
صورة من القرن التاسع عشر للدكتور أوثنييل تشارلز مارش.

أدّى الهوس بالديناصورات إلى بروز منافسة شرسة بين العالمين الأمريكيين، إدوارد درينكر كوب وأوثنييل تشارلز مارش، الذين تسابقا للعثور على أكبر عدد ممكن من الأحافير العائدة لأنواع جديدة، فيما أصبح يُطلق عليه المؤرخون «حرب العظام». يُعتقد بأن الضغينة ظهرت بين الطرفين عندما قال مارش علنًًا أن كوب أعاد تركيب هيكل ألازموصور بشكل معيب، حيث وضع الرأس في الموضع الذي يجب أن يقع فيه طرف الذيل. دام النزاع بين هذين العالمين 30 سنة، ولمّا ينتهي حتى عام 1897 عندما توفي كوب بعد أن أنفق كامل ثروته على أعمال التنقيب عن المستحثات. يُعزى فوز مارش بتلك المنافسة إلى علاقته الوطيدة بالوكالة الأمريكية للمسوحات الجيولوجيّة التي كانت تقدّم له الدعم المالي الكافي وكل ما يحتاجه من معدات، وعلى الرغم من أن هذه المنافسة نجم عنها كشف النقاب عن أنواع كثيرة جديدة، إلا أن العديد من المستحثات الثمينة أصيب بأضرار جسيمة أو تحطم كليًا نتيجة استخدام العالمان لوسائل غير ملائمة في التنقيب واستخراج العظام، مثل استخدام الديناميت لتفجير وتفتيت الصخور حيث تقبع الأحافير. وصل إجمالي ما اكتشفه مارش وكوب من ديناصورات جديدة إلى 142 نوعًا، اكتشف مارش منها 86 نوعًا، وكوب 56 نوع. تُعرض مجموعة اكتشافات كوب حاليًا في المتحف الأمريكي للتاريخ الطبيعي في مدينة نيويورك، أما مجموعة مارش فهي معروضة في متحف بيبودي للتاريخ الطبيعي في جامعة يال.
امتد نطاق البحث عن مستحثات الديناصورات إلى جميع القارات، بما فيها القارة القطبية الجنوبية، بعد سنة 1897. عُثر على أوّل ديناصور قطبي جنوبي في جزيرة روس سنة 1986، وكان من مجموعة الديناصورات المنصهرة، وأطلق عليه العلماء تسمية «الديناصور المدرّع القطبي الجنوبي» أنتاركتوبيلتا، إلا أن أي ديناصور قطبي جنوبي لم يوصف بشكل علمي فعليًا حتى عام 1994، عندما عُثر على نوع لاحم هو الديناصور بارد العرف كرايولوفوصور، ووُصف في إحدى النشرات العلمية الدوريّة.
تشمل مواقع الاكتشافات المهمة حاليًا أماكن عديدة في جنوب أمريكا الجنوبية (وبالأخص في الأرجنتين) وفي الصين. وقد ظهرت الغالبية العظمى من الديناصورات المريشة في البلد الأخير، بسبب الطبيعة المميزة لبعض الأراضي، بالإضافة لمناخها الجاف الذي يُساعد على إيجاد مستحثات ذات أشكال مفصلة.

### «نهضة» الديناصورات
اشتدت موجة التنقيب عن أحافير الديناصورات بشكل بارز منذ عقد السبعينيات من القرن العشرين وما زالت، ويُعزى ذلك إلى اكتشاف الدكتور جون أوستروم للديناصور ذو المخلب الرهيب داينونيكوس، الذي أفادت الأدلّة المتمحضة عن دراسته أنه كان مفترسًا نشطًا حار الدم، أي عكس الفكرة التي كانت سائدة آنذاك، ألا وهي أن الديناصورات كائنات بليدة باردة الدم. تحوّل علم الأحياء الفقارية القديمة إلى علم مهم يُدرّس في الكليّات والجامعات حول العالم بفضل تلك الموجة من الدراسات والتنقيبات، خصوصًا بعد أن وجّه العلماء اهتمامهم نحو مناطق جديدة لم تجر فيها أي تنقيبات في السابق، فاكتُشفت أنواع وفصائل وأجناس جديدة في الهند وأمريكا الجنوبية ومدغشقر والقارة القطبية الجنوبية، إلا أن أهم تلك الاكتشافات وأكثرهًا جذبًا للناس من غير المختصين والعلماء على حد سواء كانت تلك التي برزت في الصين. كذلك أدّى الانتشار الموسع لتطبيق علم الكلاديسيات أو دراسة الأفرع الحيوية، الذي يقوم بتحليل العلاقة بين الكائنات الحية الموجودة والمندثرة، إلى تصنيف الديناصورات بشكل أكثر دقة، مما ساعد على سد الثغور في سجل المستحثات الناقص.

### الاكتشافات في العالم العربي

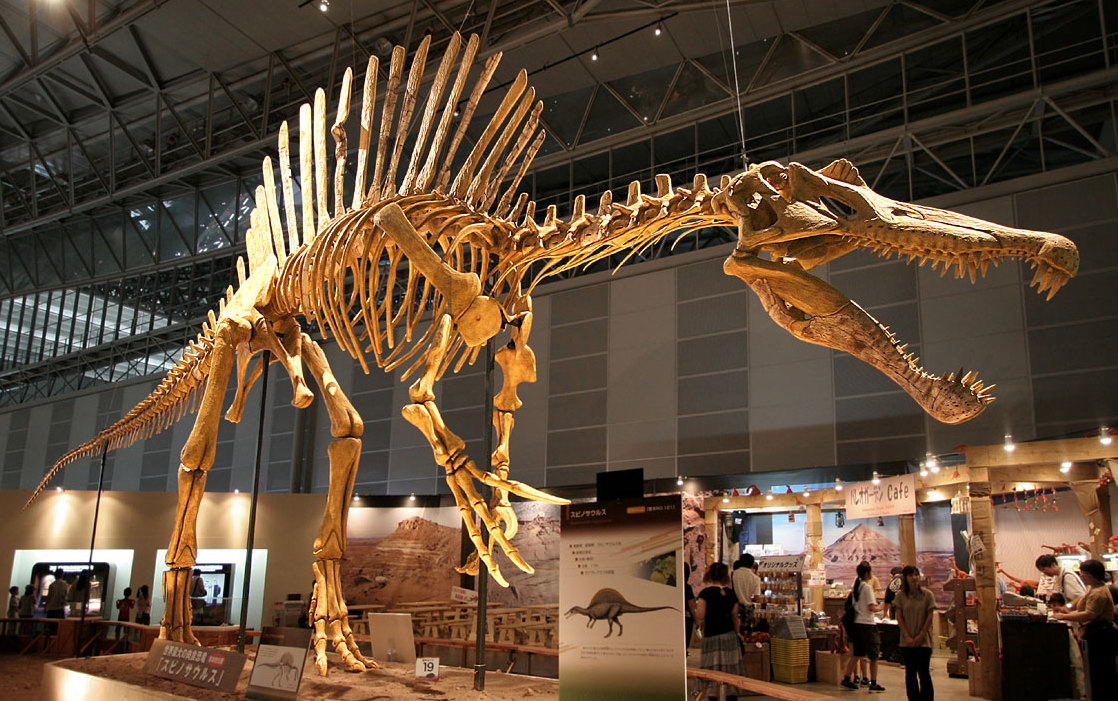
هيكل عظمي لسبينوصور مصري معروض في إحدى المتاحف اليابانية.

يعود تاريخ اكتشاف الديناصورات في الوطن العربي إلى أواسط القرن التاسع عشر، عندما قدم المنطقة عدد من العلماء المستشرقين بهدف دراسة كافة نواحي الحياة والحضارة الشرقية. ومن أبرز المناطق التي عُثر فيها على ديناصورات كانت شمال أفريقيا، وبالتحديد مصر والمغرب. عثر عالم الأحياء القديمة الألماني «أرنست سترومر» على نوع جديد في سنة 1932 في الصحراء المصرية وبعض المواقع الأخرى في النيجر والصحراء الكبرى، وأطلق عليه تسمية «الديناصور المصري» إيدجيبتوصور، وقد حقق سترومر عدد من الاكتشافات المهمة الأخرى في مصر، فكشف النقاب في سنة 1934 عن ديناصور الواحات البحرية بحريّاصور الذي عثر عليه في التكوينات الصخرية للواحات البحرية، وهو أحد أضخم الثيروبودات على الأطلاق، ويُقارع بعض الأنواع الأخرى التي اكتشفها سترومر وغيره من العلماء في شمال أفريقيا، بل والتيرانوصور من أمريكا الشمالية. لكن أهم اكتشاف على الأرجح سواء في مصر أو كامل العالم العربي، كان اكتشاف نوعين من الديناصور الفقري سبينوصور: السبينوصور المصري (Spinosaurus aegyptiacus)، والسبينوصور المغربي (Spinosaurus maroccanus) الذي يُحتمل أن يكون جمهرة من المصري، وهذا الجنس من الديناصورات هو أضخم آكلات اللحوم المكتشفة حتى الآن، ويفوق جميع الثيروبودات حجمًا بما فيها التيرانوصور، ويُعتقد أنه أكبر اللواحم قديمًا وحديثًا، حيث يُقدّر طوله بين 12.6 و 18 مترًا (41 إلى 59 قدمًا) ووزنه بين 7 و 20.9 أطنان.
تشمل المواقع العربية الأخرى التي عُثر فيها على بقايا ديناصورات: لبنان واليمن وفلسطين. فقد عُثر خلال العقد الأول من القرن الحادي والعشرين على أسنان متحجرة تعود لديناصور طويل العنق بالقرب من بلدة جزين في جنوب لبنان، وكانت تلك أوّل مستحثات تعود لديناصور غير طيري يُعثر عليها في لبنان، وقد تبيّن من خلال الدراسات الأوليّة أن ذلك الأحفور يعود لديناصور شبيه بالبراكيوصور، وأنه عاش خلال أوائل العصر الطباشيري. كذلك أفاد البعض أنه تم العثور على طبعات صخريّة لآثار مجموعات متنوعة من الديناصورات بالقرب من قرية مدار باليمن، على بعد 47 كيلومترًا شمال العاصمة صنعاء، وإن صح هذا، فتلك ستكون أوّل آثار لديناصورات يُعثر عليها في شبه الجزيرة العربية. أما في فلسطين، فقد عثر مردخاي صوفر على آثار تعود لديناصور محاكي الطيور سنة 1962 بالقرب من قرية بيت زيت الواقعة غرب مدينة القدس، وقد تبيّن أنها تعود لأواخر العصر الطباشيري كذلك الأمر.

## في الثقافة الإنسانية
استحوذت الديناصورات على مخيلة الناس وأصبحت تُشكل جزءًا مهمًا من الثقافة الإنسانية منذ اكتشافها، وذلك بسبب الفكرة الشائعة التي سيطرت على أذهان البشر، بأن تلك الكائنات مهيبة الشكل وعملاقة في الحجم. تُستخدم كلمة «ديناصور» في الخطاب العاميّ بين الناس لوصف شيء أو شخص ضخم الجثة أو بطيء الحركة، أو عفا عليه الزمن ويُتوقع زواله أو موته، الأمر الذي يعكس الفكرة السائدة عند الناس التي تقول: إن الديناصورات كانت وحوشًا بائدة سيئة التهيؤ غير قادرة على التأقلم مع محيطها ومواجهته.

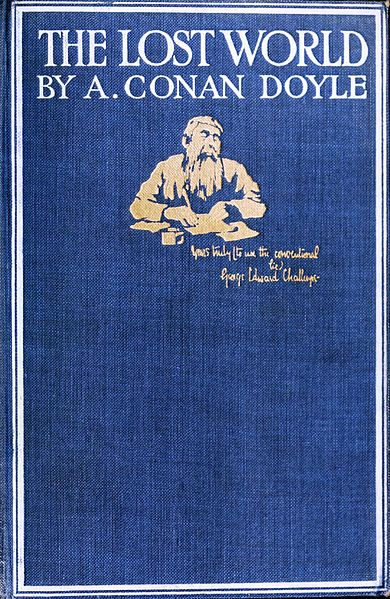
غلاف الطبعة الأولى من كتاب العالم المفقود، أحد أبرز الأعمال الأدبية التي ظهرت فيها الديناصورات.

منحوتة لميغالوصور في حديقة القصر الكريستالي. صُممت هذه المنحوتة بدقة علمية ضعيفة، حيث استند النحّات في عمله على الزواحف المعاصرة.

ظهر تمثيل الديناصورات في الثقافة العامّة لأوّل مرة في إنجلترا خلال العصر الڤيكتوري، عندما عُرضت لها منحوتات في حديقة القصر الكريستالي في لندن سنة 1854، أي بعد 3 عقود من وصف الديناصورات وصفُا علميًا لأول مرة. لاقت هذه المنحوتات شعبيّة كبيرة لدرجة أن التجارة بتماثيل مصغرة تماثلها شكلاً مخصصة للبيع للعامّة كانت إحدى أكثر التجارات ربحًا. افتتحت معارض للديناصورات في الحدائق والمتاحف حول العالم خلال العقود القليلة اللاحقة، مخصصة لتعريف الأجيال اللاحقة على تلك الكائنات بأسلوب مثير. أدّت الشعبية المتزايدة للديناصورات إلى قيام بعض الوجهاء بتمويل بعثات وحملات التنقيب عن بقاياها، الأمر الذي نجم عنه تحقيق عدد من الاكتشافات المهمة، وتبقى حرب العظام إحدى أبرز وجوه ونتائج الشعبية الكبيرة للديناصورات التي دفعت المتاحف إلى التنافس فيما بينها لعرض أكبر عدد من الأحافير للعموم.
كان من الطبيعي ظهور الديناصورات في الروايات الأدبية والأفلام السينمائية وغيرها من الوسائط الإعلامية بعد أن حظيت بشهرة واسعة في صفوف العامّة. ذُكرت الديناصورات لأول مرة في عمل أدبي سنة 1852، وذلك في رواية للكاتب تشارلز ديكنز تحمل عنوان «المنزل الكئيب»، ومنذ ذلك الحين والديناصورات تظهر في قصص خيالية عديدة، لعلّ أبرزها كتاب العالم المفقود من سنة 1912، للسير آرثر كونان دويل، وفيلم «كينغ كونغ» الإبداعي من سنة 1933، وغودزيلا من سنة 1954، ورواية الحديقة الجوراسية من سنة 1990 والفيلم المقتبس عنها، وأعمال كثيرة غيرها. استخدمت شركات عديدة الديناصورات في الإعلان عن منتجاتها على شاشة التلفاز، وذلك إما في سبيل تسويق هذه المنتجات، أو لتظهر كيف أن منافساتها ليست قادرة على أن تتفوق عليها، فهي «كالديناصورات»: بطيئة وبليدة وبائدة.

## اقرأ أيضا
| - قائمة الديناصورات - تيتانوصور - أرجنتينوصور - زاحف ما قبل التاريخ - الطيور | - ديناصور ذو ريش - أورنيثوديرا - أركوصورات - براكيوصور - ديناصور التيروداكتيلوس - ديناصور يي |  |